# 東北本線
東北本線（とうほくほんせん）は、東京都千代田区の東京駅から岩手県盛岡市の盛岡駅を結ぶ東日本旅客鉄道（JR東日本）の鉄道路線（幹線）である。
本線（首都圏では日暮里駅 - 田端駅 - 上中里駅 - 赤羽駅 - 浦和駅 - 大宮駅間、仙台地区では長町駅 - 仙台駅 - 東仙台駅間を経由）のほか、日暮里駅 - 尾久駅 - 赤羽駅間、赤羽駅 - 武蔵浦和駅 - 大宮駅間（埼京線の一部）、長町駅 - 東仙台駅間（通称：宮城野貨物線）、岩切駅 - 利府駅間（通称：利府線）の支線を持ち、これらの正式な線路名称は東北本線である。なお、2015年に開業した松島駅 - 仙石線高城町駅間の連絡線（仙石線・東北本線接続線）も同様に東北本線の一部区間として扱われている。
広義では、東北新幹線も東北本線に含める場合があるが、本項目では在来線としての東北本線について記す。新幹線については「東北新幹線」などの新幹線路線記事を、また在来線の地域ごとの詳細（直通路線系統などは後節を参照）及び東北新幹線の八戸駅および新青森駅延伸に伴って第三セクター鉄道に移管された盛岡駅以北については以下の記事も参照。
- 宇都宮線（東京駅 - 尾久駅 - 黒磯駅間）
- いわて銀河鉄道線（盛岡駅 - 目時駅間）
- 青い森鉄道線（目時駅 - 青森駅間）

## 概要
東北本線は、もともと日本鉄道が建設した路線で、上野駅から青森駅までの線路と、上野駅と秋葉原駅までの貨物線の線路からなる、日本最長の営業キロを持つ路線であった。東京と青森の間を、大宮・宇都宮・郡山・福島・仙台・一関・盛岡・八戸を経由して、関東地方内陸部と東北地方内陸部を縦断して結んでいた。これはのちに開業する東北新幹線設置駅とも同様であり、ほぼ並走している。途中、岩沼 - 松島では仙台湾沿岸地域を通り、八戸以北では太平洋や陸奥湾の沿岸地域を通っていた。
1891年（明治24年）に全線開通、その後1925年（大正14年）の山手線環状運転開始時に敷設された東京駅 - 秋葉原駅間の電車線も東北本線に組み込まれ、営業キロが739.2 km と日本最長の路線となった。第二次世界大戦終結後の高度経済成長期には長距離の特急・急行列車が大幅増発されたが、1982年（昭和57年）に東北新幹線の大宮駅 - 盛岡駅間が開業すると、長距離列車は新幹線経由での運行に移行し、並行する東北本線在来線列車は中距離列車に置き換えられた。東北本線の旅客輸送は地域輸送中心の体制に移行しており、全線を走行する定期旅客列車は存在せず、栗橋駅 - 岩沼駅間、石越駅 - 盛岡駅間には特急列車は運行されていない。2002年（平成14年）12月1日には同新幹線の盛岡駅 - 八戸駅間が開業、2010年（平成22年）12月4日には八戸駅 - 新青森駅間も開業し、その区間で並行する東北本線在来線はJR東日本から第三セクター鉄道会社（盛岡駅 - 目時駅間はIGRいわて銀河鉄道、目時駅 - 青森駅間は青い森鉄道）に経営が移管された。この結果、東北本線在来線は東京駅 - 盛岡駅間の全長535.3 km（支線含まず）の路線となり、山陰本線・東海道本線に次ぐ在来線で3番目に長い路線となった。
| 区間            | 距離     | 事業者            | 路線名           | 移管（廃止）日 |
| --------------- | -------- | ----------------- | ---------------- | -------------- |
| 東京駅 - 盛岡駅 | 535.3 km | JR東日本          | 東北本線         | 存続           |
| 盛岡駅 - 目時駅 | 82.0 km  | IGRいわて銀河鉄道 | いわて銀河鉄道線 | 2002年12月1日  |
| 目時駅 - 八戸駅 | 25.9 km  | 青い森鉄道        | 青い森鉄道線     | 2002年12月1日  |
| 八戸駅 - 青森駅 | 96.0 km  | 青い森鉄道        | 青い森鉄道線     | 2010年12月4日  |

東北本線には旅客列車のほか、首都圏と沿線各地や北海道を結ぶJR貨物の貨物列車も多数運行されており、隅田川駅 - 札幌貨物ターミナル駅間は「北の大動脈」とも比喩されている。多くの貨物列車が東海道本線を経て東海道・山陽・九州方面と、IGRいわて銀河鉄道線・青い森鉄道線・海峡線を経て北海道方面と直通している。
電化方式は栃木県の黒磯駅を境に、同駅以南では直流電化 (1,500 V)、以北では交流電化 （20 kV・50 Hz） となっており、普通列車は黒磯駅以南では直流電車、黒磯駅 - 白河駅間では交直流電車、新白河駅以北では交流電車がそれぞれ使用されている（使用車両節参照）。黒磯駅を越えて運転される在来線旅客列車は、臨時列車のみで、定期旅客列車は存在しない。
東北本線の線路名称上の起点は1925年（大正14年）以来東京駅であり、同駅は1991年（平成3年）以来東北新幹線の起点ともなっているが、旅客案内上や時刻表などで「東北本線」と呼ばれている中・長距離旅客列車は1960年代以前の一部の東海道線（東海道本線）直通列車を除いて長年にわたり、東京都台東区の上野駅を起点として運行されていた（後節を参照）。また、1968年（昭和43年）9月30日まで大宮駅 - 赤羽駅間は国電（京浜東北線）と列車が同じ線路を共用していたが、翌10月1日に電車線と列車線に分離が行われ、現在の系統別の運転方法が完成した。東京駅 - 上野駅間の列車線は東北新幹線東京駅延伸による用地確保のため1973年（昭和48年）に廃止され、それ以降は電車線を走行する東京近郊の近距離電車（運行系統としての中央線・山手線・京浜東北線）のみとなっていた が、廃止から42年後の2015年（平成27年）より同区間の列車線が再び敷設され上野東京ラインとして東海道線との相互直通運転が再開された。

## 線路名称と愛称、路線系統名称
今日の「東北本線」と呼ばれる線路は、日本鉄道の時代は「奥州線」、「日本線」と呼ばれたり、地図上では「東北鉄道」などの記載も見られたりしたが、同社の定款では「第一区」から「第五区」、国有化直前時点の定款では仙台駅を境に「本線南区」・「本線北区」と称していた。国有化後の1909年（明治42年）10月12日には国有鉄道線路名称（明治42年鉄道院告示第54号）により、当線は主な経由地（福島県・宮城県・岩手県・青森県）の地方名として定着していた「東北」を冠し「東北線の部」（略称：東北線）の東北本線となった。この時「東北線の部」に属していた路線は東北本線、山手線、常磐線、隅田川線、高崎線、両毛線、水戸線、日光線、岩越線、塩釜線、八ノ戸線（現・八戸線）の11路線であり、東北本線はこの中の「本線」とされ「東北線の部」の中核となった。主要経由地の4県は明治以前の令制国では陸奥国（奥州）の地域であったが、戊辰戦争の戦後処理の一環で明治政府が出羽国（羽州）と共に1868年（明治元年）に分割（「陸奥国 (1869-)」参照）、これに伴い民権派が薩長土肥を『西南』と呼んだのに対し、旧奥羽両国を指す新名称として明治10年代から使用し、当線の改称時には一般化していた「東北」が採用された。

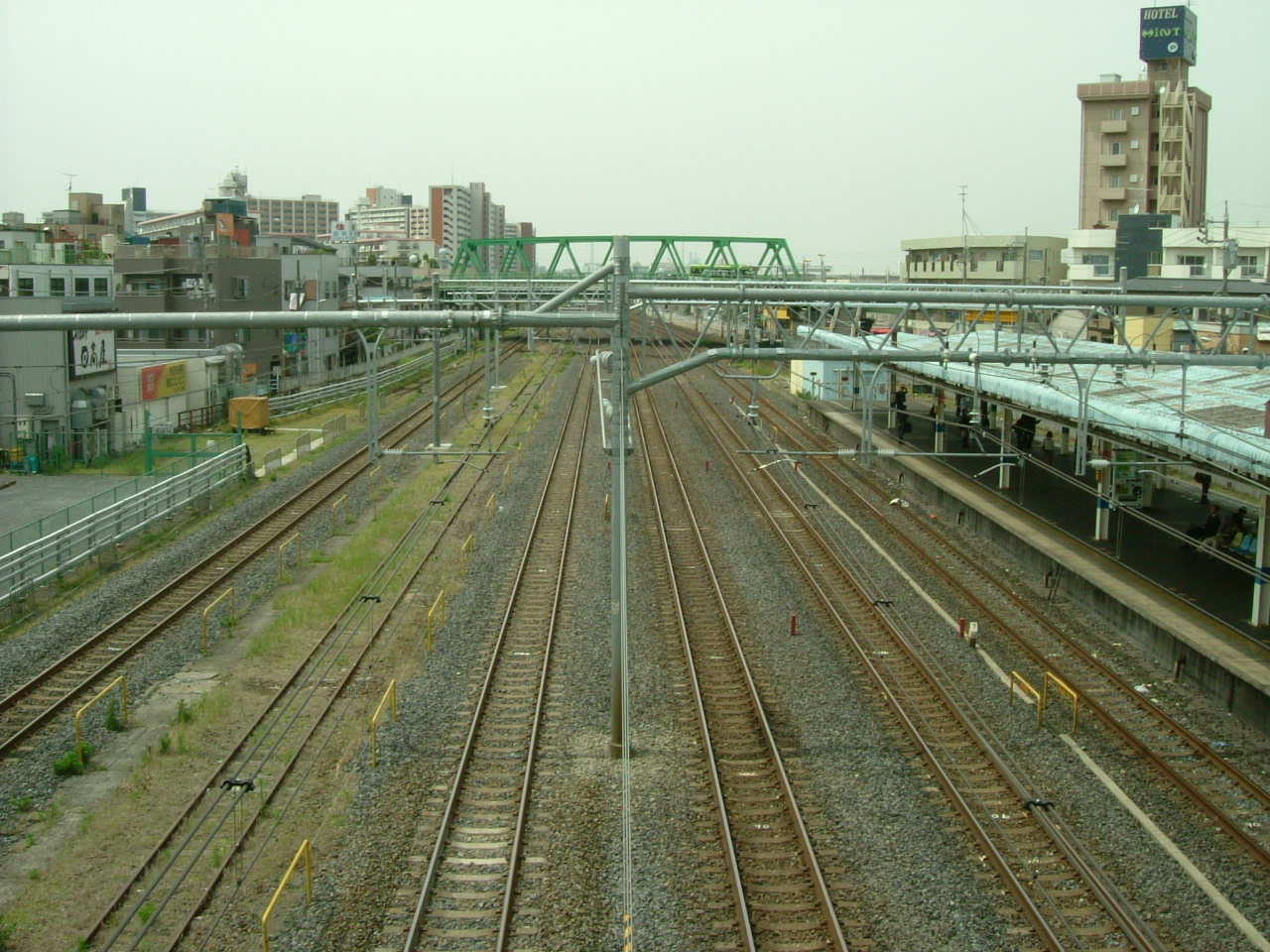
赤羽駅 - 大宮駅間の三複線（蕨駅）

今日の東北本線では、当路線内運行の列車のほか、当線経由で他線各地に向かう列車も運行されている（地域輸送を参照）。こと東京駅 - 大宮駅間ではかつての国電である近距離電車（山手線・京浜東北線・埼京線）がそれぞれ専用の線路で運行されており、旅客案内上では「東北本線」や「東北線」ではなくこれらの運行系統の名称が使用されている。上野駅を発着する黒磯駅までの中距離列車に対してはかつて「東北線」と呼ばれていたが、国鉄分割民営化後の1990年（平成2年）3月10日に宇都宮線という愛称が与えられた（命名経緯については「宇都宮線#「宇都宮線」の愛称制定後」を参照）。また、山手線池袋駅や新宿駅を発着する中距離列車も運行されるようになり、これらは2001年（平成13年）に東海道本線・横須賀線への直通運転へと発展し湘南新宿ラインという愛称が与えられた。このほか中央本線（中央線）・常磐線（常磐線快速）・高崎線や武蔵野線の列車も当路線に乗り入れており、東京駅 - 上野駅間を経由して東海道線と宇都宮線・高崎線・常磐線を直通する系統は上野東京ラインと呼ばれている。
東北新幹線については、1982年（昭和57年）6月の暫定開業（大宮駅 - 盛岡駅間）時は東北本線の複線増扱いであり、線路名称に記載はなかったが、1982年（昭和57年）11月以降は、東北本線の支線扱いとなり区間が記載され、JR線路名称公告でもその扱いが引き継がれ、その後の盛岡駅以北の延伸開業後の並行在来線が分離された盛岡駅 - 新青森駅間も営業中の他の整備新幹線が独立した線路名称を持っているのとは異なり、東北本線（支線）扱いとなっている。
なお、「日本国有鉄道の事業等の引継ぎ並びに権利及び義務の承継等に関する基本計画」（JR事業基本計画）に基づく国土交通省への提出書類および国土交通省鉄道局監修『鉄道要覧』では、東北本線は「東北線」、東北新幹線は独立した路線として記載されている。

### 各線区の路線愛称・通称
路線愛称・通称
- 東北線（東京駅 - 盛岡駅間）
- 宇都宮線（東京駅 - 尾久駅 - 黒磯駅間の列車線）
- 京浜東北線（東京駅 - 大宮駅間の電車線）
- 東北貨物線（田端駅（田端信号場駅） - 大宮駅間の貨物線）
- 埼京線（赤羽駅 - 武蔵浦和駅 - 大宮駅間）
- 宮城野貨物線（長町駅 - 仙台貨物ターミナル駅 - 東仙台駅間）
- 利府線（岩切駅 - 利府駅間）
- 仙石線・東北本線接続線（松島駅 - 高城町駅間）

路線系統名
- 上野東京ライン（宇都宮線の東海道線直通列車）
- 湘南新宿ライン（宇都宮線の横須賀線直通列車）
- 仙台空港アクセス線（名取駅 - 仙台駅間の仙台空港鉄道直通列車）
- 仙石東北ライン（仙台駅 - 塩釜駅間の仙石線直通列車）

## 東北本線の起点
東北本線の線区上の起点は1925年（大正14年）以来東京駅であるが、1885年（明治18年）の開業以来1925年まで、東北本線在来線列車の始発駅は上野駅となっていた。貨物運輸のため上野駅 - 秋葉原駅間には貨物線が敷かれていたが、この区間はもともと江戸の下町に当たり線路敷設が避けられていたこともあって、はじめて旅客列車が発着するようになるのは1925年に山手線が現在のような環状運転を行うために電車線を敷設・開業してからのことで、それまでは山手線も上野駅を始発・終着駅として運転されていた。なお、4年後の1928年（昭和3年）には現在の宇都宮線にあたる東北本線の列車線が東京駅 - 上野駅間に複線で開業しており、路線としては名実ともに東京駅を起点とする形となった。戦後は東京駅 - 上野駅間列車線の単線化・回送線化や1973年（昭和48年）の列車線分断による東海道本線への直通列車の廃止などがあり東北本線列車線の列車は基本的に上野駅発着となる。以降、上野駅は北のターミナルとして、東北・信越地方や関東北部へ向かう列車の始発・終着駅としての歴史を刻み、現在も首都圏中距離電車のほか、常磐特急「ひたち」・「ときわ」などが上野駅ホームを発着している。
第二次世界大戦終結後の1946年（昭和21年）11月5日、GHQが東北本線方面に向かう占領軍専用列車を横浜駅発着で走らせて以来、東北新幹線東京駅乗り入れ工事が着手される1973年までは、上野駅発着の優等列車および朝夕の中距離列車の一部が東京駅や新橋駅、さらには神奈川県、静岡県方面から東海道本線経由で直通運転されたが、東北新幹線建設の際に東京駅 - 秋葉原駅間の列車線施設が新幹線用地とされ、以来電車線（山手線・京浜東北線の線路）のみが東京駅に繋がり、中・長距離定期列車はすべて元の上野駅（あるいは池袋駅・新宿駅）を始発・終着駅とするようになった。また、新幹線に流用されなかった秋葉原駅 - 上野駅間の線路は留置線・回送線として使われるようになった。
その後、東北本線中距離列車の運行区間を東京駅、品川駅方面へ延伸し、東海道本線と相互直通運転する計画が企画され、2015年（平成27年）3月14日から「上野東京ライン」として、列車線も、東北本線本来の起点である東京駅を経由して運転されている。
なお、当線の戸籍上の終点は盛岡だが、JRより経営分離された盛岡以北のいわて銀河鉄道線 (IGR) および青い森鉄道線内キロポストは従前のまま東京起点からの通算表示となっている（盛岡駅構内にIGR線用の、目時駅構内に青い森鉄道線用の各0キロポストは設置されていない）。

## 歴史

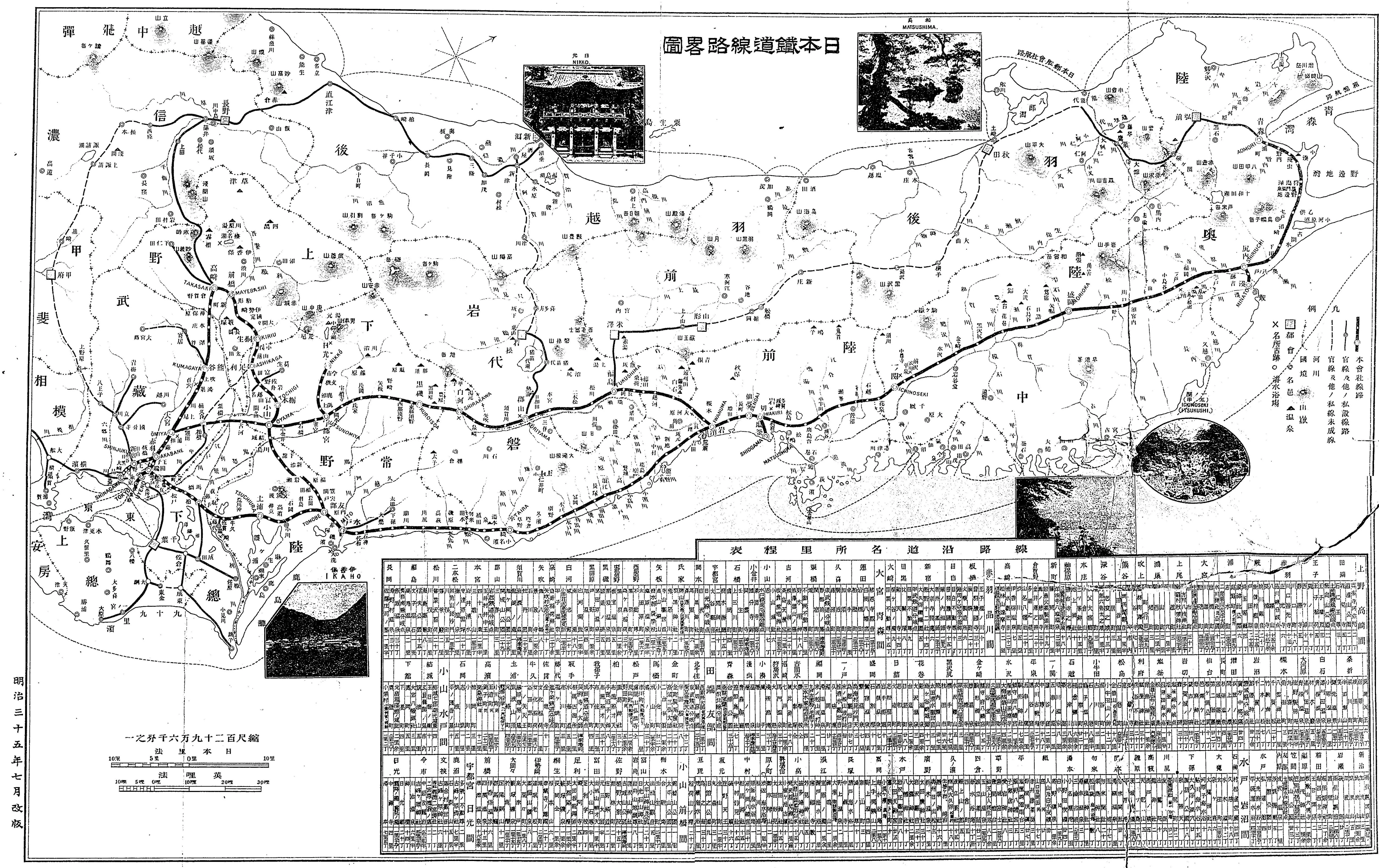
日本鉄道株式会社 1902年の路線図

東北本線の建設計画は、明治初期に東京以北の鉄道敷設を主張する高島嘉右衛門の意を受けた右大臣岩倉具視が、当時イギリス留学中の蜂須賀茂韶および鍋島直大に諮り、1871年（明治4年）に「東京より奥州青森に至る鉄道」と「東京より越後新潟に至る鉄道」の必要性が政府に提言されたことに始まる。翌年にはこれに賛同した徳川慶勝ら華族による鉄道建設運動が始まり、国家予算に頼らない私設鉄道建設の機運高まる1880年（明治13年）、華族のみならず士族、平民にわたる人々の賛同を得て、以下のような全国への鉄道を建設することを目的とする、日本初の私鉄「日本鉄道会社」が設立された。
1. 東京 - 高崎間の鉄道と、この区間から分岐して奥州青森に至る鉄道
2. 高崎より中山道を経て敦賀に至り、東西両京を連絡する鉄道
3. 中山道から分岐し新潟を経て羽州に至る鉄道
4. 九州豊前大里 - 小倉 - 長崎間の鉄道と、この区間から分岐し肥後に至る鉄道

この第一番目の計画の背景として、明治新政府は北海道では1869年（明治2年）に開拓使を設置して開拓を進め、東北地方では1878年（明治11年）の土木7大プロジェクトなどで開発を推し進めており、それに必要な資材を輸送するために早急な鉄道建設が必要と考えていたことや、東北の物産を関東に運搬しさらに横浜港に接続する鉄道が望まれていたこと等が挙げられている。実際にはこの計画は上野駅 - 前橋駅（内藤分停車場）間と大宮駅 - 青森駅間の線路として建設、実現化された。当初、これらの路線は東京 - 高崎間が第一区線、第一区線の途上駅 - 宇都宮 - 白河間が第二区線、白河 - 仙台間が第三区線、仙台 - 盛岡間が第四区線、盛岡 - 青森間が第五区線とされ、この順番で建設が進められた。
第一区線はもともと京浜線（新橋 - 横浜間の鉄道）の間にある品川から山手を経て赤羽、川口と経る経路が計画されたが、起伏地の多いこの区間の建設には技術的に時間がかかることが想定されたため、まずは上野を起点とし赤羽に至る経路で建設することとなった。1883年（明治16年）7月28日、日本初の「民営鉄道」として上野駅 - 熊谷駅間が開業した。開業時の開設駅は上野駅（・王子駅）・浦和駅（・上尾駅・鴻巣駅・熊谷駅）で、現在は中距離列車の停車しない王子駅も含まれていた一方、大宮には駅が設置されなかった。翌1884年（明治17年）に高崎駅、前橋駅まで延長され、第一区線は全通した。高崎まで開通した同年6月25日には、明治天皇臨席のもと上野駅で開通式が行われ、この際に明治天皇は上野 - 高崎間を往復乗車した。
一方で、第二区線の敷設経路についてもいくつかの案（熊谷、大宮、岩槻分岐案）が提示されていた。当時、現栃木県域の実業家等は養蚕業および製糸業の中心地である両毛地区（現在の桐生市・足利市・佐野市付近）を経由して第二区線を建設することを求めて日本鉄道会社に出資し、また政府も養蚕・製糸業を殖産業に位置づけていたため、これを経る熊谷分岐案が最有力と見られていた。一方、もともと第一区線と第二 - 五区線は東京から個別の線路とすべきとの考えを持っていた当時の鉄道局長井上勝は、政府諮問に対し、第一区線を最短経路の赤羽 - 浦和 - 岩槻と敷き、第二区線は岩槻で分岐する岩槻分岐案を答申したアメリカ人鉄道技師クロフォードの意見、また第一区線を赤羽 - 浦和 - 大宮と敷き、第二区線は大宮で分岐する大宮分岐案を答申したイギリス人鉄道技術者ボイルの意見も含め、「足利方面には支線敷設が妥当」とする上申書を工部卿・佐々木高行に提出、宇都宮以北への最短ルートである大宮分岐案または岩槻分岐案が残り、最終的には井上勝の判断によって、平坦地を通り建設費用も格段に安く日本陸軍も支持していた大宮分岐案が採用された。この決定により、上野駅 - 前橋駅間の日本鉄道第一区線の大宮に大宮駅が開設され、この大宮駅を分岐点として第二区線が建設されることとなった。
第二区線の建設は急ピッチで進められ、まず、1885年（明治18年）7月に大宮駅 - 宇都宮駅間の営業が開始され、途中には蓮田・久喜・栗橋・古河・小山・石橋の各駅（停車場）が設置された。当時利根川の架橋が完了しておらず、この区間には渡船が運行され、栗橋駅 - 古河駅間の現在の利根川畔には中田仮停車場が設けられて利根川鉄橋の開通まで運用された。開通式は上野駅と宇都宮駅で行われ、当日は宮内卿伊藤博文、鉄道局長井上勝、東京府知事渡辺洪基が上野駅 - 宇都宮駅間を往復し、栃木県知事樺山資雄は一行を中田仮停車場にて出迎えた。また利根川鉄橋の開通時には明治天皇が上野駅 - 栗橋駅間を往復して利根川架橋を賞賛した。
以後、第二区線の残り区間および第三・第四・第五区線は引き続き段階的に那須、郡山、塩竈、一関、盛岡、青森へと延伸されていった。第三区線の北半分の区間においては、1882年（明治15年）11月30日に福島から仙台区（現・仙台市）を経て石巻湾（仙台湾）の野蒜築港に至る経路で測量が認可された。しかし、野蒜築港が1884年（明治17年）9月15日の台風で損壊して機能不全に陥ったため、1886年（明治19年）より松島湾（仙台湾）の塩釜港で建設資材の陸揚げが開始された。このため第三区線の北半分の区間は、仙台駅を過ぎて塩竈駅（後の塩釜線塩釜埠頭駅。現在の塩釜駅とは異なる）まで至る経路で1887年（明治20年）12月に開通した。盛岡駅までの第四区線は、野蒜築港の挫折を受けて野蒜を経由しない経路になったため、仙台駅 - 塩竈駅間の途中にある岩切駅から分岐して松島丘陵を越えて北上する経路で建設された。盛岡駅 - 青森駅間の第五区線も1891年（明治24年）9月に開通して上野駅 - 青森駅間全通となった（直通は1日1往復。片道約26時間半。運賃下等4円54銭）。
当線の上野駅 - 青森駅間の営業距離は新橋から東海道本線を経て山陽鉄道（現・JR山陽本線）岡山駅を過ぎた辺りまでとほぼ等しいが、山陽鉄道が倉敷まで開業したのが当線開通と同年の4月であったことを踏まえると、東京から北と西にほぼ等しい速度で鉄道が敷設されていったことが分かる。
1900年（明治33年）に大和田建樹が作詞した『鉄道唱歌』第3集奥州・磐城線編では、東北本線と常磐線の開通を以下のように祝って歌っている。
40番「勇む笛の音いそぐ人 汽車は着きけり青森に むかしは陸路廿日（はつか）道 今は鉄道一昼夜」
63番「むかしは鬼の住家とて 人のおそれし陸奥（みちのく）の はてまでゆきて時の間に かえる事こそめでたけれ」
64番「いわえ人々鉄道の ひらけし時に逢える身を 上野の山もひびくまで 鉄道唱歌の声立てて」
当時、当線は日本鉄道奥州線と言われており、現在の東北本線の名称となったのは日本鉄道が国有化された後の1909年（明治42年）のことである。
また、当線の東京近郊区間には上野駅 - 大宮駅間を中心に三等車のみの近距離区間列車が複数設定され、現在の京浜東北線（東北本線電車線）が赤羽駅以南区間で運行開始されるまで、首都圏近距離区間輸送も担っていた。この京浜東北線開業後の1929年（昭和4年）6月、日暮里駅から北東に分岐し貝塚操車場まで伸びていた回送線を赤羽駅まで延伸したうえで貝塚操車場を廃止、同所に尾久駅を設けて列車線とすることで、鶯谷駅・田端駅・王子駅を経由していた中・長距離列車と近距離電車線を相互に独立した形で運行させることが可能となり、同年6月20日より尾久駅経由の運輸が開始された。
第二次世界大戦中は戦時体制で運行本数は極限まで減らされたが、戦後はGHQの意図によって東京駅 - 上野駅間に東北本線の中・長距離列車が乗り入れ、青函連絡船・函館本線・室蘭本線等と一体化した東京 - 北海道間旅客輸送も行われた。さらに高度経済成長に伴う鉄道の高速化事業に乗り、当線も電化・複線化が進み、東京から宇都宮駅を経て栃木県の観光地（日光・那須方面）間を結ぶ中距離優等列車が当時最新型の157系「日光型」を使用して運行されたほか、当線の全線電化・複線化が完了した1968年（昭和43年）10月には「ヨンサントオ」と通称される白紙ダイヤ改正が実施され、これ以降東北本線にも485系電車や583系電車・455系電車・165系電車を用いた特急・急行列車が大増発された。
東北新幹線開業後は、長距離優等列車は新幹線経由で運行されることとなり、線路容量に余裕が生じた在来線では中距離普通列車が増発された。また、津軽海峡海底部に建設された青函トンネルの開通後は当線を経由して東京と北海道を結ぶ寝台特急列車や貨物列車が設定されるようになるという変化も起きた。1990年（平成2年）3月10日には、上野駅 - （日暮里駅） - 尾久駅 - 赤羽駅 - 黒磯駅間に「宇都宮線」の愛称が制定され、鉄道利用者がこの区間を「東北本線」や「東北線」と呼ぶことは少なくなった。
2002年（平成14年）12月1日に東北新幹線 盛岡駅 - 八戸駅間が開業した際、当線の盛岡駅 - 目時駅間はIGRいわて銀河鉄道に、目時駅 - 八戸駅間は青い森鉄道（施設保有は青森県）に経営移管され、当線の本線は東京駅 - 盛岡駅間と八戸駅 - 青森駅間の2つに分かれることとなった。その後、2010年（平成22年）12月4日に東北新幹線 八戸駅 - 新青森駅間が開業して全通し、当線の八戸駅 - 青森駅間は青い森鉄道（施設保有は青森県）に経営移管された。このため、青森県内からは「東北本線」が消滅した。以降は、当線の正式な区間としては東京駅 - 盛岡駅間となり、一般的に「東北本線」の名称が用いられるのは黒磯駅 - 盛岡駅間となっている。

### 年表

#### 日本鉄道
- 1883年（明治16年）7月28日：日本鉄道第一区の上野 - 熊谷間開通、上野駅・王子駅・浦和駅・上尾駅・鴻巣駅・熊谷駅開業。このうち上野 - 大宮駅（この時点では未開業）間が現在の東北本線に相当する。
  - 同年内に王子 - 浦和間に（貨）川口駅開業。
- 1884年（明治17年）
  - 9月23日：川口駅旅客営業開始。
  - 10月6日：川口駅旅客営業廃止。
- 1885年（明治18年）
  - 3月1日：赤羽駅開業。（貨）川口駅廃止。
  - 3月16日：大宮駅開業。
  - 7月16日：大宮 - 栗橋間および中田仮 - 宇都宮間開通。蓮田駅・久喜駅・栗橋駅・中田仮駅・古河駅・小山駅・石橋駅・宇都宮駅開業。橋脚が完成していない利根川は鉄道連絡船で連絡していた。
- 1886年（明治19年）
  - 6月17日：栗橋 - 中田仮間の利根川橋梁が完成、同区間が開通し、上野 - 宇都宮間全通。中田仮駅を中田信号所に変更。
  - 10月1日：宇都宮 - 那須（現・西那須野）間開通、矢板駅・那須駅開業。このときの宇都宮 - 矢板間は、現・東北新幹線に近い経路であった。
  - 11月1日：宇都宮 - 矢板間に長久保駅開業。
  - 12月1日：那須 - 黒磯間開通、黒磯駅開業。
- 1887年（明治20年）
  - 7月16日：黒磯 - 郡山間開通、豊原駅・白河駅・矢吹駅・須賀川駅・郡山駅開業。
  - 12月15日：郡山 - 塩竈（後の塩釜線塩釜港）間開通、本宮駅・二本松駅・松川駅・福島駅・桑折駅・白石駅・大河原駅・岩沼駅・仙台駅・塩竈駅開業。
- 1888年（明治21年）10月11日：増田駅（現・名取駅）・岩切駅開業。
- 1890年（明治23年）
  - 4月16日：岩切 - 一ノ関間開通（山線経由）、（旧）松島駅・小牛田駅・瀬峰駅・石越駅・花泉駅・一ノ関駅開業。
  - 9月8日：同月7日の大雨の影響で白石 - 大河原間で線路が破損し運転を取りやめる[31]。
  - 10月20日：白石 - 大河原間の線路の復旧作業が終わり、運転を再開する[32]。
  - 11月1日：一ノ関 - 盛岡間、貨物線秋葉原 - 上野間開通、秋葉原駅・前沢駅・水沢駅・黒沢尻駅（現・北上駅）・花巻駅・日詰駅・盛岡駅開業。
- 1891年（明治24年）
  - 1月12日：越河駅・槻木駅開業。
  - 5月1日：那須駅を西那須野駅に改称。
  - 9月1日：古田駅・黒田原駅開業。盛岡 - 青森間が開通し、上野 - 青森間全通。好摩駅・沼宮内駅（現・いわて沼宮内駅）・中山駅（現・奥中山高原駅）・小鳥谷駅・三ノ戸駅（現・三戸駅）・尻内駅（現・八戸駅）・沼崎駅（現・上北町駅）・野辺地駅・小湊駅・浅虫駅（現・浅虫温泉駅）・青森駅開業。
  - 12月20日：福岡駅（現・二戸駅）・下田駅開業。
- 1892年（明治25年）
  - 3月1日：鹿島台駅開業。
  - 10月20日：王子 - 浦和間に（貨）川口駅開業。上野 - 赤羽間、川口 - 大宮間複線化。
- 1893年（明治26年）
  - 2月15日：石鳥谷駅・一ノ戸駅（現・一戸駅）開業。
  - 3月25日：小金井駅開業。
  - 5月：野辺地駅付近に日本初の防雪林を植林。
  - 7月16日：蕨駅・野内駅・浦町駅開業。
- 1894年（明治27年）
  - 1月4日：利府駅・新田駅・乙供駅・狩場沢駅開業。
  - 4月1日：間々田駅・古間木駅（現・三沢駅）開業。
- 1895年（明治28年）
  - 4月1日：長岡駅（現・伊達駅）開業。
  - 7月6日：雀宮駅開業。
- 1896年（明治29年）
  - 2月21日：長町駅開業。
  - 2月25日：泉崎駅開業。
  - 4月1日：田端駅開業。荒川橋梁が複線化され、上野 - 大宮間の複線化完成。
  - 4月9日：王子 - 蕨間の（貨）川口駅廃止。
- 1897年（明治30年）
  - 2月25日：宇都宮 - 矢板間経路変更。当時、同区間では西鬼怒川、東鬼怒川（現在の鬼怒川本水路）の2本の鬼怒川を渡っており、夏季の鬼怒川の大水に対する橋脚や護岸の補修費および時間がかさみ問題化したため、その下流部の東西鬼怒川が合流し流路帯が狭くなる地点を渡る現在の経路に切り替えることとなったもの。新線上に岡本駅、氏家駅開業。旧線上の古田駅、長久保駅廃止。野崎駅開業。
  - 6月1日：日和田駅開業。
  - 6月5日：片岡駅開業。
  - 7月1日：金ケ崎駅・剣吉駅開業。
- 1898年（明治31年）
  - 1月11日：川口駅（現・岩手川口駅）開業。
  - 5月28日：平泉駅開業。
  - 9月1日：矢幅駅開業。
  - 11月24日：東那須野駅（現・那須塩原駅）開業。
- 1899年（明治32年）
  - 10月7日：矢板 - 野崎間で箒川鉄橋列車転落事故が発生。
  - 10月21日：宝積寺駅開業。
- 1900年（明治33年）9月5日：藤田駅開業。
- 1904年（明治37年）12月31日：中山 - 小鳥谷間に小繋給水所開設。
- 1905年（明治38年）
  - 4月1日：日暮里駅開業。
  - 7月1日：野内 - 浦町間に（貨）練兵場駅開業。
  - 11月11日：練兵場駅廃止。
- 1906年（明治39年）
  - 1月21日：滝沢駅開業。
  - 4月1日：上野 - 日暮里間複々線化。
  - 4月16日：田端 - 王子間に田端北部信号所、赤羽 - 蕨間に金山信号所、浦和 - 大宮間に大原信号所開設。田端北部信号所は廃止日不明。
  - 10月：日暮里 - 田端間3線化。

#### 鉄道院 - 運輸通信省
- 1906年（明治39年）11月1日：日本鉄道が国有化。
- 1907年（明治40年）11月1日：一ノ戸駅を一戸駅に、三ノ戸駅を三戸駅に改称。
- 1908年（明治41年）
  - 5月1日：大宮 - 蓮田間に砂信号所、蓮田 - 久喜間に白岡信号所開設。
  - 9月30日：大宮 - 蓮田間複線化。
  - 11月6日：蓮田 - 久喜間、古河 - 間々田間複線化。
  - 11月10日：久喜 - 栗橋間複線化。
  - 11月20日：中田信号所 - 古河間複線化。
  - 12月25日：松山町駅・田尻駅開業。
- 1909年（明治42年）
  - 8月1日：間々田 - 小山間複線化。
  - 9月21日：小繋給水所を駅に変更して小繋駅開業。
  - 10月12日：国有鉄道線路名称制定。秋葉原 - 上野 - 青森間を東北本線、岩切 - 塩竈間を塩竈線とする。
  - 10月18日：笹川駅（現・安積永盛駅）・金谷川駅開業、仙台 - 岩切間に苦竹信号所開設。
  - 11月25日：金田一駅（現・金田一温泉駅）開業。
  - 12月16日：上野 - 田端間が直流電化。上野 - 日暮里間電車線1線増設し5線化、日暮里 - 田端間電車線1線増設し複々線化。
- 1910年（明治43年）
  - 2月11日：白岡信号所を駅に変更して白岡駅開業。
  - 9月10日：川口町駅（現・川口駅）開業。赤羽 - 川口町間の金山信号所廃止。
  - 11月15日：千曳駅開業。
- 1911年（明治44年）
  - 6月25日：鏡石駅開業。
  - 12月19日：北白川駅開業。
- 1912年（明治45年／大正元年）
  - 7月11日：鶯谷駅開業。鶯谷 - 日暮里間電車線複線化し6線化。
  - 11月1日：大原信号所を駅に変更して与野駅開業。
- 1913年（大正2年）
  - 3月20日：利府 - （旧）松島間に赤沼信号所開設。
  - 4月：小山 - 宇都宮間複線化。
- 1914年（大正3年）
  - 3月20日：上野 - 鶯谷間の電車線複線化し、6線化。
  - 6月25日：黒磯 - 黒田原間に高久信号所開設。
  - 12月1日：長岡駅を伊達駅に改称。
- 1915年（大正4年）
  - 1月5日：仙北町駅開業。
  - 9月11日：中山駅を奥中山駅に改称。
- 1916年（大正5年）
  - 10月1日：金谷川 - 福島間に永井川信号所開設。
  - 11月29日：下田 - 古間木（現・三沢）間で正面衝突事故発生。20名死亡。
- 1917年（大正6年）
  - 2月20日：白坂駅開業。
  - 7月11日：安達駅開業。
  - 9月11日：本宮 - 二本松間に杉田信号所開設。
- 1918年（大正7年）
  - 5月15日：蕨 - 浦和間に小谷場信号所開設。
  - 8月16日：（旧）松島 - 鹿島台間に幡谷信号所開設。
  - 11月1日：厨川駅開業。越河 - 白石間に中目信号所、沼宮内 - 奥中山間に御堂信号所開設。
- 1919年（大正8年）
  - 3月1日：中央本線の一部として東京 - 神田間開業。直流電化。神田駅開業。
  - 4月5日：黒沢尻（現・北上） - 花巻間に村崎野信号所開設。
  - 10月12日：久田野駅開業。
- 1920年（大正9年）
  - 2月15日：仙台 - 苦竹信号所間複線化。
  - 3月10日：黒磯 - 黒田原間経路変更。黒田原駅移転。
  - 4月23日：苦竹信号所 - 岩切間複線化。
  - 10月10日：白坂 - 白河間経路変更。白河駅移転。
  - 11月1日：黒田原 - 白坂間経路変更。豊原駅移転。
  - 12月2日：氏家 - 片岡間に蒲須坂信号所開設。
- 1921年（大正10年）
  - 4月5日：日和田 - 本宮間に五百川信号所開設。
  - 6月1日：福岡駅を北福岡駅に改称。
  - 10月1日：蕨 - 浦和間の小谷場信号所廃止。
- 1922年（大正11年）
  - 3月5日：栗橋 - 中田信号所間複線化。
  - 4月1日：信号所を信号場に改称。
  - 5月20日：金ケ崎 - 黒沢尻間に三ヶ尻信号場開設。
  - 6月5日：藤田 - 越河間に貝田信号場開設。
  - 7月15日：花巻 - 石鳥谷間に二枚橋信号場開設。
  - 8月15日：下田 - 古間木間に木ノ下信号場開設。
  - 11月10日：狩場沢 - 小湊間に清水川信号場開設。
  - 12月5日：長町 - 仙台間複線化。
- 1923年（大正12年）
  - 2月11日：蒲須坂信号場を駅に変更して蒲須坂駅開業。
  - 8月10日：北高岩駅開業。
  - 9月1日：岩沼 - 増田間複線化。
  - 10月15日：瀬上駅（現・東福島駅）開業。
  - 12月1日：増田 - 長町間複線化。
- 1924年（大正13年）
  - 1月15日：浪打駅開業。前沢 - 水沢間に折居信号場開設。
  - 9月10日：陸前中田駅（現・南仙台駅）開業。
  - 10月16日：花泉 - 一ノ関間経路変更。有壁駅開業。
  - 12月20日：金田一 - 三戸間に目時信号場開設。
- 1925年（大正14年）
  - 4月1日：豊原駅を下野豊原駅に改称。
  - 11月1日：神田 - 秋葉原間開業、秋葉原 - 上野間3線化、神田 - 上野間直流電化・旅客営業開始。御徒町駅開業。東北本線の起点を東京駅に変更。
- 1926年（大正15年／昭和元年）
  - 10月10日：日暮里駅から分岐する貝塚操車場を開設。
  - 10月25日：浦町 - 青森間複線化。浦町 - 青森間に青森操車場開設。
  - 11月5日：尻内 - 下田間に轟信号場開設。
- 1927年（昭和2年）
  - 6月10日：久喜 - 栗橋間に桜田信号場開設。
  - 11月：上野 - 日暮里間に回送線を1線増設し7線化。
  - 12月20日：貨物支線 王子 - 須賀間、王子 - 下十条（現・北王子）間開業。田端 - 王子間に貨物線を1線増設し3線化。
- 1928年（昭和3年）
  - 2月1日：田端 - 赤羽間が直流電化。田端 - 王子間に電車線を2線増設し5線化、王子 - 赤羽間に電車線を2線増設し複々線化。
  - 4月1日：東京 - 上野間に列車線が複線・直流電化で開通。本来の起点に列車線が到達する。
  - 4月8日：山ノ目駅開業。
  - 11月25日：折居信号場を駅に変更して陸中折居駅開業。
- 1929年（昭和4年）
  - 2月25日：船岡駅開業。
  - 6月20日：日暮里 - 尾久 - 赤羽間が複線で開通、貝塚操車場を廃止し同所に尾久駅開業。王子 - 赤羽間に貨物線を2線増設し6線化。
  - 12月15日：赤羽 - 蕨間に貨物線を2線増設し複々線化。
- 1931年（昭和6年）
  - 4月10日：上野 - 日暮里間の回送線を複線化し8線化。日暮里 - 尾久間に回送線を2線増設し複々線化。
  - 7月15日：貨物支線下十条駅を北王子駅に改称。
  - 8月1日：下十条駅（現・東十条駅）開業。
  - 10月30日：笹川駅を安積永盛駅に改称。
  - 12月1日：蕨 - 与野間に貨物線を2線増設し複々線化。
- 1932年（昭和7年）
  - 5月1日：大宮 - 蓮田間の砂信号場、久喜 - 栗橋間の桜田信号場、栗橋 - 古河間の中田信号場廃止。
  - 7月15日：与野 - 大宮間に貨物線を2線増設し複々線化。
  - 7月25日：苦竹信号所を駅に変更して東仙台駅開業。
  - 9月1日：赤羽 - 大宮間直流電化。
  - 11月20日：二枚橋信号場を駅に変更して二枚橋駅（現・花巻空港駅）開業。
  - 12月26日：幡谷信号場を駅に変更して品井沼駅開業。
- 1933年（昭和8年）
  - 1月15日：諏訪ノ平駅開業。
  - 7月1日：上中里駅開業。
  - 8月15日：行人塚駅・三百人町駅・小田原東丁駅・塩竈線 多賀城前駅（現・陸前山王駅）開業。
- 1934年（昭和9年）
  - 2月1日：川口駅を岩手川口駅に改称。
  - 2月15日：川口町駅を川口駅に改称。
  - 6月1日：尻内 - 古間木（現・三沢）間でガソリンカーを運転開始[33]。
  - 12月1日：福島 - 松川間でガソリンカーを運転開始[33]。
- 1936年（昭和11年）
  - 6月20日：清水川信号場を駅に変更して清水川駅開業。
  - 7月10日：木ノ下信号場を駅に変更して向山駅開業。
  - 9月1日：北浦和駅開業。
- 1937年（昭和12年）2月1日：三ヶ尻信号場を駅に変更して六原駅開業。
- 1939年（昭和14年）10月1日：西平内駅開業。
- 1943年（昭和18年）
  - 3月1日：有壁 - 一ノ関間に真柴信号場開設。
  - 7月20日：瀬峰 - 新田間に梅ケ沢信号場開設。
  - 10月1日：滝沢 - 好摩間に渋民信号場、奥中山 - 小繋間に西岳信号場開設。
- 1944年（昭和19年）
  - 2月1日：石越 - 花泉間に油島信号場開設。
  - 5月1日：塩竈線 多賀城前駅を陸前山王駅に改称。
  - 6月15日：貨物支線 浪打 - 堤川間開業[34]。
  - 8月1日：古間木 - 沼崎間に小川原信号場開設。
  - 10月1日：花泉 - 有壁間に清水原信号場開設。
  - 10月11日：轟信号場を駅に変更して陸奥市川駅開業。白坂 - 白河間に磐城西郷信号場、日詰 - 矢幅間に古館信号場、矢幅 - 仙北町間に中通信号場、厨川 - 滝沢間に長根信号場、御堂信号場 - 奥中山間に吉谷地信号場、小繋 - 小鳥谷間に滝見信号場開設。
  - 11月11日：行人塚駅、三百人町駅、小田原東丁駅廃止。
  - 11月15日：陸前山王 - 品井沼間開業（海線・当初は貨物営業のみ）。塩竈線 岩切 - 陸前山王間を複線化し、東北本線に編入。新松島信号場、北塩釜信号場開設。
  - 12月：新田 - 石越間に畑岡信号場開設。
- 1945年（昭和20年）8月15日：平泉 - 前沢間に衣川信号場開設。
- 1946年（昭和21年）10月20日：貨物支線の浪打 - 堤川間休止[35]。
- 1947年（昭和22年）9月15日：カスリーン台風による豪雨で各地に被害。栗橋駅 - 古河駅間で利根川の増水、蒲須坂駅 - 野崎駅で四か所が冠水、仙台駅 - 岩切駅間で道床流失および浸水、利府駅 - 赤沼駅間で道床流失、松山町駅付近浸水、小牛田駅付近で道床流失、瀬峰駅 - 梅ヶ沢駅間で土砂崩壊、平泉付近で衣川堤防決壊による冠水など被害甚大[新聞 1]。
- 1948年（昭和23年）
  - 4月24日：野内駅近くで野内川鉄橋で23両編成の貨物列車が脱線。機関車と貨車20両が川に転落して乗員2人死亡、1人重傷、[36]。
  - 8月1日：下野豊原駅を豊原駅に改称。
  - 10月1日：目時信号場を駅に変更して目時駅開業。
  - 12月15日：五百川信号場を駅に変更して五百川駅開業。
  - 12月19日：杉田信号場を駅に変更して杉田駅開業。
- 1949年（昭和24年）3月1日：古館信号場を駅に変更して古館駅開業。

#### 日本国有鉄道
- 1949年（昭和24年）
  - 8月17日：松川 - 金谷川間で、上り列車が突如脱線転覆。乗員など3名死亡。現在も原因は「謎」とされ、『松川事件』と呼ばれている。
  - 9月15日：御堂信号場 - 奥中山間の吉谷地信号場廃止。
- 1950年（昭和25年）
  - 3月25日：栗橋 - 古河間に中田仮信号場開設。
  - 7月14日：瀬峰駅構内で急行貨物列車が安全側線に進入して脱線転覆。機関助手が負傷[新聞 2]。
  - 9月1日：中通信号場を駅に変更して岩手飯岡駅開業。
  - 10月1日：利府 - （旧）松島間の赤沼信号場、新田 - 石越間の畑岡信号場廃止。
  - 11月1日：村崎野信号場を駅に変更して村崎野駅開業。
  - 12月1日：渋民信号場を駅に変更して渋民駅開業。
  - 12月14日：清水原信号所構内で青森駅発上野駅行の急行二〇二列車が安全側線に進入して脱線転覆。重軽傷者37人[新聞 3]。
- 1951年（昭和26年）
  - 4月1日：村崎野 - 花巻間に飯豊信号場開設。
  - 12月4日：黒沢尻 - 村崎野間複線化。
- 1952年（昭和27年）
  - 6月10日：貝田信号場を駅に変更して貝田駅開業。
  - 9月26日：栗橋 - 古河間の中田仮信号場廃止。
  - 11月5日：村崎野 - 花巻間複線化。
  - 11月16日：村崎野 - 花巻間の飯豊信号場廃止。
- 1953年（昭和28年）
  - 3月2日：梅ケ沢信号場を駅に変更して梅ケ沢駅開業。
  - 6月10日：小川原信号場を駅に変更して小川原駅開業。
- 1954年（昭和29年）
  - 4月15日：東京 - 上野間に回送線を2線増設し、東京 - 上野間が複々線化。
  - 7月1日：油島駅開業。
  - 9月1日：西川口駅開業。
  - 9月28日：小牛田 - 瀬峰間複線化。
  - 11月10日：黒沢尻駅を北上駅に改称。
- 1955年（昭和30年）
  - 7月1日：清水原信号場を駅に変更して清水原駅開業。
  - 9月1日：新田 - 石越間複線化。
- 1956年（昭和31年）
  - 7月9日：陸前山王 - 品井沼間（海線）を旅客列車の主要ルートに変更。塩釜駅開業。新松島信号場を駅に変更して新松島駅（現・松島駅）開業。
  - 10月2日：水沢 - 金ケ崎間複線化。
  - 10月8日：御堂信号場 - 奥中山間複線化。
  - 10月22日：品井沼 - 鹿島台間複線化[新聞 4]。
  - 11月19日：東京 - 田端間に電車線2線を増設し、東京 - 上野間が6線化、上野 - 日暮里間が10線化、日暮里 - 田端間が6線化。
- 1957年（昭和32年）
  - 4月1日：下十条駅を東十条駅に改称。
  - 9月27日：鹿島台 - 小牛田間複線化[新聞 5]。
  - 9月28日：有壁 - 一ノ関間複線化[新聞 5]。真柴信号場廃止。
  - 10月1日：乙供 - 千曳間に石文信号場開設。
- 1958年（昭和33年）
  - 4月14日：大宮 - 宇都宮間直流電化。
  - 9月4日：金ケ崎 - 六原間複線化。
  - 9月12日：前沢 - 水沢間複線化。
  - 9月24日：瀬峰 - 梅ケ沢間複線化。
  - 9月25日：六原 - 北上間、梅ケ沢 - 新田間複線化。
  - 12月15日：宇都宮 - 宝積寺間直流電化。
- 1959年（昭和34年）
  - 4月7日：磐城西郷信号場を駅に変更して磐城西郷駅（現・新白河駅）開業。
  - 5月22日：宝積寺 - 黒磯間直流電化。
  - 7月1日：黒磯 - 白河間交流電化。
  - 10月1日：沼崎駅を上北町駅に改称。
  - 12月12日：宇都宮 - 岡本間複線化。
- 1960年（昭和35年）
  - 3月1日：白河 - 福島間交流電化。
  - 10月1日：鏡石 - 須賀川間複線化。貨物支線 長町 - 東仙台間開業。
  - 10月20日：片岡 - 矢板間複線化。
  - 10月31日：西那須野 - 東那須野間複線化。
  - 11月1日：盛岡 - 厨川間に青山信号場開設。
  - 11月22日：安積永盛 - 郡山間複線化[新聞 6]。
- 1961年（昭和36年）
  - 2月17日：大宮操車場、田端操車場を駅に変更して（貨）大宮操駅、（貨）田端操駅開業。
  - 3月1日：福島 - 仙台間交流電化。
  - 3月20日：古間木駅を三沢駅に改称。
  - 4月3日：永井川信号場 - 福島間複線化[新聞 7]。
  - 4月5日：金谷川 - 永井川信号場間複線化[新聞 7]。
  - 4月15日：御堂信号場を駅に変更して御堂駅開業。
  - 6月1日：貨物支線 宮城野（現・仙台貨物ターミナル） - 仙台市場間開業。宮城野駅・仙台市場駅開業。
  - 7月1日：南浦和駅開業[新聞 8]。
  - 7月15日：郡山 - 日和田間複線化[新聞 9]。
  - 8月15日：苫米地駅開業。
  - 12月15日：岡本 - 宝積寺間複線化。
  - 12月20日：東白石駅開業。
- 1962年（昭和37年）
  - 1月31日：東那須野 - 黒磯間複線化[新聞 10]。
  - 3月19日：宝積寺 - 氏家間複線化。
  - 4月5日：永井川信号場を駅に変更して南福島駅開業。
  - 4月11日：陸前山王 - 塩釜間複線化。
  - 4月15日：塩釜 - 新松島間複線化。北塩竈信号場廃止。
  - 4月20日：（旧）松島 - 品井沼間（山線）廃止。新松島 - 品井沼間複線化。
  - 6月7日：野崎 - 西那須野間複線化。
  - 7月1日：利府 - 松島（旧）間廃止。新松島駅を松島駅に改称。愛宕駅開業。
  - 7月26日：花巻 - 二枚橋間複線化[新聞 11]。
  - 9月26日：本宮 - 杉田間複線化。
  - 10月20日：須賀川 - 安積永盛間複線化。
  - 11月30日：白河 - 久田野間複線化[新聞 12]。
  - 12月7日：五百川 - 本宮間複線化。
  - 12月10日：石越 - 油島間複線化。北福岡 - 金田一間に斗米信号場開設。
- 1963年（昭和38年）
  - 2月5日：矢吹 - 鏡石間複線化[新聞 13]。
  - 2月16日：野木駅開業[新聞 14]。
  - 3月5日：清水原 - 有壁間複線化。
  - 3月8日：泉崎 - 矢吹間複線化[新聞 13]。
  - 3月20日：花泉 - 清水原間複線化。
  - 3月25日：久田野 - 泉崎間複線化[新聞 13]。
  - 5月25日：増田駅を名取駅に、陸前中田駅を南仙台駅に改称。
  - 8月10日：油島 - 花泉間複線化。
  - 8月21日：二枚橋 - 石鳥谷間複線化。
  - 9月20日：山ノ目 - 平泉間複線化。
  - 9月23日：磐城西郷 - 白河間複線化[新聞 15]。
  - 9月24日：仙北町 - 盛岡間複線化。
  - 9月26日：日和田 - 五百川間複線化。
  - 9月27日：石鳥谷 - 日詰間複線化。
  - 9月28日：白坂 - 磐城西郷間複線化。
  - 12月10日：一ノ関 - 山ノ目間複線化。
- 1964年（昭和39年）
  - 2月3日：二本松 - 安達間複線化。
  - 3月14日：豊原 - 白坂間複線化[新聞 16]。
  - 3月17日：杉田 - 二本松間複線化。
  - 3月20日：東大宮駅開業。
  - 5月20日：岩手飯岡 - 仙北町間複線化[新聞 17]。
  - 5月29日：日詰 - 古館間複線化[新聞 17]。
  - 6月5日：古館 - 矢幅間複線化[新聞 17]。
  - 6月20日：氏家 - 蒲須坂間複線化[新聞 18]。
  - 6月30日：矢幅 - 岩手飯岡間複線化[新聞 17]。
  - 7月20日：高久信号場 - 黒田原間複線化[新聞 19]。
  - 8月31日：黒磯 - 高久信号場間複線化。
  - 9月1日：高久信号場を駅に変更して高久駅開業。
  - 9月3日：蒲須坂 - 片岡間複線化。
  - 9月15日：黒田原 - 豊原間複線化。
  - 9月19日：越河 - 中目信号場間複線化。
  - 9月22日：松川 - 金谷川間複線化。
  - 9月25日：矢板 - 野崎間複線化。
  - 9月28日：安達 - 松川間複線化。
  - 12月8日：盛岡 - 青山信号場間複線化。
- 1965年（昭和40年）
  - 6月30日：尻内 - 陸奥市川間複線化。
  - 7月29日：槻木 - 岩沼間複線化。
  - 8月4日：青山信号場 - 厨川間複線化。青山信号場廃止。
  - 9月21日：渋民 - 好摩間複線化。
  - 9月22日：藤田 - 貝田間複線化。
  - 9月24日：北白川 - 大河原間複線化。
  - 9月25日：一戸 - 鳥越信号場間複線化。鳥越信号場開設。
  - 9月27日：小繋 - 滝見信号場間複線化。
  - 9月28日：福島 - 瀬上間複線化。
  - 9月29日：西平内 - 土屋信号場間複線化。土屋信号場開設。
  - 10月1日：仙台 - 盛岡間、長町 - 宮城野 - 東仙台間交流電化。
  - 12月14日：西岳信号場 - 小繋間複線化。
- 1966年（昭和41年）
  - 3月21日：平泉 - 前沢間複線化。衣川信号場廃止。
  - 7月27日：浅虫 - 野内間、集中豪雨により土砂崩れ多数発生。長期運転見合わせ。8月22日復旧。
  - 7月30日：大河原 - 船岡間複線化[37]。
  - 9月20日：東京起点642.910km地点（北高岩 - 尻内間） - 尻内間複線化[38]。
  - 9月22日：石文信号場 - 千曳間、東京起点694.970km地点（千曳 - 野辺地間） - 野辺地間複線化。
  - 9月24日：土屋信号場 - 浅虫間複線化。土屋信号場廃止。
  - 9月26日：奥中山 - 西岳信号場間複線化。西岳信号場廃止[39]。
  - 9月27日：梅内信号場 - 三戸間複線化[40]。梅内信号場開設。
  - 9月28日：中目信号場 - 東白石間複線化[41]。中目信号場廃止。
  - 10月1日：斗米信号場を駅に変更して斗米駅開業。
- 1967年（昭和42年）
  - 2月27日：貝田 - 越河間複線化[42]。
  - 7月25日：滝見信号場 - 小鳥谷間複線化[43]。滝見信号場廃止。
  - 7月30日：三沢 - 姉沼信号場間複線化[44]。姉沼信号場開設。
  - 8月12日：東白石 - 北白川間複線化[45]。
  - 8月29日：桑折 - 藤田間複線化[46]。
  - 9月13日：伊達 - 桑折間複線化[47]。
  - 9月15日：岩手川口 - 沼宮内間複線化[48]。滝沢駅移転。
  - 9月25日：三沢 - 向山間の複線工事現場で、隣接する使用中の本線を巻き込み路盤が崩壊。通りかかった急行貨物列車の11両が脱線転覆した。同区間の不通が続いたため、優等列車については花輪線、北上線を利用した迂回運転が行われた[新聞 20]。
  - 9月26日：船岡 - 槻木間複線化[49]。
  - 9月27日：東京起点597.031km地点（小鳥谷 - 一戸間） - 一戸間間複線化[50]。
  - 9月28日：瀬上 - 伊達間複線化[49]。
  - 9月29日：滝沢 - 渋民間複線化[51]。
  - 10月1日：与野 - 大宮間に電車線を2線増設し6線化[52][新聞 21]。
  - 12月14日：金田一 - 目時間複線化[53]。目時駅移転。
  - 12月16日：浅虫 - 野内間複線化[54]。
- 1968年（昭和43年）
  - 4月25日：厨川 - 滝沢間複線化。長根信号場廃止。
  - 4月28日：三戸 - 諏訪ノ平間複線化。
  - 5月16日：剣吉 - 苫米地間複線化。なお、同日9時48分頃に発生した十勝沖地震により、大きな被害が発生。27日には復旧したが、ダイヤがほぼ正常に戻ったのは、全線複線化完成後の8月6日だった。この間、特急「はつかり」は花輪線に、急行列車は北上線にそれぞれ迂回する措置が採られた[55]。
  - 5月20日：北高岩 - 東京起点642.910 km地点（北高岩 - 尻内間）複線化。
  - 6月4日：沼宮内 - 御堂間複線化。
  - 6月9日：清水川 - 小湊間複線化。
  - 6月11日：鳥越信号場 - 北福岡間複線化。鳥越信号場廃止。
  - 6月17日：好摩 - 岩手川口間複線化。
  - 6月21日：北福岡 - 金田一間複線化。
  - 7月2日：小湊 - 西平内間複線化。
  - 7月8日：野辺地 - 清水川間複線化[56]。
  - 7月10日：苫米地 - 北高岩間複線化。
  - 7月12日：小鳥谷 - 一戸間複線化。
  - 7月15日：諏訪ノ平 - 剣吉間複線化。
  - 7月20日：目時 - 梅内信号場間複線化。梅内信号場廃止。
  - 7月21日：野内 - 青森間経路変更。新線上に東青森駅開業。旧線上の浪打駅、浦町駅廃止。
  - 7月23日：上北町 - 乙供間複線化。
  - 7月29日：下田 - 三沢間複線化。
  - 7月31日：陸奥市川 - 下田間複線化。
  - 8月3日：姉沼信号場 - 上北町間複線化。姉沼信号場廃止。
  - 8月5日：乙供 - 石文信号場間複線化、（新）千曳 - 東京起点694.970 km地点（千曳 - 野辺地間）間を複線の新線に切替え、東京 - 青森間全線複線化完成。千曳駅移転。石文信号場廃止。なお、旧線の千曳（西千曳と改称） - 野辺地間は南部縦貫鉄道に貸与し、同鉄道の起点は（旧）千曳駅から野辺地駅へ変更となった。
  - 8月22日：盛岡 - 青森間が交流電化。東京 - 青森間全線電化完成。
  - 9月25日：赤羽 - 与野間に電車線を2線増設し6線化[新聞 22]。これに伴い、埼玉県内の川口 - 大宮間で完全立体交差化が完成し、同区間の全踏切を除去[† 8]。
  - 10月1日：ダイヤ改正（通称「ヨンサントオ」）が実施され、本線の全線（東京 - 青森間）の最高速度が120 km/hに引き上げ。優等列車の到達時間が大幅に短縮された。
- 1969年（昭和44年）7月19日：3時59分、松島 - 塩釜間で、一ノ関発長町行貨物6650列車（現車25両、牽引機ED75 132）が脱線。
- 1970年（昭和45年）12月1日：北尻内信号場を駅に変更して八戸貨物駅開業。
- 1971年（昭和46年）
  - 3月1日：貨物支線 王子 - 須賀間廃止。
  - 4月1日：尻内駅を八戸駅に改称。
  - 4月20日：西日暮里駅開業。
  - 12月1日：（貨）宇都宮貨物ターミナル駅開業。
- 1972年（昭和47年）12月18日： 貨物支線 長町 - 宮城野間複線化[57]。
- 1973年（昭和48年）
  - 1月16日：貨物支線 宮城野 - 東仙台間複線化[58]。
  - 4月1日：東京電車特定区間を東京近郊区間に改め、当線では東京 - 大宮間から東京 - 小山間に拡大。
- 1974年（昭和49年）
  - 7月1日：貨物支線 宮城野 - 仙台市場間廃止。
  - 7月20日：（貨）盛岡貨物ターミナル駅開業。
- 1975年（昭和50年）1月31日：秋葉原 - 田端操間の貨物営業廃止。
- 1976年（昭和51年）8月2日：盛岡 - 青森間CTC化。
- 1977年（昭和52年）3月1日：郡山操車場を駅に変更して（貨）郡山貨物ターミナル駅開業。
- 1978年（昭和53年）
  - 5月12日：古河 - 栗橋間で上り特急ひばり4号が脱線。重軽傷者8人。温度が上昇してロングレールがゆがんだことが原因（ロングレールによる同種の事故は国内初）[新聞 23]。
  - 6月1日：瀬上駅を東福島駅に改称。
  - 7月：石越 - 盛岡間CTC化。
  - 8月3日：仙台地区に通勤用417系交直流電車が初登場。仙台 - 白石間に1日1往復の運転開始。
  - 10月2日：岩切 - 利府間が交流電化[59]。北上操車場開業。
- 1981年（昭和56年）4月15日：（貨）東鷲宮駅開業。
- 1982年（昭和57年）
  - 4月1日：新利府駅開業。
  - 6月23日：東鷲宮駅旅客営業開始。東那須野駅を那須塩原駅に、磐城西郷駅を新白河駅に改称。
- 1983年（昭和58年）
  - 4月27日：自治医大駅開業。
  - 10月1日：土呂駅開業。
- 1984年（昭和59年）
  - 3月24日：古河駅付近高架化。
  - 12月1日：白河 - 石越間、岩切 - 利府間CTC化。
- 1985年（昭和60年）
  - 4月22日：館腰駅開業。
  - 9月30日：赤羽 - 武蔵浦和 - 大宮間（埼京線）が開通し、北赤羽駅・浮間舟渡駅・戸田公園駅・戸田駅・北戸田駅・武蔵浦和駅・中浦和駅・南与野駅・与野本町駅・北与野駅開業。
- 1986年（昭和61年）11月1日：北上操車場廃止。浅虫駅を浅虫温泉駅に改称。矢田前駅・小柳駅開業。
- 1987年（昭和62年）
  - 2月1日：北福岡駅を二戸駅に、金田一駅を金田一温泉駅に改称。
  - 2月26日 新白岡駅開業。

#### 民営化以降
- 1987年（昭和62年）4月1日：国鉄分割民営化により、東日本旅客鉄道が承継。貨物支線 田端操 - 北王子間のみ日本貨物鉄道が承継。
- 1988年（昭和63年）
  - 3月13日：黒磯以南の普通列車において、新宿駅・池袋駅発着列車の運行を開始（浦和駅は通過）。二枚橋駅を花巻空港駅に改称。
  - 8月29日：六原 - 北上間を走行中の貨物列車が、大雨による路盤流出のため、機関車などが脱線・横転。運転見合わせとなる。
- 1989年（平成元年）
  - 3月11日：岩切 - 利府間の一部列車をワンマン化[60]。
  - 5月20日：上野 - 尾久間にATS-Pを導入[新聞 24]。
- 1990年（平成2年）3月10日：上野 - （日暮里） - 尾久 - 赤羽 - 黒磯間で宇都宮線の愛称を使用開始。
- 1992年（平成4年）3月14日：水郡線直通列車のみ安積永盛 - 郡山間の一部列車をワンマン化。
- 1993年（平成5年）10月3日：尾久 - 蓮田間にATS-Pを導入[61]。
- 1995年（平成7年）
  - 3月24日：小牛田 - 盛岡間の一部列車をワンマン化[60]。
  - 12月1日：黒磯 - 郡山間の一部列車をワンマン化[62]。烏山線直通列車のみ宇都宮 - 宝積寺間の一部列車をワンマン化。
- 1996年（平成8年）
  - 3月22日：花泉 - 岩手川口間で新PRC、CTC使用開始[62][新聞 25]。
  - 3月30日：盛岡 - 沼宮内（現：いわて沼宮内）間の一部列車をワンマン化[62][新聞 26]。
- 1998年（平成10年）
  - 3月14日：紫波中央駅開業[63]。郡山 - 藤田間の一部列車をワンマン化[63][† 9]。
  - 3月17日：沼宮内 - 青森間で新PRC、CTC使用開始[63][新聞 27]。
  - 4月26日：赤羽駅付近の高架化完成[新聞 28]。同駅付近の「開かずの踏切」が全廃される[新聞 28]。
  - 8月27日：台風4号による集中豪雨で、黒田原 - 豊原間で約100mに渡って路盤が流失[新聞 29]。黒磯 - 郡山間で運転を見合わせ[新聞 30]。
  - 8月28日：不通区間が矢板 - 松川間に拡大[新聞 31]。
  - 8月31日：不通区間が蒲須坂 - 盛岡間に拡大[新聞 29]。
  - 9月1日：蒲須坂 - 黒磯間、白石 - 小牛田間、 一ノ関 - 盛岡間が運転を再開[新聞 32][新聞 33]。
  - 9月2日：小牛田 - 一ノ関間が運転を再開[新聞 34]。
  - 9月3日：新白河 - 松川間、福島 - 白石間が運転を再開[新聞 35]。
  - 9月10日：松川 - 福島間が運転を再開[新聞 36]。
  - 9月25日：午後3時50分ごろの上り一番列車より黒磯 - 新白河間が運転を再開[新聞 37]。
- 1999年（平成11年）
  - 6月1日：東京近郊区間を小山までから宇都宮まで拡大。
  - 7月1日：黒磯 - 石越間で新PRC、CTC使用開始。
- 2000年（平成12年）
  - 3月11日：八戸 - 青森間の最高速度を従来の120 km/hから130 km/hに引き上げ[64]。優等列車の所要時間が10分短縮された。
  - 4月1日：さいたま新都心駅開業[65]（貨物線にはホームがないため、新宿駅・池袋駅発着の列車は通過）。
- 2001年（平成13年）
  - 4月1日：藤田 - 白石間の一部列車をワンマン化[66]。
  - 9月29日：国府多賀城駅開業。
  - 11月18日：東京 - 宇都宮間の各駅（京浜東北線・埼京線含む）でICカード乗車券「Suica」サービス開始。
  - 12月1日：湘南新宿ラインの名称で、新宿駅経由で宇都宮線と横須賀線との直通運転開始[報道 2]。
- 2002年（平成14年）12月1日：東北新幹線八戸延伸に伴い、盛岡 - 目時間を第三セクターのIGRいわて銀河鉄道に、目時 - 八戸間を第三セクターの青い森鉄道（施設保有は青森県）に経営移管。東北本線の営業キロは631.3 km（支線含まず）となり、山陰本線に次ぎ日本の在来線で2番目に長い路線となる。
- 2003年（平成15年）：白石 - 小牛田間、岩切 - 利府間でICカード乗車券「Suica」サービス開始。
- 2004年（平成16年）
  - 10月16日：東京近郊区間およびICカード乗車券「Suica」首都圏エリアを宇都宮までから黒磯まで拡大。
  - 12月19日：宇都宮線 上野 - 古河間でATOS使用開始。
  - この年、浦和駅の高架化工事開始。
- 2005年（平成17年）10月16日：野木 - 那須塩原間でATOS使用開始。
- 2006年（平成18年）9月18日：長町駅付近2.5 km（名取川から広瀬川まで）を高架化。
- 2007年（平成19年）3月18日：仙台空港線との相互直通運転開始[67]。太子堂駅開業[67]。
- 2009年（平成21年）
  - 3月14日：矢吹 - 白石間でICカード乗車券「Suica」サービス開始。八戸 - 青森間の一部列車をワンマン化。
  - 11月27日：新幹線開業後の経営移管を前提とした八戸 - 青森間の鉄道事業廃止届を国土交通省に提出[報道 3]。
- 2010年（平成22年）12月4日：東北新幹線新青森延伸に伴い、八戸 - 青森間を第三セクターの青い森鉄道（施設保有は青森県）に経営移管。東北本線の営業キロは535.3 km（支線含まず）の路線となり、山陰本線、東海道本線に次ぎ日本の在来線で3番目に長い路線となる。
- 2011年（平成23年）
  - 3月11日：東北地方太平洋沖地震の発生により全線にわたり不通。仙台空港線との相互直通運転が休止。
  - 3月12日：田端操駅を田端信号場駅に、宮城野駅を仙台貨物ターミナル駅に改称。東京 - 宇都宮間が運転再開。
  - 3月15日：花巻 - 盛岡間が運転再開。
  - 3月16日：宇都宮 - 黒磯間が運転再開。
  - 3月17日：北上 - 花巻間が運転再開。
  - 3月20日：一ノ関 - 北上間が運転再開。
  - 3月29日：郡山 - 本宮間が運転再開。
  - 3月31日：仙台 - 岩切間が運転再開。
  - 4月2日：安積永盛 - 郡山間、名取 - 仙台間が運転再開。
  - 4月3日：岩沼 - 名取間が運転再開。
  - 4月5日：本宮 - 福島間、岩切 - 松島間、岩切 - 利府間が運転再開。
  - 4月6日：花泉 - 一ノ関間が運転再開。
  - 4月7日：福島 - 岩沼間が運転再開。同日の夜遅くに発生した東北地方太平洋沖地震の余震の影響により、黒磯以北が再度不通となる。
  - 4月9日：安積永盛 - 本宮間、北上 - 盛岡間が運転再開。
  - 4月10日：本宮 - 福島間が運転再開。
  - 4月11日：水沢 - 北上間が運転再開。
  - 4月12日：福島 - 仙台間が運転再開。
  - 4月15日：一ノ関 - 水沢間が運転再開。
  - 4月17日：黒磯 - 安積永盛間、長町 - 仙台貨物ターミナル間が運転再開。
  - 4月21日：仙台 - 一ノ関間、仙台貨物ターミナル - 東仙台間、岩切 - 利府間が運転再開し全線で運転再開。
  - 7月23日：仙台空港線との相互直通運転が再開。
  - 9月21日：台風15号が上陸する。白石 - 仙台間が大きな被害を受け、運休。
  - 9月25日：白石 - 仙台間で朝夕の列車の運転が再開。
  - 9月27日：白石 - 仙台間で日中の列車の運転が再開。
  - 10月1日：仙台空港線 仙台空港駅までの相互直通運転を再開。
- 2013年（平成25年）3月16日：浦和駅の高架化工事完了。湘南新宿ラインが浦和駅への停車を開始。
- 2014年（平成26年）
  - 4月1日：矢吹 - 平泉間と岩切 - 利府間が新設の仙台近郊区間となり、一ノ関駅と平泉駅でICカード乗車券「Suica」サービス開始。
  - 7月1日：日本貨物鉄道の貨物支線 田端信号場 - 北王子間が廃止[報道 4]。
- 2015年（平成27年）
  - 3月14日：上野東京ラインの名称で、上野駅・東京駅経由で宇都宮線と東海道線との直通運転開始[報道 1]。松島 - 高城町間に仙石線・東北本線接続線の営業キロ(0.3 km)を運賃計算上で新設[報道 5]。
  - 5月30日：松島 - 高城町間（仙石線・東北本線接続線）開業。仙石東北ラインの名称で、同支線経由で東北本線と仙石線との直通運転開始。
- 2016年（平成28年）10月1日：東京電車特定区間で駅ナンバリングを設定。路線記号は、東京 - （日暮里） - 尾久 - 赤羽 - 大宮間（宇都宮線）が「JU」、東京 - 田端間（山手線）が「JY」、東京 - 大宮間（京浜東北線）が「JK」、東京 - 神田間（中央線快速電車）が「JC」、上野 - 日暮里間（常磐線快速電車）が「JJ」、赤羽 - 大宮間（貨物線）が「JS」、赤羽 - 武蔵浦和 - 大宮間（埼京線）が「JA」。
- 2017年（平成29年）
  - 3月4日：宇都宮 - 宝積寺間の烏山線直通列車を全てワンマン化。
  - 10月14日：黒磯駅の電力設備改良工事の進捗に伴い、黒磯 - 新白河間にE531系交直流電車・キハ110系気動車を導入し、黒磯 - 郡山間の輸送体系を変更[報道 6]。
  - 10月23日：宇都宮線 久喜 - 東鷲宮間で架線の碍子が腐食し、同日に通過した台風21号による間引き運転と併せ、白岡 - 古河間で24日まで約2日間運転を見合わせた[68]。
- 2018年（平成30年）1月1日 - 1月3日：早朝の那須塩原 - 新白河間の列車、深夜の矢板 - 白河間の列車（1日・2日のみ）を運休し、黒磯駅構内を完全直流化。同駅盛岡方にデッドセクションを設け、地上切替から車上切替に変更[報道 7]。
- 2019年（令和元年）10月12日：台風19号の影響により、以下の区間で被害を受ける。
  - 矢板 - 野崎間の箒川橋りょうおよび西那須野 - 那須塩原間の蛇尾川橋りょうで、護床工が変状[報道 8]
  - 安積永盛 - 須賀川間で盛土・バラスト流出[報道 9]
  - 瀬峰 - 梅ケ沢間で土砂流入[報道 9]
- 2020年（令和2年）3月14日：黒磯 - 新白河間（一部白河まで）の列車をE531系電車5両編成でのワンマン運転に統一し[報道 10]、キハ110系気動車は同年3月13日の運用をもって撤退。
- 2022年（令和4年）3月12日：宇都宮線の小山 - 宇都宮間と宇都宮 - 黒磯間（および日光線）にE131系電車を投入し、宇都宮 - 黒磯間はE131系ワンマン列車・グリーン車無しに統一され、一部の小山駅発下り列車を除いて、宇都宮駅で系統分離された。
- 2023年（令和5年）
  - 5月27日：北上 - 盛岡間でICカード「Suica」サービス開始[報道 11]。
  - 10月19日：黒磯駅でATOSの使用を開始。
- 2024年（令和6年）
  - 1月23日：東北新幹線の架線支障の影響による運休の救済のため、東京発仙台行きの臨時普通列車が運行[69]。東北新幹線の停車駅[† 10]と黒磯駅に停車。
  - 3月16日：北上 - 盛岡間のワンマン列車における後乗り前降りを廃止。
- 2025年（令和7年）3月15日：一ノ関 - 北上間のワンマン列車における後乗り前降りを廃止[70]。
- 2026年（令和8年）7月1日（予定）：支社制から事業本部制への再編に伴い、管轄が以下の通りに変更[報道 12]。

| 区間                                                    | 支社 （変更前） | 事業本部 （変更後） |
| ------------------------------------------------------- | --------------- | ------------------- |
| 東京駅 - 秋葉原駅間                                     | 首都圏本部      | 東京事業本部        |
| 御徒町駅 - 田端駅間 尾久駅                              | 首都圏本部      | 上野事業本部        |
| 上中里駅 - 赤羽駅 - 浮間船渡駅間                        | 首都圏本部      | 池袋事業本部        |
| 川口駅 - さいたま新都心駅間                             | 大宮支社        | 浦和事業本部        |
| 戸田公園駅 - 大宮駅 - 栗橋駅間 （武蔵浦和駅を除く）     | 大宮支社        | 大宮事業本部        |
| 武蔵浦和駅                                              | 大宮支社        | 武蔵野事業本部      |
| 古河駅 - 豊原駅間                                       | 大宮支社        | 栃木事業本部        |
| 白坂駅 - 貝田駅間                                       | 東北本部        | 福島事業本部        |
| 越河駅 - 石越駅間 新利府 - 利府駅間 松島駅 - 高城町駅間 | 東北本部        | 仙台事業本部        |
| 油島駅 - 盛岡駅間                                       | 盛岡支社        | 盛岡事業本部        |

### 優等列車の沿革
- 東北本線優等列車沿革の項を参照。

## 沿線概況
東北本線の沿線には、東京都台東区から埼玉県久喜市にかけての区間及び宮城県仙台市から栗原市にかけての区間を除く、ほぼ全ての区間にわたり国道4号が並行している。なお、東京都台東区から埼玉県川口市にかけては東京都道・埼玉県道58号台東川口線・東京都道306号王子千住夢の島線・国道122号、川口市からさいたま市にかけては埼玉県道35号川口上尾線・国道17号・国道463号・埼玉県道65号さいたま幸手線・埼玉県道164号鴻巣桶川さいたま線、さいたま市から久喜市にかけては埼玉県道3号さいたま栗橋線・国道125号が、また宮城県仙台市から栗原市にかけては国道45号・宮城県道8号仙台松島線・宮城県道35号泉塩釜線・国道346号・宮城県道19号鹿島台高清水線・宮城県道15号古川登米線・宮城県道29号河南築館線・宮城県道1号古川佐沼線・宮城県道36号築館登米線・国道398号・宮城県道・岩手県道183号若柳花泉線・国道342号・岩手県道・宮城県道187号大門有壁線が東北本線と並行している。

### 黒磯駅 - 新白河駅間
黒磯駅を出ると列車はすぐにデッドセクションを通過し、直流電化区間から交流電化区間に入る。その後那珂川を橋梁で通過し那須高原に入って行き、黒田原駅 - 豊原駅 - 白河駅にかけて、列車は関東地方の北の尾根で栃木県と福島県の県境となる那須・八溝の山間を抜けて行く。この付近は東北本線で最も標高の高い地域（標高約400m）である。余笹川の鉄橋を渡ると那須町役場のある黒田原駅となる。この駅は同じ町内の全国的観光地「那須高原」の喧騒さとは異なる、静かなたたずまいの小さな駅である。
豊原駅と白坂駅の間の県境を流れる川である黒川をまたぐ鉄橋は鉄道ファンの絶好の撮影地となっている。白坂からは東北地方・福島県に入る。白河地域は福島県中通り地方の最南端であるが、この標高のため中通り地方で一番春の訪れの遅い場所でもある。中通り地方の桜前線は県北の福島市より始まり白河市に向かって南下して行く。新白河駅はもともと磐城西郷駅と称していたが、東北新幹線の停車駅となるのに伴い名称も新白河駅へと改称した。所在地は白河市ではなく西白河郡西郷村である。

### 新白河駅 - 郡山駅間
列車は新白河駅を経て白河駅へと到着する。新白河駅の東隣となる白河は古くは令制国時代に念珠ヶ関（ねずがせき）・勿来の関（なこそのせき）と共に、蝦夷（えみし）の侵入に備えた北方防衛の砦奥州三関の一つに数えられた白河の関が設けられた土地として知られ、古代街道の東山道にあって江戸時代には宿場町かつ城下町である。奥州街道の道中奉行管轄の終点と、延長部の起点との境となっており、現在も東北地方の玄関口に立地している。
列車はこの先、福島市の先まで丘陵地を縫うように進み標高を下げていく。沿線の平地には長閑な水田が広がり、国内第4位の米産出高を有する福島県（平成18年度農業センサス）の特徴的な風景が見られる。鏡石には文部省唱歌『牧場の朝』のモデルとなった岩瀬牧場があり、鏡石駅のホームには牧場の朝の歌詞を載せたパネルが展示されている。須賀川市に入ると徐々に住宅街が現れ、須賀川駅を通過すると再び水田と樹林の広がる郊外に入る。水郡線が右手より合流する安積永盛駅を通過すると左手に大きなイベントホールビッグパレットふくしまが現われ、都市部が目立ち始めると東北新幹線と接続し磐越西線、磐越東線、水郡線が発着する郡山駅に到着する。郡山市は明治以前は小さな宿場がある寒村に過ぎなかったが、明治初期の安積疏水の開削により現在では日本有数の米の生産地となり、何より県の中心に存在することから相次いで鉄路、道路、高速交通網の整備がなされ、南東北の一大交通拠点都市として発展した。

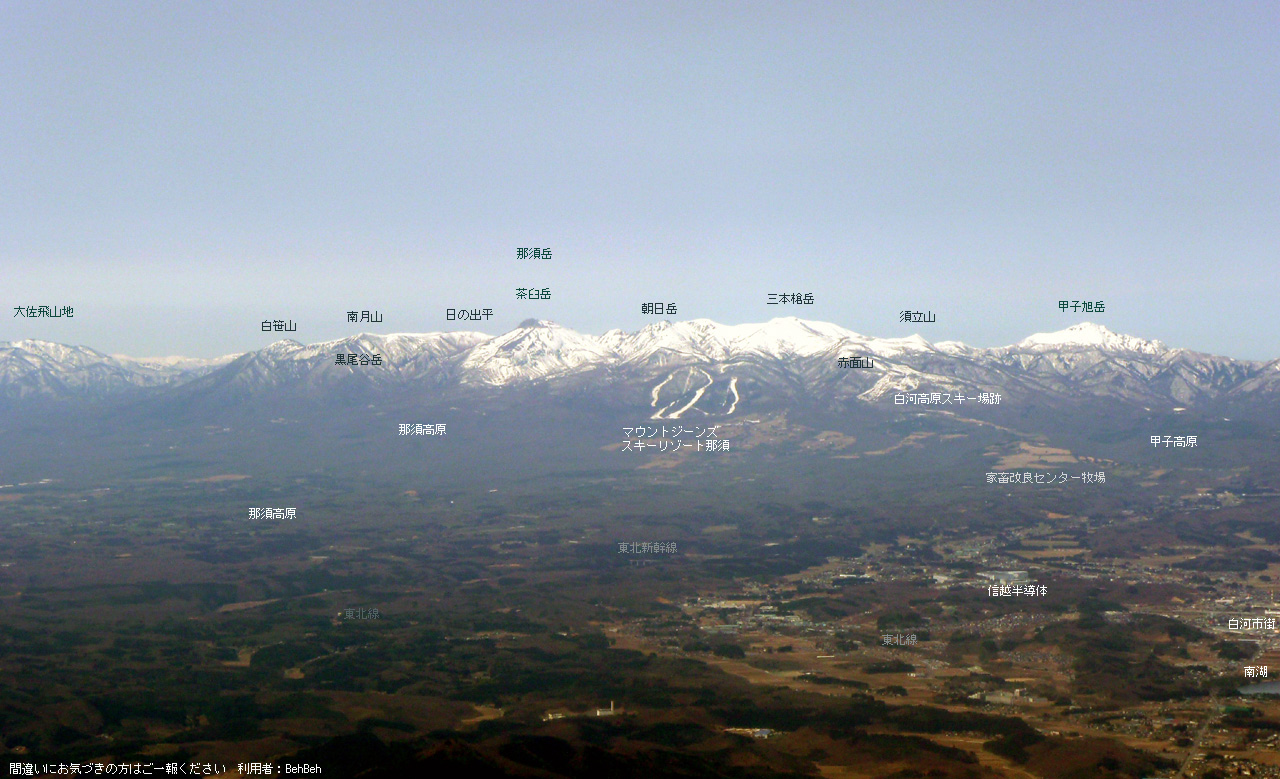
東北本線が通過する那須高原エリア
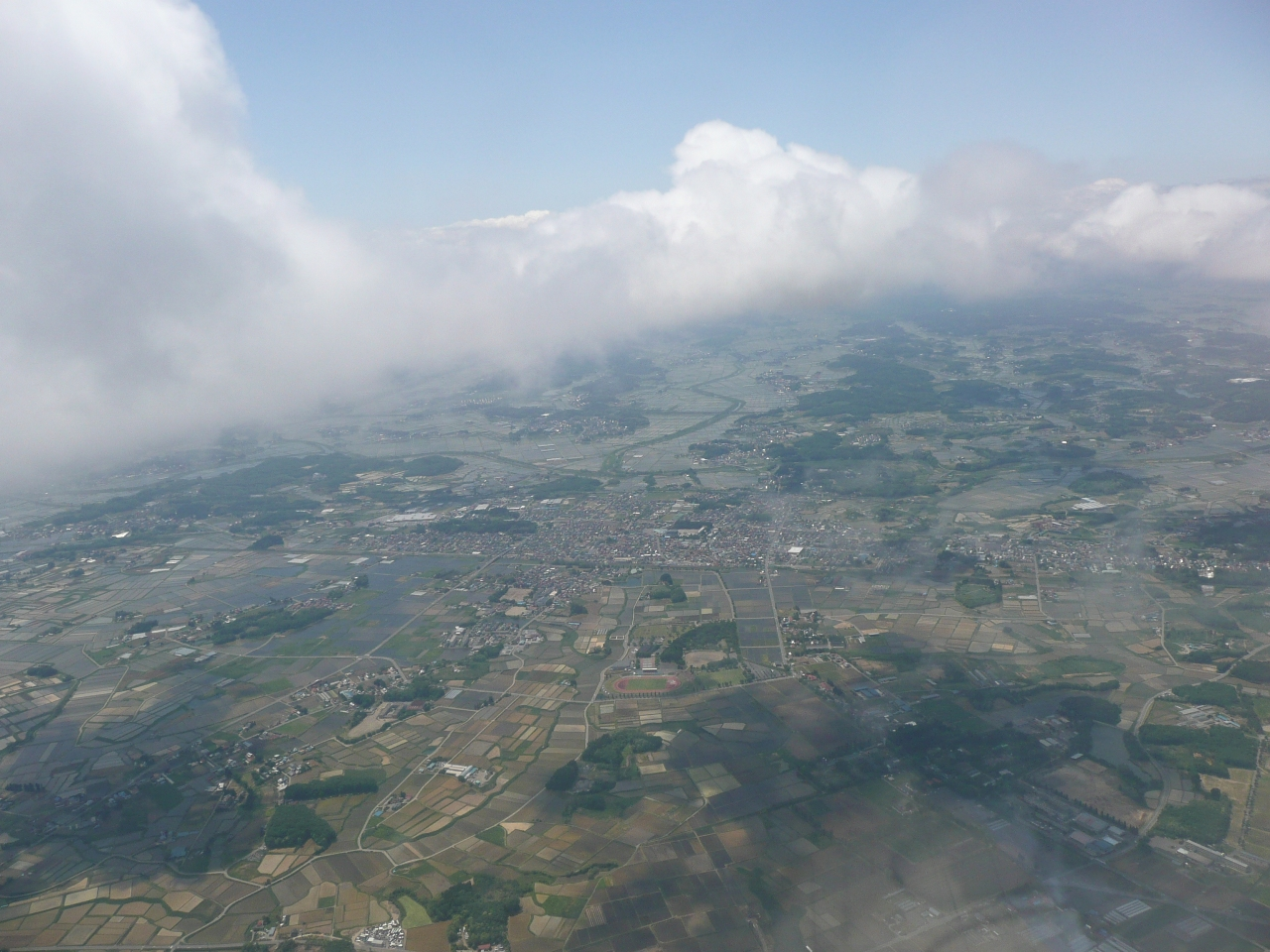
画面中央左右の直線が鏡石町の東北本線
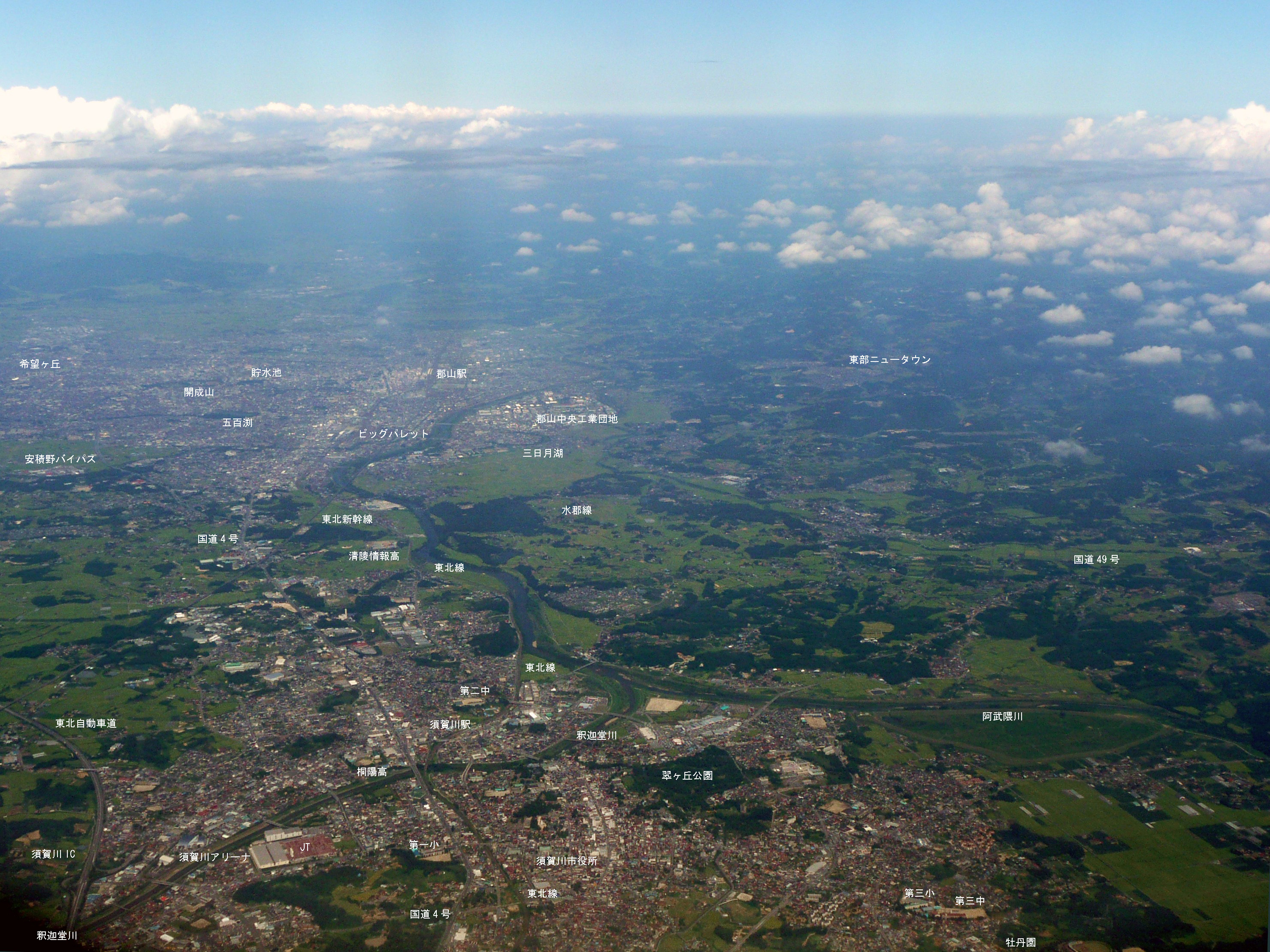
須賀川市街を通過する東北本線
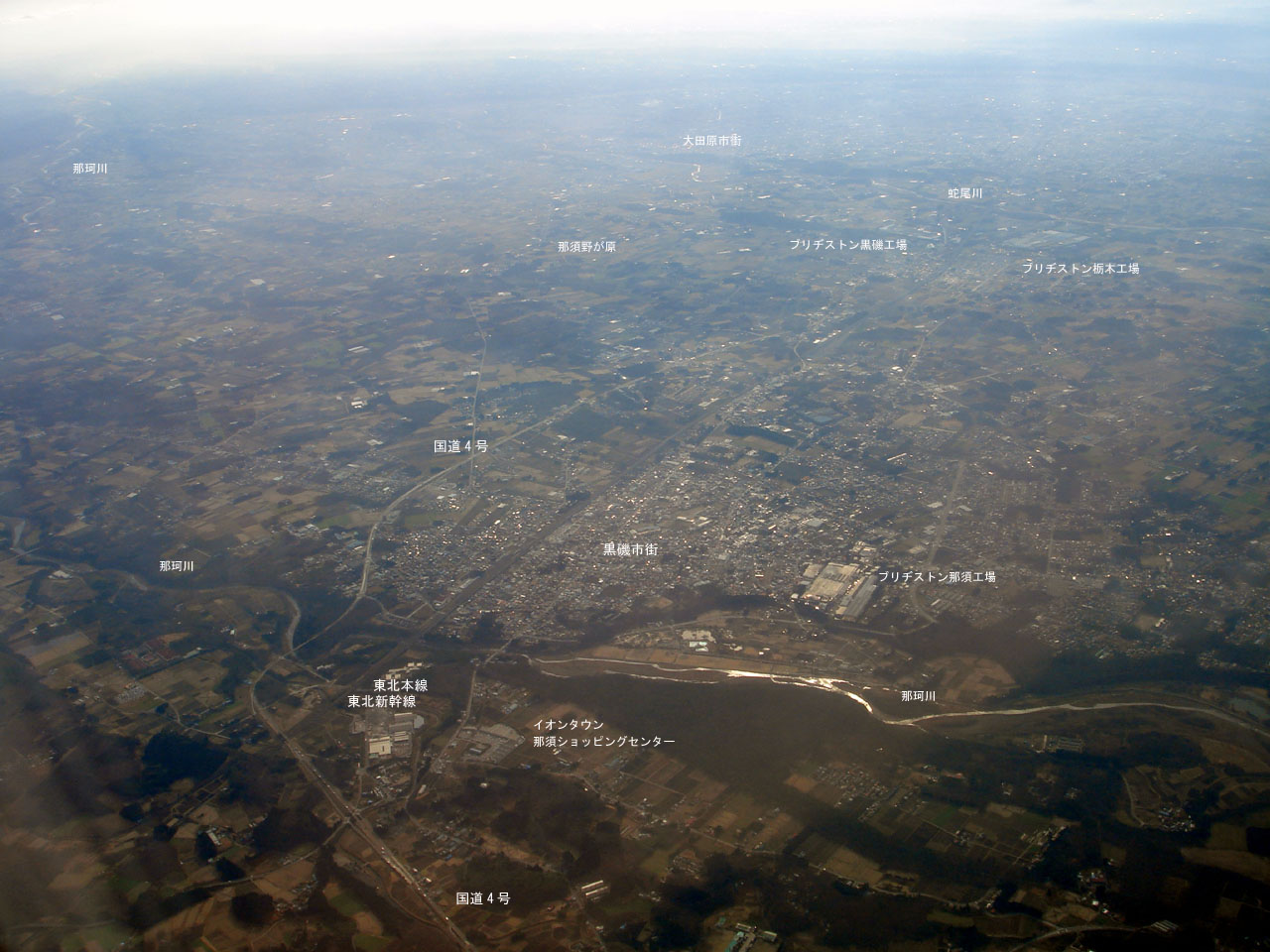
黒磯駅を出ると直ぐに那珂川が作る深い渓谷の橋梁を渡る。（2006年12月）
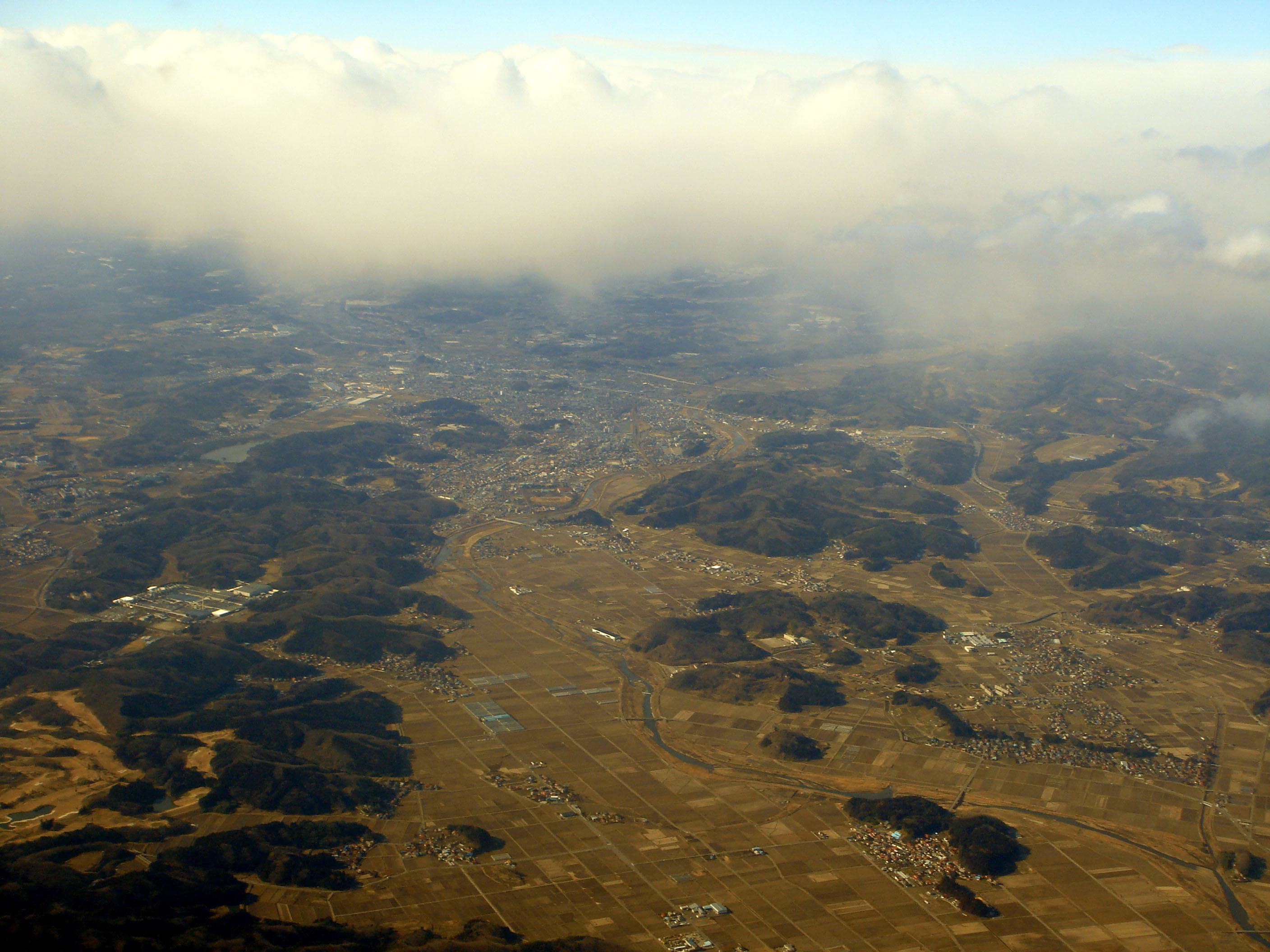
白河市郊外を通過する東北本線。（2007年1月） 解説付き画像
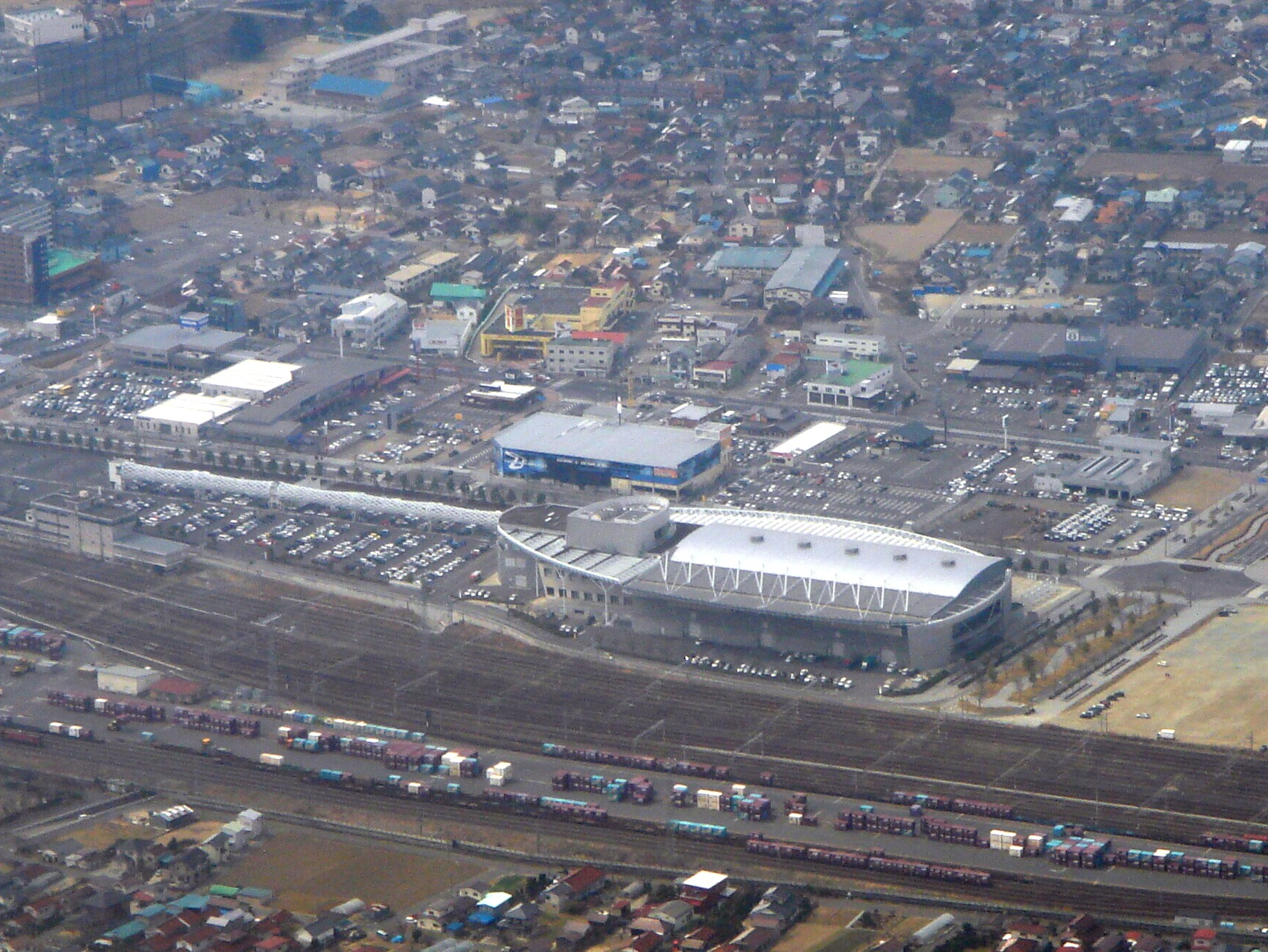
ビッグパレットふくしま。東北本線と国道4号の間に立地する。（2007年3月）
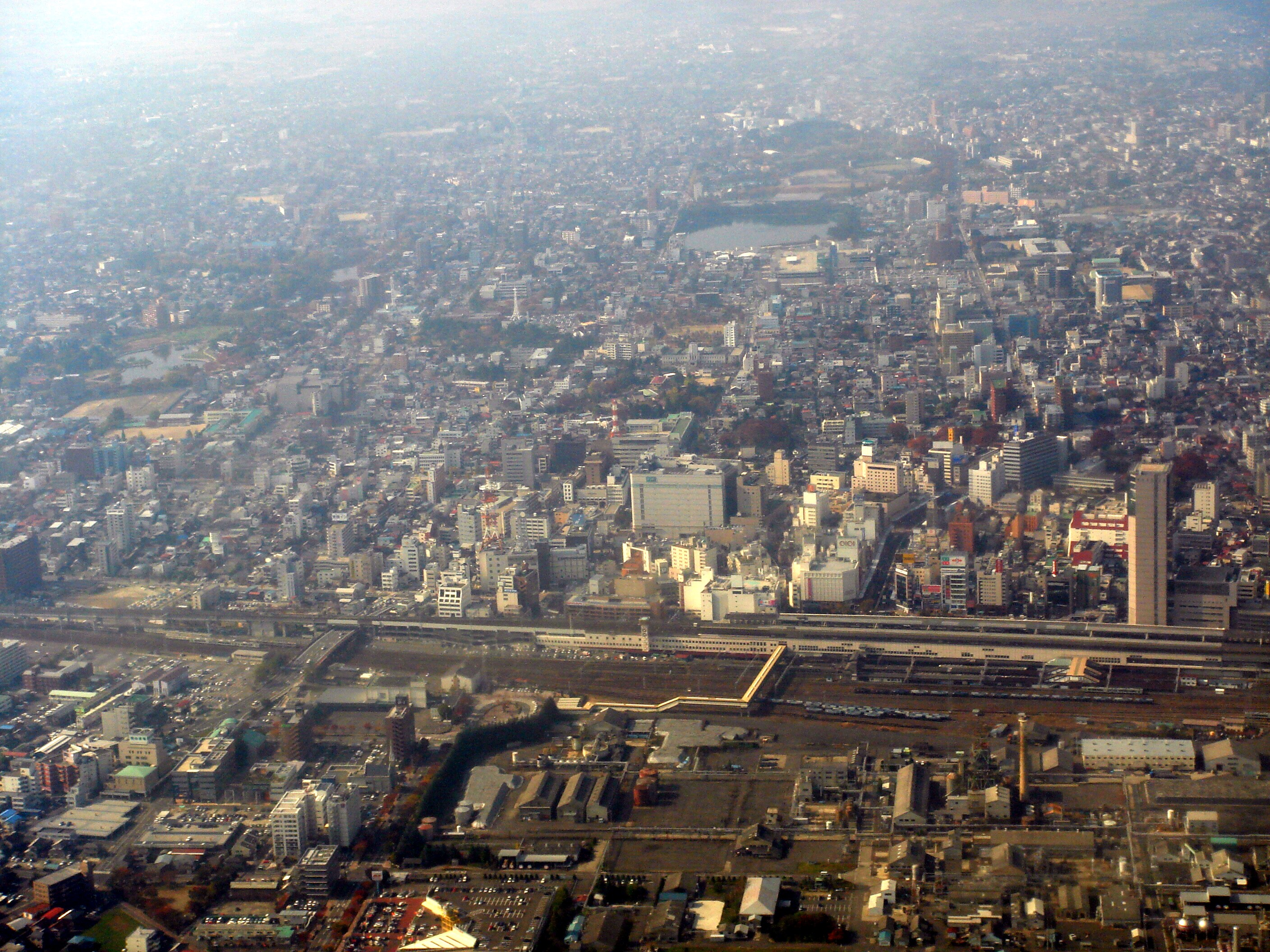
郡山駅航空写真。郡山ビッグアイが駅そばに見える。（2006年11月）

### 郡山駅 - 福島駅間
郡山駅を出ると列車は安積原野の起伏の有る丘陵の中を進み五百川の橋梁を渡る直前左手には郡山北部工業団地、右手に福島県農業総合センターの広大な敷地が、橋梁から五百川駅の手前では左側にビール醸造の巨大な銀色のタンク群が目に飛び込んでくると間も無く本宮駅となる。東北本線の車窓からよく目にした「酒は大七」の巨大文字看板の醸造元や「奥の松」で知られる二本松駅まで来ると高村光太郎の「智恵子抄」に詠われた安達太良山（活火山）が左手に迫る。
列車はこの後鬼婆（おにばば）伝説で有名な安達ヶ原、松川駅などを通過し福島盆地を眼下に見下ろしながら盆地底まで急勾配を下って福島駅に到着する。当駅から左手に見える山は同じく活火山の吾妻山。吾妻連峰の雪うさぎは春の田植えシーズンの到来を知らせてくれる。その麓の扇状地は桃など果物の産地として知られる。また、これらの活火山のため郡山から福島にかけては磐梯熱海温泉、岳温泉、高湯温泉、飯坂温泉ほか、有名な温泉が多い地域でもある。

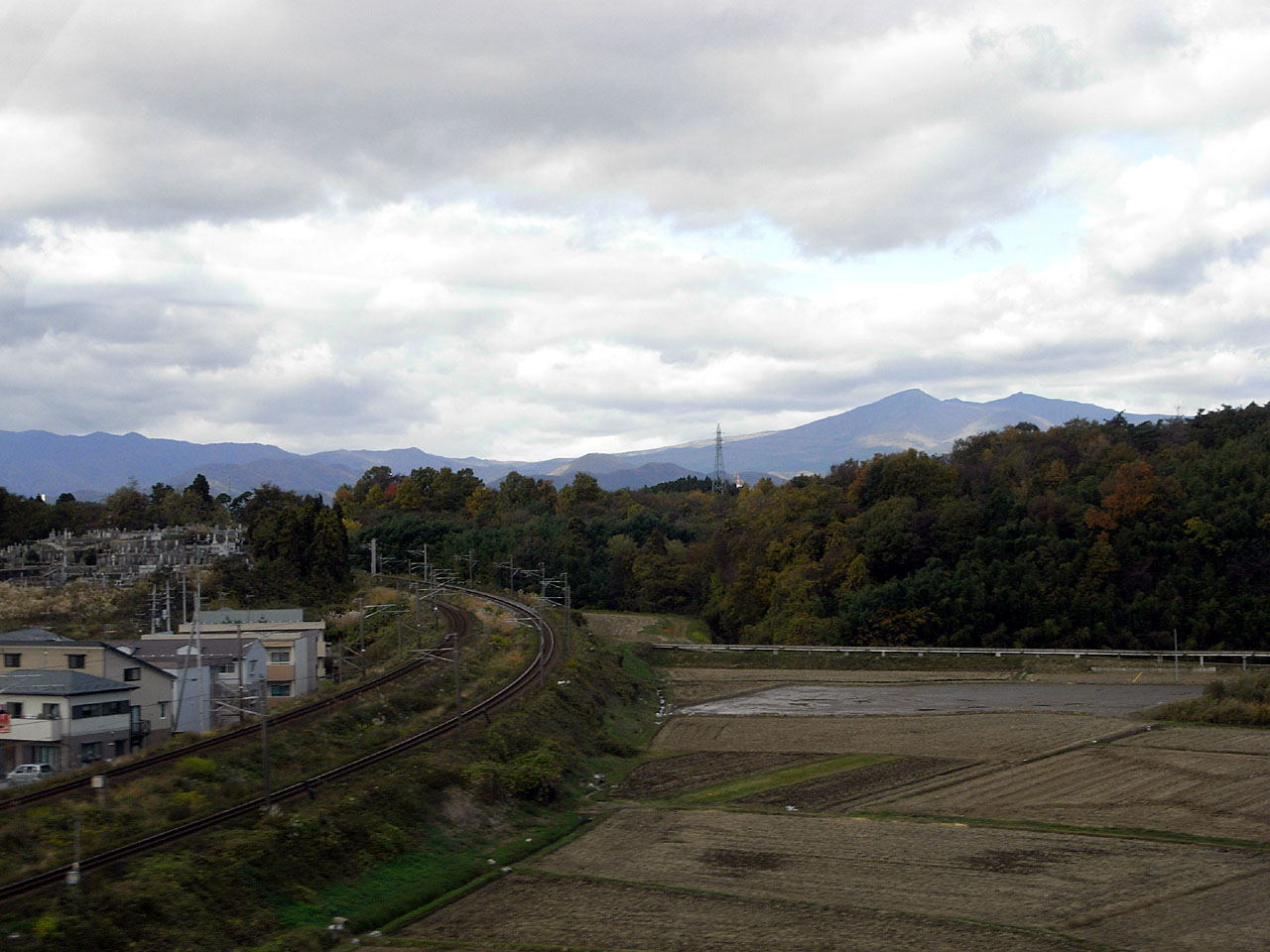
安積原野を進む東北線 奥は安達太良山
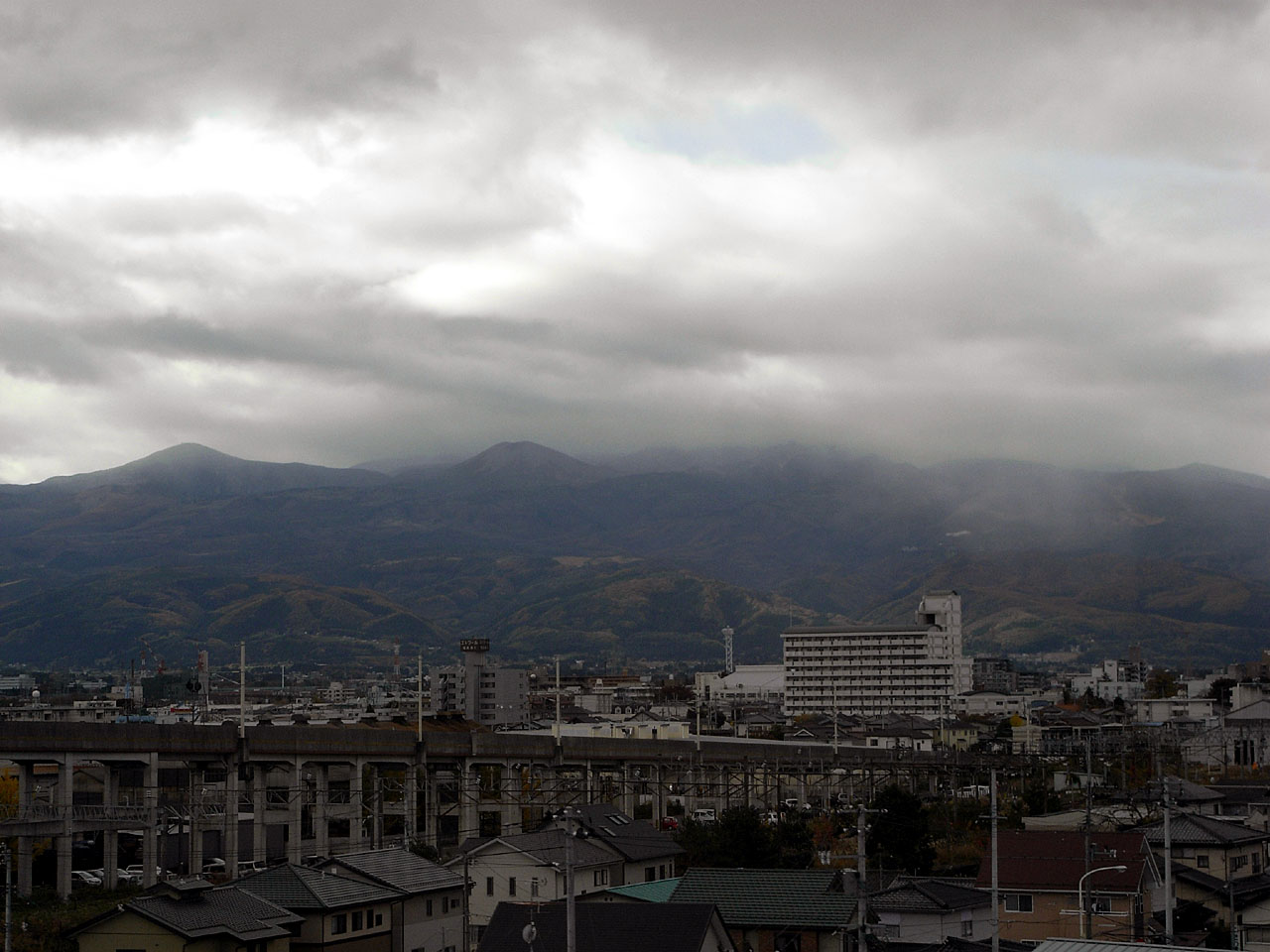
山形新幹線と 奥は吾妻小富士

### 福島駅 - 仙台駅間
福島駅を出ると、山形新幹線、福島交通飯坂線が左に折れ、東北新幹線は信夫山トンネルを通過する。東福島駅手前の矢野目信号場で阿武隈川沿いの経路を進む阿武隈急行線が東折する。列車はこの後霊山（りょうぜん）の岩山を右手に見ながら、盆地底の標高約50m付近から県境の標高約200mの貝田駅付近の国見峠まで上り勾配を進む。この地域はかつて生糸に代表される繊維産業が盛んな地域であり、眼下に信達平野を望みながら時折のどかな田園風景の中に桑畑を目にすることができる。
峠を越えると宮城県に入り、蔵王連峰を西に見ながら白石駅に到着する。この先大河原駅 - 船岡駅間では白石川と併走するが、このあたりの桜並木は「一目千本桜」と呼ばれ、観光名所であると共に有数の撮影スポットでもある（花見時期には列車の徐行も行われる）。槻木駅で再び阿武隈急行線と合流し、阿武隈川と共に高館丘陵と亘理地塁山地の間を抜けて仙台平野に出る。岩沼駅では右手より常磐線が合流。浜堤に沿って愛島丘陵東端を迂回し、名取駅に入ると仙台空港アクセス線が合流する。仙台市に入り、名取川を渡ると長町地区、広瀬川を渡ると仙台市都心部に入ってビルが立ち並ぶ風景が見えてくる。両河川を渡る際には、左手の大年寺山にある複数のテレビ塔がライトアップされているのが視野に入り、日没後であっても仙台駅がもう近いことがわかる。

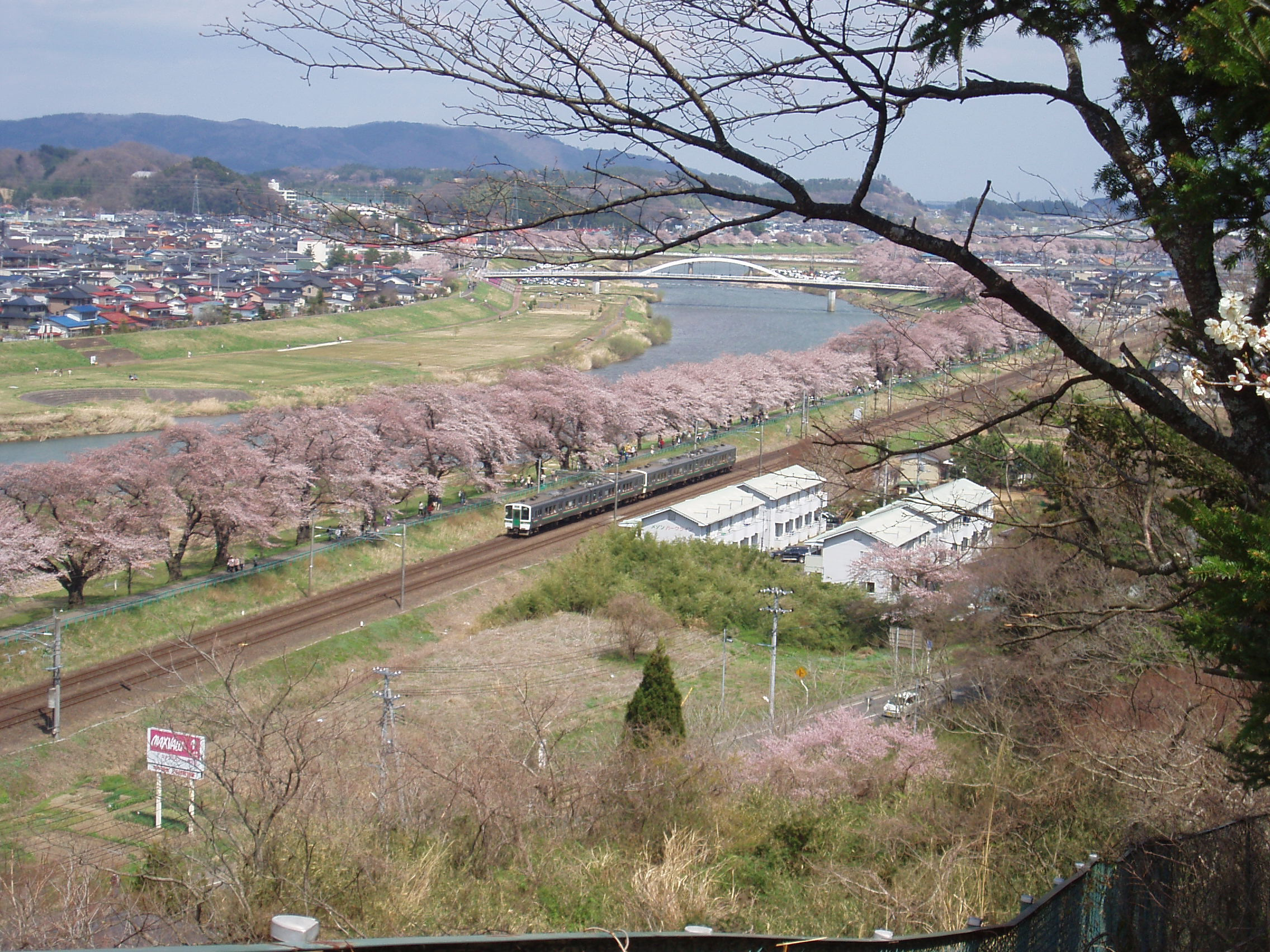
白石川一目千本桜と並走する東北本線。
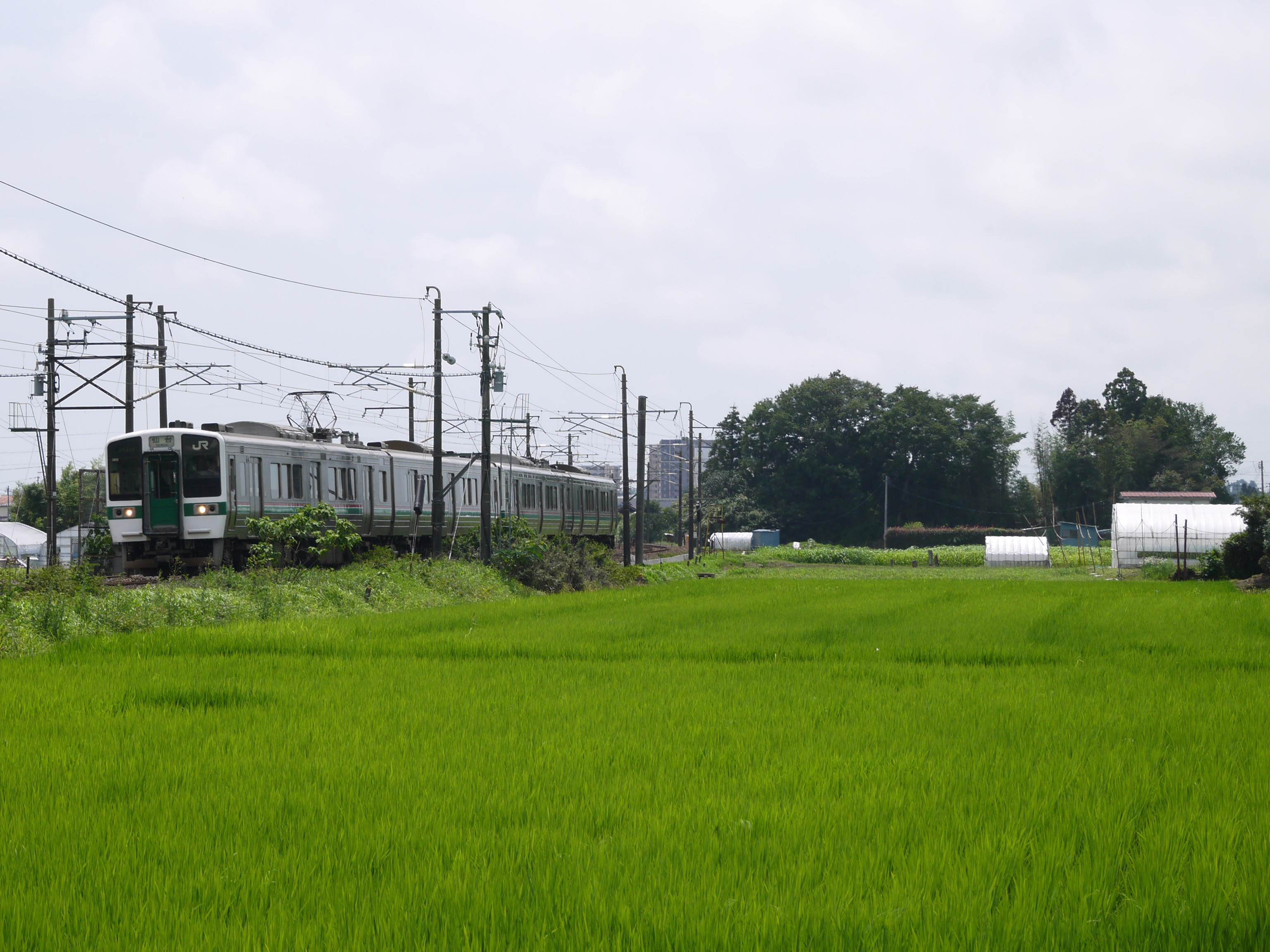
沿線には田園風景が広がる（名取 - 南仙台間）

### 仙台駅 - 一ノ関駅間
仙台駅を出ると宮城野橋（X橋）周辺の高いビル群が見える。七北田丘陵東端をかすめて七北田川を渡るとすぐ岩切駅で利府支線が左手に分岐し、東北新幹線との並走区間も終わる。陸前山王駅で仙台臨海鉄道・臨海本線が右手に分岐すると、陸奥国府・多賀城南大門前にあった条坊制都市の遺跡の上を突っ切り、松島丘陵に入る。ここから塩釜駅 - 松島駅間で仙石線とからまるように並走し、一瞬だけ海や日本三景の松島が見える。この区間で仙石線・東北本線接続線が右手に分岐する。松島丘陵を抜けると品井沼干拓地を通り、大松沢丘陵東端を越えて大崎平野に入る。左手に陸羽東線、右手に石巻線が分岐する小牛田駅を過ぎ、篦岳丘陵西端をかすめて北上すると築館丘陵の東端に入り、長沼とラムサール条約に登録されている伊豆沼・内沼の間を抜け、左手に栗駒山が見える栗原平野に入る。更に進むと石越駅へ。朝夕には仙台方面からの列車が当駅まで運行されている拠点駅であると共に、2007年3月までくりはら田園鉄道線の起点駅でもあった。栗原電鉄時代には、直流電化の電鉄線と東北本線との貨物交換用に、特注のディーゼル機関車が留置されており、連絡線も敷設されていた。
石越駅を過ぎると、宮城県と岩手県とを分ける丘陵地帯に入り、両県を行ったり来たりすることになる。岩手県の油島駅・花泉駅および清水原駅を過ぎて再び宮城県に戻ると、仙台を出てから旧・奥州街道の道筋と大きく離れていた当線は、宮城県栗原市に位置する有壁駅で再び旧・奥州街道（および東北新幹線）と並走し始める。岩手県に戻ると間もなく北上盆地に入り、同県南部の中心都市である一関市の一ノ関駅に到着。同駅は仙台駅以来の新幹線駅併設駅であり、大船渡線への乗り換えや、厳美渓、須川高原温泉、奥州三十三観音霊場などの名所へ向かう利用客で賑わう。

松島駅付近の路線図

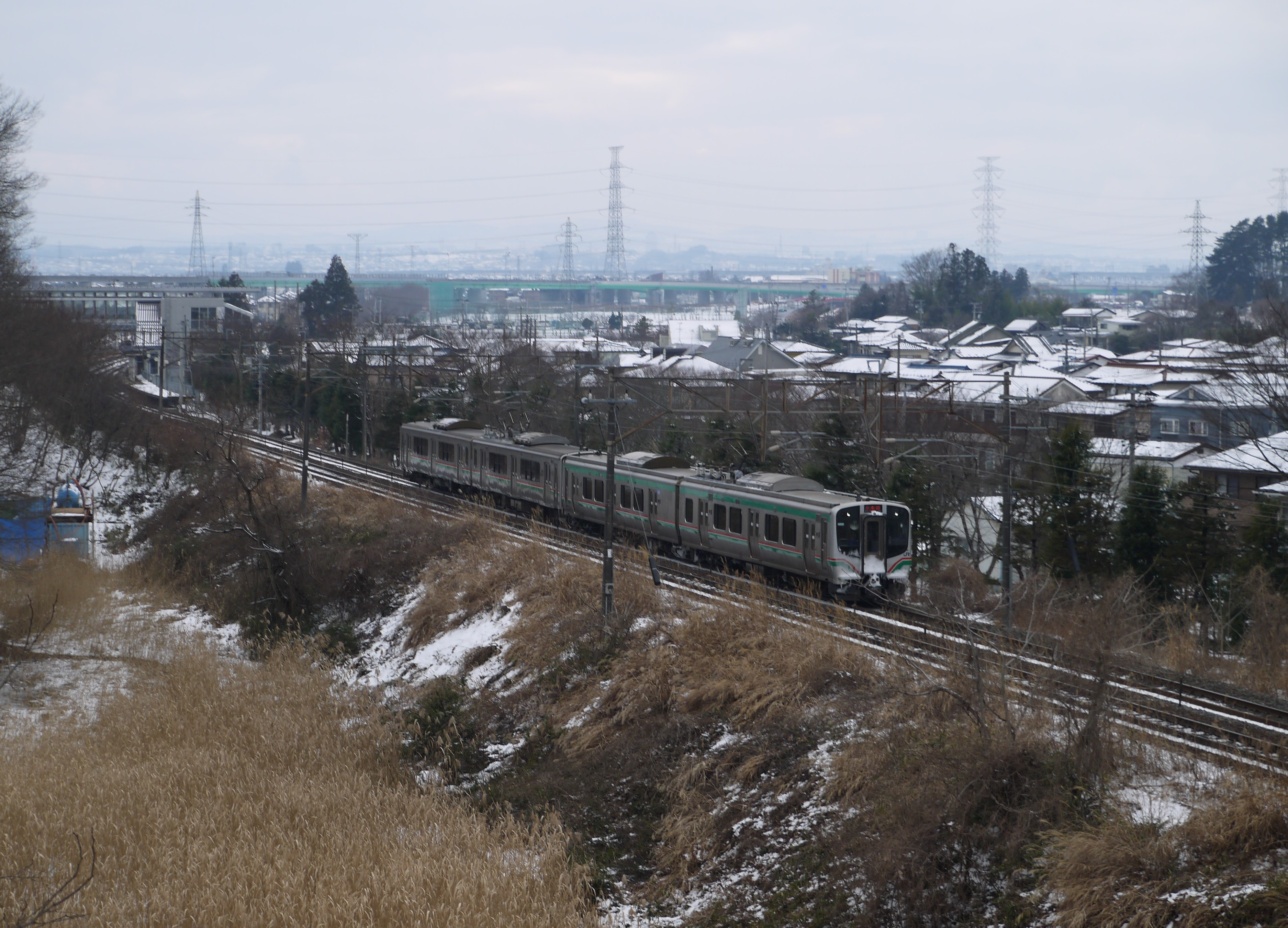
国府多賀城 - 塩釜間
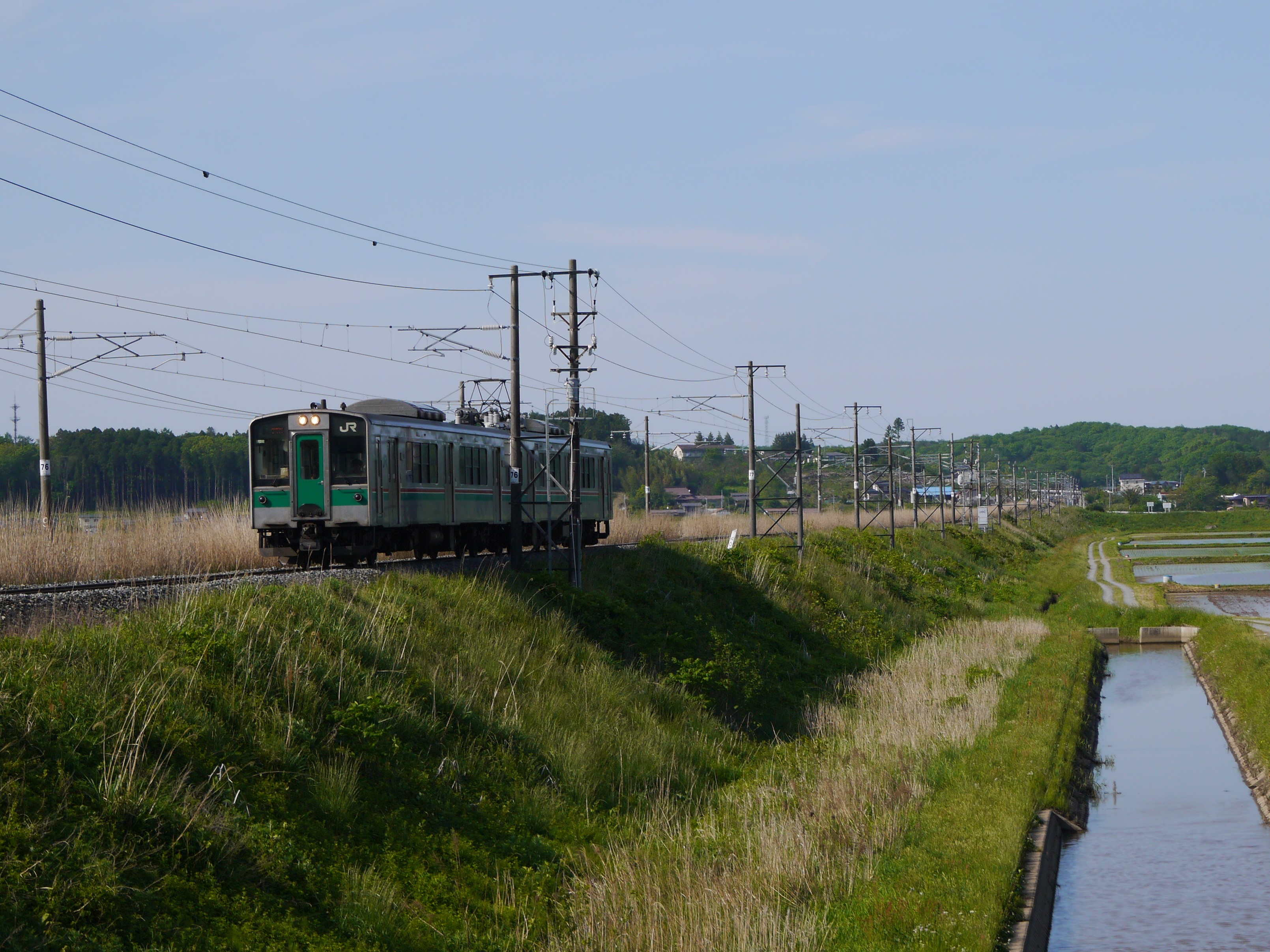
田尻 - 瀬峰間
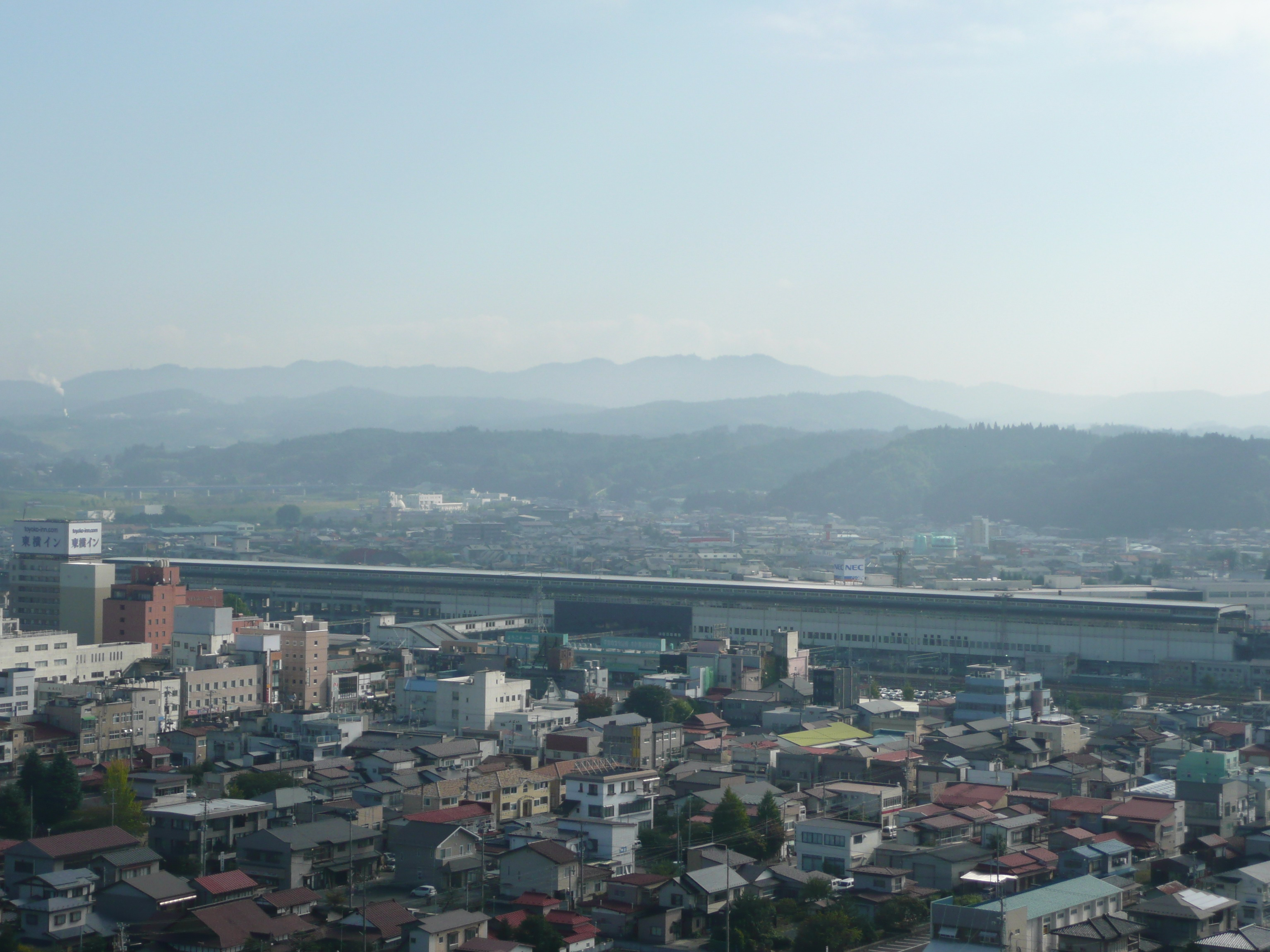
一ノ関駅付近

### 一ノ関駅 - 盛岡駅間
一ノ関駅を出ると、北上川西岸を延々と北上するルートとなる。次の平泉駅では奥州藤原氏の威光を伝える世界遺産・平泉への観光客が乗り降りする。その後、胆沢扇状地の扇端をなぞるように北上し、途中で奥州市の中心市街地にある水沢駅へ到着する。田園地帯を走り胆沢川を越えると、六原扇状地をなぞるように金ケ崎町を北上。旧仙台藩と旧盛岡藩との旧・藩境を越えて新幹線駅併設の北上駅に入る。北上駅を出るとすぐ秋田県・横手盆地へと向かう北上線が左手に分岐する。同駅周辺からは線形が直線の区間が多くなる。さらに北上して花巻駅に着くと、花巻温泉郷や宮沢賢治縁りの地に向かう観光客で賑わう。花巻市には同駅のほかに、釜石線と東北新幹線が交差する新花巻駅、岩手県唯一の空港・花巻空港に最寄りの花巻空港駅や似内駅がある。紫波中央駅付近から東北新幹線と並走するようになり、岩手山が左手に見えてくると盛岡駅に到着。同駅で田沢湖線（秋田新幹線）や三陸海岸方面へ延びる山田線が分岐する。なお、他区間に比べて線形が極めて良いため、東北地方では珍しく100km/h以上で走行する普通列車も多数存在する。

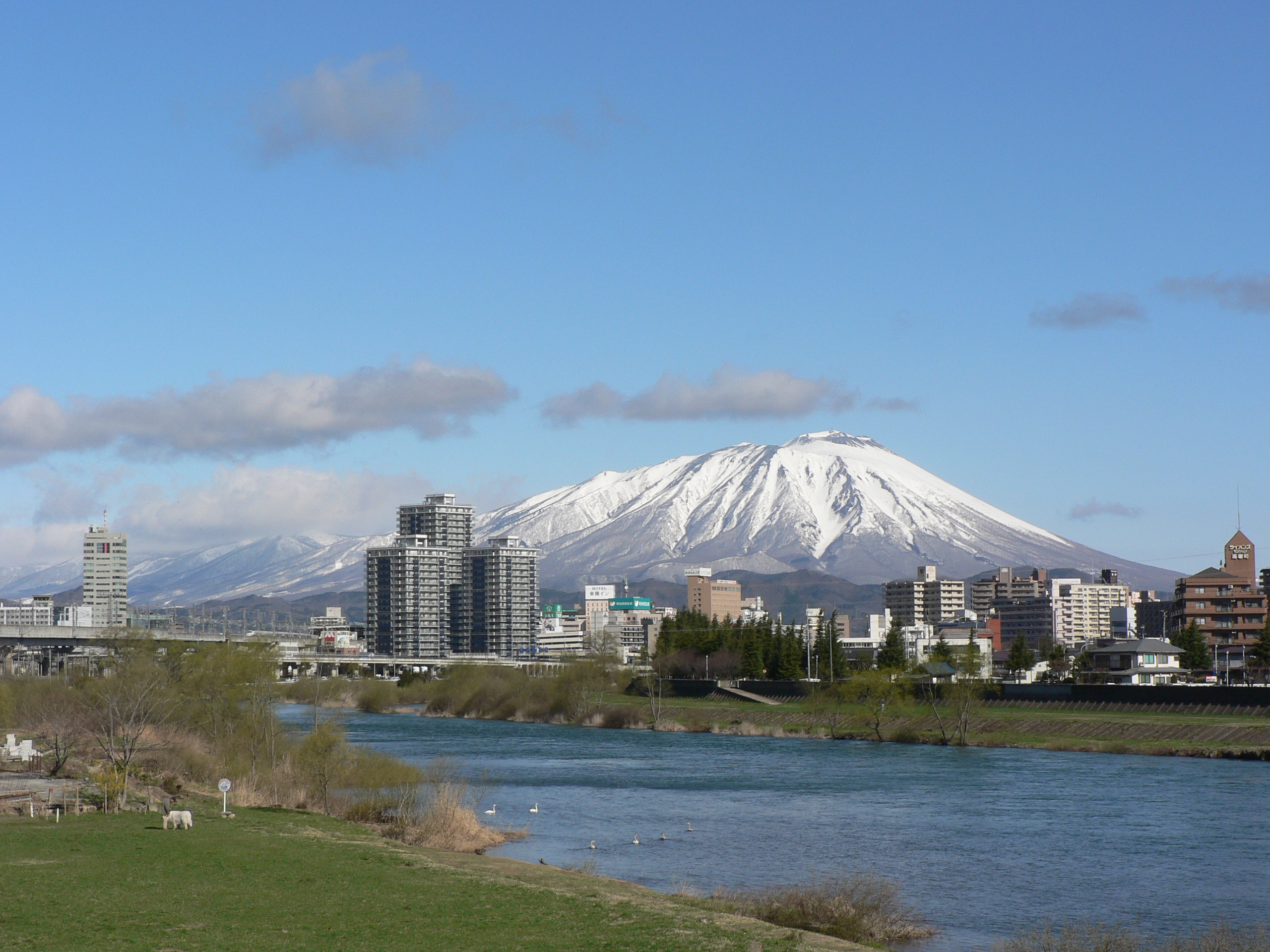
北上川河畔から見た盛岡駅周辺と岩手山

## 運行形態
現在、長距離都市間輸送およびビジネス輸送の多くを東北新幹線が担っている。宇都宮線区間は東京への通勤路線および大宮・宇都宮の各都市圏路線として、その他の区間も郡山・福島・仙台・盛岡などの地域の中心都市の生活路線として運行体系が組まれており、寝台特急列車が臨時含め廃止された2016年以降、遠隔都市間を結ぶ在来線列車は臨時列車と貨物列車のみとなっている。
東京駅から黒磯駅までは直流、高久駅以北はすべて交流でそれぞれ電化されており、黒磯駅と高久駅の間にデッドセクションが設けられている。当該デッドセクションを挟み、直流電化区間と交流電化区間を直通する列車は、貨物列車のほか、旅客列車が臨時列車と黒磯駅 - 新白河駅・白河駅間において交直流電車で運行されている普通列車のみで、交流電化区間から宇都宮線区間である黒磯駅以南の直流電化区間への普通列車の乗り入れは行われていない。
電化前の最盛期には黒磯駅を跨ぐ直通普通列車が毎日15往復設定されていた（優等客車を連結した普通列車・夜行普通列車含む）が、1959年の黒磯駅以南の直流電化・同駅以北の交流電化後は毎日8往復へと減便され、代わって1965年・1968年には当時最新鋭の特急・急行用電車（483系・455系・485系・583系）が相次いで投入され、長距離特急・急行列車が増便された。それでもなお客車による普通列車の運用が残されていた時代には朝昼中心に毎日数本は直通普通列車（いずれも客車普通列車）が設定されていたが、1978年10月2日のダイヤ改正で特急・急行列車が大幅増便されたことに伴って、上野駅 - 黒磯駅間での客車普通列車の運行が消滅し、黒磯駅を跨いだ普通列車は、急行「なすの」の間合い運用の宇都宮駅 - 白河駅間の列車だけとなり、その後完全に消滅した。その後、1982年6月23日には東北新幹線が開業し、東北本線在来線を走る特急・急行列車は徐々に新幹線経由での運行に切り替えられ、空いた在来線には中距離普通列車が増発された。
現在、旅客が黒磯駅を跨いで普通列車を利用する場合は、同駅において同駅以南で運行される直流電車と同駅以北で運行される交直流電車との相互乗り換えが必要となっているが、普通列車の本数および所要時間に関しては、客車時代に比べて利便性が高くなっている。電化後も含め、客車による長距離普通列車が運行されていた時代の上野 - 仙台間の所要時間は9時間30分から10時間30分程度かかっていたが、2015年には途中駅で乗り換えが必要ではあるものの、同区間の所要時間は概ね6時間15分から40分程度、遅くても7時間30分以内に短縮された。しかし黒磯駅構内直流化に先立って行われた2017年10月の改正後は所要時間が増加した乗り継ぎ例もある。

### 優等列車
東北新幹線が開業する1982年以前は、東北本線在来線が東京対東北・北海道へのメインルートであったことや、沿線諸都市連絡のために多くの長距離優等列車が運行されていた。新幹線の部分開業後は、並行区間の長距離列車が新幹線経由での運行中心となり、当線を経由して会津若松や山形などの各都市へ向かっていた列車は一部が新幹線直行特急へと発展を遂げたのを除いて、郡山駅などの各新幹線停車駅から乗り継ぎを行なう運行形態へと変更になったが、新幹線の終点から青森・北海道方面への連絡特急列車は残されていた。やがて東北新幹線の全線開業により、盛岡駅以北がすべてJR東日本から経営分離されると、在来線経由で運行されている優等列車は当線経由で他路線沿線を目的地とする列車のみとなり、現在に至っている。
首都圏と北海道を結ぶ夜行列車は2016年3月の北海道新幹線の開業により全廃された。なお、前述のように経営分離された盛岡駅 - 青森駅間はIGRいわて銀河鉄道と青い森鉄道の路線を走行するため、この区間を経由する場合の運賃・特急料金には両社の運賃と両社線内の特急料金が加算されるが、2016年3月改正時点では該当する定期旅客列車はない。
以下に東北本線で運行されている列車を挙げる。強調した区間が東北本線内を表す。東京駅 - 大宮駅間に乗り入れる高崎線直通列車については「高崎線」を、東京駅 - 日暮里駅間に乗り入れる常磐線の列車については「常磐線」を、過去の列車については「東北本線優等列車沿革」の各記事を参照。
- 特急「スペーシア日光」「きぬがわ」 ： 新宿駅 - 田端駅（通過） - 大宮駅 - 栗橋駅（運転停車） - 東武日光駅間
- 特急「ひたち」「ときわ」 ： 品川駅 - 東京駅 - 上野駅 - 日暮里駅（通過） - いわき駅 - 岩沼駅（一部停車） - 仙台駅間

#### 特急「イブニングウェイ」
2025年（令和7年）7月4日より運行を開始する臨時特急列車で、毎週金曜日（8月15日は除く）の夜時間帯に、仙台発小牛田行き（1号）と仙台発石越行き（3号）を1本ずつ運行する。仙台駅 - 小牛田駅間は最短34分で運行する。

### 地域輸送
東北本線の普通・快速列車は、主に宇都宮駅・黒磯駅・新白河駅・郡山駅・福島駅・仙台駅・小牛田駅・一ノ関駅でそれぞれ運行系統が分かれており、各区間内の需要に応じた区間列車が運転されている。このうち黒磯駅と一ノ関駅は、その前後にまたがって運行される定期列車は2023年11月現在ない。

#### 東京地区の電車特定区間
前述のように、東京近郊では多数の運行系統が東北本線を走行している。運行形態の詳細については各路線・運行系統の記事を参照。
- 宇都宮線（東北線） ： 東京都心と小山駅・宇都宮駅方面とを結ぶ中距離列車。日暮里駅（通過） - 赤羽駅間は尾久駅経由。京浜東北線などと並行する大宮駅以南では一部の駅のみ停車する。詳細は後述。
- 高崎線 ： 東京都心と熊谷駅・高崎駅方面とを結ぶ中距離列車。大宮駅以南では宇都宮線に乗り入れ、同一の線路を走行。
- 常磐線快速電車・常磐線 ： 東京都心と松戸駅・取手駅・土浦駅方面とを結ぶ路線。上野駅 - 日暮里駅間は東北本線上に敷設された専用線路を走行。
- 京浜東北線[† 5] ： 東京駅 - 大宮駅間の電車線で運行される近距離電車。東海道本線電車線および根岸線と一体化し大宮駅 - 大船駅間を結ぶ。日暮里駅 - 赤羽駅間は田端駅経由。各駅停車が基本だが、1988年より日中に東京都心部で快速運転を行っている[73]。
- 山手線[† 5] ： 東京都中心部を環状運転する電車。東京駅 - 田端駅間で東北本線電車線を走行する。全電車各駅停車。
- 埼京線[† 5] ： 赤羽駅 - 武蔵浦和駅 - 大宮駅間の東北新幹線沿いに建設された東北本線の別線（通勤新線）と赤羽線・山手貨物線と一体化して大崎駅・新宿駅 - 大宮駅間を結ぶ。りんかい線・川越線・東海道本線品鶴線・東海道貨物線・相鉄新横浜線・本線（相鉄・JR直通線）との直通運転も行う。
- 中央線 ： 東京都心と多摩地域を結ぶ路線。東京駅 - 神田駅間は東北本線上に敷設された専用線路を走行。

また、宇都宮線・高崎線および常磐線快速電車・常磐線では、上野駅を発着する従来からの系統に加えて、JR発足後に次の運転形態が新設されている。
- 湘南新宿ライン ： 東北貨物線と山手貨物線・東海道本線品鶴線を使用して池袋駅・新宿駅・渋谷駅を経由し、高崎線と東海道線大船駅以西の相互間、東北本線（宇都宮線）大宮駅以北と横須賀線との相互間をそれぞれ直通運転する。2001年12月より運行を開始した[報道 2]。
- 上野東京ライン ： 上野駅 - 東京駅間に整備された列車線経由で東北本線（宇都宮線）・高崎線と東海道線との相互直通運転、および常磐線から東海道線品川駅までの乗り入れを行う。2015年3月改正より運転されている[報道 1]。

##### 系統別停車駅比較表
- 直通先は正式路線名である。
- ●：全列車停車、▲：快速は通過、▼：平日ダイヤの快速は通過、━：全列車通過、＝：経由せず
- 中央線と埼京線はここでは省略する。

| 系統                              | 系統       | 直通先                            | 東京駅                    | 神田駅                    | 秋葉原駅                  | 御徒町駅                  | 上野駅                    | 鶯谷駅                    | 日暮里駅                  | 西日暮里駅                | 田端駅   | 尾久駅   | 上中里駅 | 王子駅   | 東十条駅 | 赤羽駅   | 川口駅   | 西川口駅 | 蕨駅     | 南浦和駅 | 浦和駅   | 北浦和駅 | 与野駅   | さいたま新都心駅 | 大宮駅   | 直通先                        |
| 上野駅 発着列車・ 上野東京 ライン | 宇都宮線   | 伊東線 - 東海道本線               | ●                         | ━                         | ━                         | ━                         | ●                         | ━                         | ━                         | ＝                        | ＝       | ▲        | ＝       | ━        | ━        | ●        | ━        | ━        | ━        | ━        | ●        | ━        | ━        | ▲                | ●        | 東北本線                      |
| 上野駅 発着列車・ 上野東京 ライン | 高崎線     | 伊東線 - 東海道本線               | ●                         | ━                         | ━                         | ━                         | ●                         | ━                         | ━                         | ＝                        | ＝       | ▲        | ＝       | ━        | ━        | ●        | ━        | ━        | ━        | ━        | ●        | ━        | ━        | ▲                | ●        | 高崎線 - 上越線 - 両毛線      |
| 上野駅 発着列車・ 上野東京 ライン | 常磐線     | 東海道本線                        | ●                         | ━                         | ━                         | ━                         | ●                         | ━                         | ●                         | 松戸方面                  | 松戸方面 | 松戸方面 | 松戸方面 | 松戸方面 | 松戸方面 | 松戸方面 | 松戸方面 | 松戸方面 | 松戸方面 | 松戸方面 | 松戸方面 | 松戸方面 | 松戸方面 | 松戸方面         | 松戸方面 | 常磐線（ - 成田線我孫子支線） |
| 湘南新宿 ライン                   | 宇都宮線   | 横須賀線 - 東海道本線（含品鶴線） | 山手貨物線 新宿・池袋経由 | 山手貨物線 新宿・池袋経由 | 山手貨物線 新宿・池袋経由 | 山手貨物線 新宿・池袋経由 | 山手貨物線 新宿・池袋経由 | 山手貨物線 新宿・池袋経由 | 山手貨物線 新宿・池袋経由 | 山手貨物線 新宿・池袋経由 | ━        | ＝       | ━        | ━        | ━        | ●        | ━        | ━        | ━        | ━        | ●        | ━        | ━        | ━                | ●        | 東北本線                      |
| 湘南新宿 ライン                   | 高崎線     | 東海道本線（含品鶴線）            | 山手貨物線 新宿・池袋経由 | 山手貨物線 新宿・池袋経由 | 山手貨物線 新宿・池袋経由 | 山手貨物線 新宿・池袋経由 | 山手貨物線 新宿・池袋経由 | 山手貨物線 新宿・池袋経由 | 山手貨物線 新宿・池袋経由 | 山手貨物線 新宿・池袋経由 | ━        | ＝       | ━        | ━        | ━        | ●        | ━        | ━        | ━        | ━        | ●        | ━        | ━        | ━                | ●        | 高崎線 - 上越線 - 両毛線      |
| 京浜東北線                        | 京浜東北線 | 根岸線 - 東海道本線               | ●                         | ●                         | ●                         | ▼                         | ●                         | ▲                         | ▲                         | ▲                         | ●        | ＝       | ●        | ●        | ●        | ●        | ●        | ●        | ●        | ●        | ●        | ●        | ●        | ●                | ●        | -                             |
| 山手線                            | 山手線     | 山手線 - 東海道本線               | ●                         | ●                         | ●                         | ●                         | ●                         | ●                         | ●                         | ●                         | ●        | 池袋方面 | 池袋方面 | 池袋方面 | 池袋方面 | 池袋方面 | 池袋方面 | 池袋方面 | 池袋方面 | 池袋方面 | 池袋方面 | 池袋方面 | 池袋方面 | 池袋方面         | 池袋方面 | 山手線                        |

#### 東京駅 - 黒磯駅間（宇都宮線）
「宇都宮線」の愛称を持つ東京駅・上野駅 - 黒磯駅間の中距離列車は直流電車で運行され、宇都宮駅を境に系統が分割されている。宇都宮駅以南を運行する列車については原則として東京駅方面（上野東京ライン）・上野駅発着と新宿方面発着（湘南新宿ライン）の2本立てで運行し、一部は古河駅・小金井駅で折り返す運転となっている。栃木県・茨城県・埼玉県から東京への通勤路線、そして宇都宮の近郊路線であり、グリーン車2両を連結した10両ないし15両編成の長編成列車を主体に運行されている。2006年7月8日以前は、15両編成の列車は小金井駅以北への乗り入れが不可能であり小金井駅において分割・併合作業が多く行われていたが、同日以降は小金井駅 - 宇都宮駅間でも15両編成の乗り入れが可能となり小金井駅で分割・併合作業を行う列車は減少した。また、朝の下り方面と夕方以降は快速「ラビット」 も運転されている。
宇都宮駅 - 黒磯駅間は宇都宮の近郊路線であり、1時間に2 - 3本の運転である。早朝の1本の小山駅始発黒磯駅行きを除いて終日宇都宮駅発着であり、小山駅始発の列車を含めて3両または6両編成によるワンマン運転が実施され、普通列車グリーン車の営業も行われない。このほか、宇都宮駅 - 宝積寺駅間では烏山線の列車も運行されている。一方で、黒磯駅以北へ直通運転する列車は、黒磯駅 - 新白河駅間が交直流電車と気動車 の運用に切り替わった2017年（平成29年）10月以降においても設定されていない。

#### 黒磯駅 - 新白河駅間
栃木県と福島県の県境域にわたる区間である。以前は交流電車中心に運用される新白河駅以北と一体的な運用が行われていたが、2018年（平成30年）1月1日から3日に行われた黒磯駅構内直流化に先立つ2017年（平成29年）10月14日に系統が分割され、交直流電車・気動車による折り返し運用に改められている。交流電車の運用は廃止されたため、理論上は黒磯駅以南への直通運転が可能であるが、黒磯駅構内直流化後においても、新白河駅より宇都宮線区間へ直通する列車は設定されていない。新白河駅以北へ直通する列車については、夜間留置の関係から朝に白河発黒磯行きが1本運行されているのみである。
運行本数は、1 - 2時間に1本程度である。
2020年3月14日のダイヤ改正からE531系付属編成によるワンマン運転（駅で運賃収受を行う都市型ワンマン）が開始された。

#### 新白河駅 - 福島駅間
この区間は福島県内の白河・須賀川・郡山・福島付近の短距離通勤通学輸送が主で、新白河駅・郡山駅・福島駅を始発・終着とする列車を中心に運行されている。概ね郡山駅で系統は分割されているが、朝夕の一部列車は直通運転する。
朝夕には福島以北に乗り入れる列車があるが、2013年（平成25年）3月16日のダイヤ改正で削減された。2021年（令和3年）3月13日のダイヤ改正では、下りの藤田以北への直通がなくなった。
運行本数は1時間に1本 - 2本程度である。朝晩には福島駅 - 松川駅間および郡山駅・福島駅 - 矢吹駅間の運用があるほか、夜間留置の関係上、朝に白河駅 - 新白河駅間、夜に郡山発白河行きの区間列車が各1本運行されている。このほか、安積永盛駅 - 郡山駅間には水郡線の普通列車が乗り入れる。
新白河駅 - 郡山駅間では、日中の一部列車がワンマン（車内精算型）で運行されている（多客が発生する場合は、ワンマンを解除し、車掌が乗務する）。

#### 福島駅 - 白石駅間
福島県と宮城県の県境域にわたる区間である。日中は白石駅で系統が分断されているが、朝夕と深夜には藤田駅発着と仙台駅発着列車の運行がある。かつては終日にわたり仙台駅までの運行がなされ、昼前後の利用者の少ない閑散駅を通過する快速列車「仙台シティラビット」（3往復）が運行されていたが、2021年3月のダイヤ改正で普通列車に置き換わる形で廃止された。
運行本数は基本的に1時間に1本である。
この区間についても日中の一部列車がワンマン（車内精算型）で運行されている（多客が発生する場合は、ワンマンを解除し、車掌が乗務する）。

#### 白石駅 - 仙台駅間
宮城県仙台市の都市圏輸送区間である。宮城県内の通勤通学・仙台商圏の旅客が主体となっており、岩沼駅からは常磐線、名取駅からは仙台空港アクセス線系統の列車も乗り入れている。このほか槻木駅を介して阿武隈急行線と直通する列車も設定されている。基本的に仙台駅が始発・終点となる列車が多いが、ラッシュ時には仙台駅をまたいで南北に直通する列車も数本設定されている。かつては仙山線に直通する列車（2007年3月17日をもって廃止）も少数ながら運行されていた。
東北本線系統の1時間の運行本数は白石駅 - 仙台駅間が2 - 3本（昼間約20 - 30分間隔）である。また、岩沼駅 - 仙台駅間では常磐線から乗り入れる普通列車（1時間に1 - 2本）、名取駅 - 仙台駅間では仙台空港線直通の普通・快速列車（1時間に1 - 3本）も運行され、名取駅 - 仙台駅間ではこれらの直通列車を含むと1時間に日中5 - 6本、朝夕は最大10本程度の列車が運行される。

#### 仙台駅 - 小牛田駅間
この区間も仙台圏の都市圏輸送を担っており、仙台駅 - 松島駅・小牛田駅・石越駅・一ノ関駅方面間の列車のほか、仙台駅 - 岩切駅間では朝夕に利府線（利府支線）との直通列車が、仙台駅 - 塩釜駅間では接続線を経由し仙石線・石巻線に直通する仙石東北ラインの快速・特別快速列車も運行される。
1時間に1 - 2本の運行であるが、仙台駅 - 塩釜駅間では仙石東北ライン（高城町駅経由石巻駅・女川駅発着）を含めて2-3本程度である（「仙石線#東北本線との直通運転」も参照）。
なお、仙石東北ラインの開業までは松島駅発着の区間列車が1時間に3本運行されていたが、開業後は一部時間帯を除いて廃止されている。

#### 小牛田駅 - 一ノ関駅間
宮城県北部と岩手県南部およびその県境部にわたる区間であり、運行本数は1時間に1本程度である。朝と深夜に石越駅発着の仙台方面への直通列車が設定されている。一ノ関駅をまたいで盛岡方面に直通する定期列車は設定されていない。
当区間の南側は小牛田までの運行がほとんどであり、仙台方面との直通列車は朝夕の数往復のみとなっている。2015年3月13日までは日中でも仙台方面との直通列車が運行されており、一部列車は小牛田駅で列車編成の連結・切り離しが行われていたが翌日のダイヤ改正で系統分割された。
朝晩の一部列車を除き、2両編成のワンマン（車内精算型）運転が大半を占める。

#### 一ノ関駅 - 盛岡駅間
岩手県内の一関・水沢・北上・花巻・盛岡への通勤通学客輸送を主体とする区間である。運行本数は一ノ関駅 - 北上駅間が1時間に1本程度、北上駅 - 盛岡駅間が1時間に1 - 2本程度（30 - 60分間隔の運行）である。平日朝（6時台の日詰発は毎日運転）に日詰駅 - 盛岡駅間の区間列車が3.5往復、矢幅駅発着が1往復（IGRいわて銀河鉄道線直通）運行があり、平日朝は日詰駅 - 盛岡駅を中心に1時間あたり最大6本程度運転される。なお、2019年9月21日に岩手医科大学附属病院（盛岡市内丸）が矢巾町に新築移転したため、同日より平日朝に盛岡駅→日詰駅間で上り臨時列車が増発された。
日中時間帯を中心に一部列車は2両編成のワンマン（都市型ワンマン）で運行されている。朝夕は4両編成も多く運行される。
他路線との直通運転としては、花巻駅 - 盛岡駅間に釜石線直通列車が1日6往復（普通列車3往復および快速「はまゆり」3往復）乗り入れている。また平日の朝時間帯にはいわて銀河鉄道線に直通する列車が運行されており、滝沢駅発着が2.5往復、いわて沼宮内駅発着が1.5往復ずつのほか、花輪線鹿角花輪駅から上り1本が日詰駅まで乗り入れる。

##### 快速「アテルイ」
朝の通勤時間に1日下り1本のみ運転されていた。水沢駅と盛岡駅の間を54分で結ぶ。
2023年（令和5年）3月17日をもって運転を終了した。
停車駅
水沢駅 → 金ヶ崎駅 → 六原駅 → 北上駅 → 村崎野駅 → 花巻駅 → 矢幅駅 → 仙北町駅 → 盛岡駅
使用車両
同区間の普通列車と同じく、701系電車を使用。全車自由席・禁煙車。
沿革
- 1993年3月18日：気動車で 休日運休（平日・土曜日のみ運転）の臨時列車として水沢発盛岡行きの快速列車の運転を開始。停車駅は北上駅・花巻駅・仙北町駅のみ。
- 1995年ごろ - 電車に置き換え、定期列車化（引き続き休日運休）、停車駅に矢幅駅を追加。
- 2001年12月1日：ダイヤ改正に伴い、アテルイ没後1200年記念事業の一環として快速列車の愛称を「アテルイ」とした。
- 2010年12月4日：ダイヤ改正により、平日・土曜日のみ運転から毎日運転となる。（運転日に日曜・祝日を追加）
- 2020年3月14日:ダイヤ改正に伴い、新たに金ケ崎駅・六原駅・村崎野駅が停車駅となった。
- 2023年3月18日：ダイヤ改正に伴い廃止。

### 貨物列車
田端信号場駅 - 盛岡駅間では、JR貨物が第二種鉄道事業として貨物列車を運行している。
2014年3月ダイヤ改正 時点では、大宮操車場 - 盛岡貨物ターミナル駅間で1日約40往復（区間列車を含む）のコンテナ高速貨物列車が運行されており、臨時列車も設定されている。首都圏と東北各地や北海道を結ぶ貨物列車が多いが、東北本線貨物線（東北貨物線）から武蔵野線または山手貨物線、東海道本線支線（東海道貨物線）を経由して東海道本線沿線の名古屋圏や近畿圏などを発着する列車も設定されている。このほか、東京湾岸の根岸駅・川崎貨物駅・千葉貨物駅を発着する石油輸送列車が、宇都宮貨物ターミナル駅まで1日3往復、郡山駅まで1日2往復運行されている（いずれも定期列車の本数）。
東北本線内で定期貨物列車が発着する駅は、宇都宮貨物ターミナル駅・郡山貨物ターミナル駅・郡山駅・岩沼駅・仙台貨物ターミナル駅・水沢駅・盛岡貨物ターミナル駅である。また陸前山王駅からは貨物専用の仙台臨海鉄道に、小牛田駅からは石巻線の貨物列車に接続している。
なお仙台付近の長町駅 - 東仙台駅間では、旅客駅の仙台駅を経由しない貨物列車専用の支線（通称“宮城野貨物線”）を経由しており、仙台貨物ターミナル駅も同貨物線にある。

## 使用車両
東京近郊の山手線・京浜東北線・埼京線などや、高崎線・常磐線直通列車の使用車両は当該記事を、特急列車については優等列車で挙げられている各項目を参照。
黒磯駅以南の直流電化区間は直流電車、同駅以北の交流電化区間は同駅 - 白河駅間で交直流電車、新白河駅以北で交流電車が使用される。また非電化線区に直通する列車には気動車などが使われる。

### 東京駅 - 黒磯駅間
- 上野東京ライン普通・快速
湘南新宿ライン普通・快速
  - E231系 - 小山車両センター・国府津車両センター所属
  - E233系 - 小山車両センター・国府津車両センター所属
- 末端区間運用車（小山駅 - 宇都宮駅 - 黒磯駅）
  - E131系 - 小山車両センター所属
- その他の路線からの直通
  - EV-E301系 - 小山車両センター所属
    - 烏山線との直通運転列車として宇都宮駅 - 宝積寺駅間で運用。

### 黒磯駅 - 新白河駅間
- 普通列車
  - E531系 - 勝田車両センター所属

### 新白河駅 - 一ノ関駅間
- 普通列車
  - E531系 - 勝田車両センター所属
    - （黒磯駅 - ）新白河駅 - 白河駅間での運用が1往復存在する。

  - 701系 - 仙台車両センター所属
  - E721系 - 仙台車両センター所属
  - HB-E210系 - 仙台車両センター小牛田派出所所属
    - 仙石東北ラインでの運行のほか、仙台駅 - 小牛田駅間の送り込み運用が2往復ある。
- 仙台空港アクセス線普通・快速
  - E721系 - 仙台車両センター所属
  - SAT721系 - 仙台車両センター所属（仙台空港鉄道からの管理受託車）
- 仙石東北ライン快速・特別快速
  - HB-E210系 - 仙台車両センター小牛田派出所所属
- その他の路線からの直通
  - キハE130系 - 水郡線統括センター所属
    - 水郡線との直通運転列車として安積永盛駅 - 郡山駅間で運用。

  - AB900系 - 阿武隈急行梁川車両基地所属
  - 8100系 - 阿武隈急行梁川車両基地所属
    - 阿武隈急行線との直通運転列車として福島駅 - 仙台駅間で運用。

### 一ノ関駅 - 盛岡駅間
- 普通列車
  - 701系 - 盛岡車両センター所属
  - キハ100系 - 盛岡車両センター一ノ関派出所所属（一ノ関駅 - 北上駅間）
    - 北上線用車両の一ノ関派出所への送り込みを兼ねる。

  - キハ100系 - 盛岡車両センター所属（日詰駅 - 盛岡駅間）
    - 朝に4.5往復設定されている日詰駅 - 盛岡駅間の区間列車のうち、3.5往復でキハ110系が使用され、盛岡駅7:40発の日詰行き上り列車は花輪線鹿角花輪駅からの直通列車である。
- 他路線からの直通
  - キハ110系 - 盛岡車両センター所属
    - 釜石線との直通運転列車として花巻駅 - 盛岡駅間で運用。

  - IGR7000系 - IGRいわて銀河鉄道所属
    - いわて銀河鉄道線との直通運転列車として北上駅 - 盛岡駅間で運用。

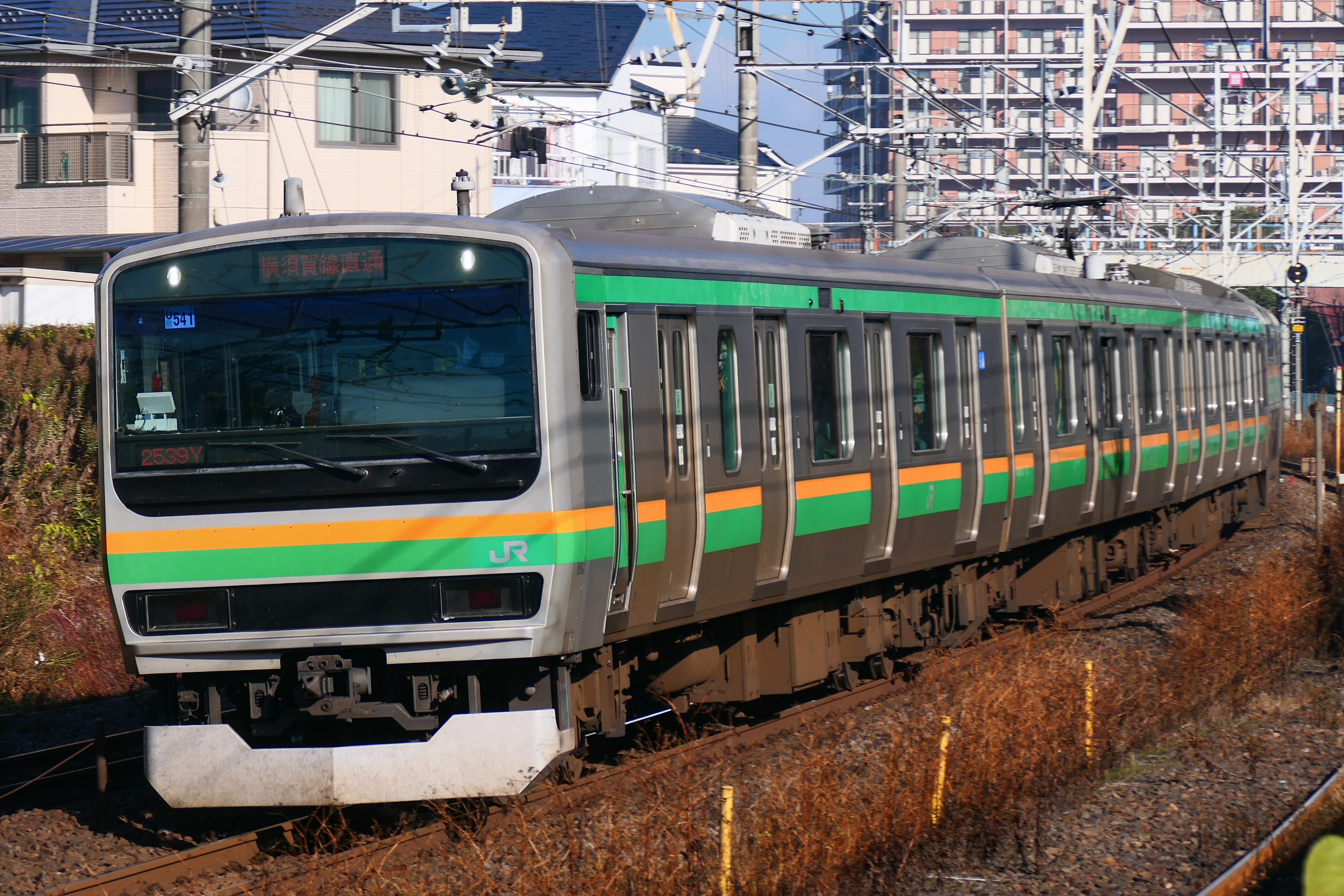
E231系近郊タイプ
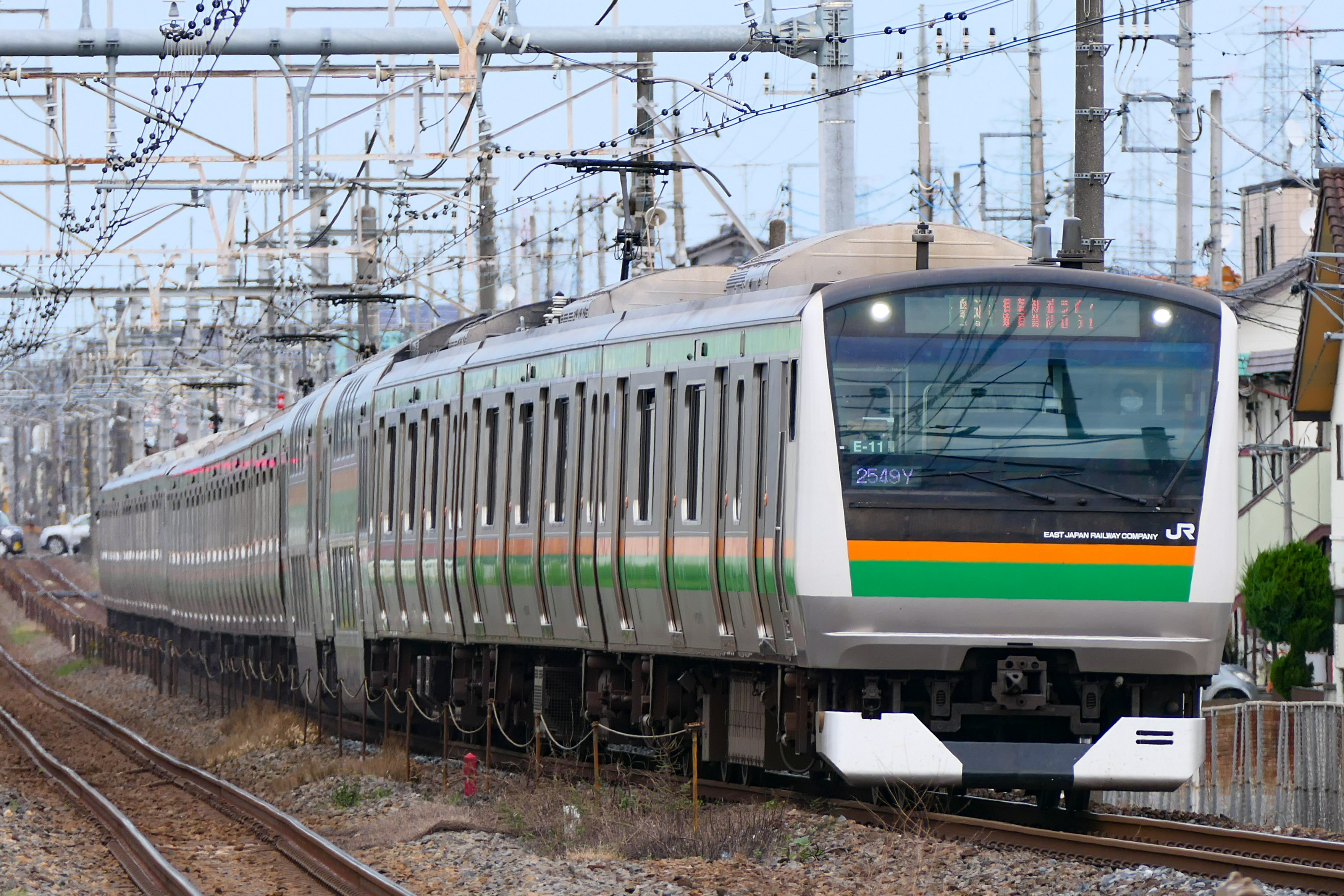
E233系
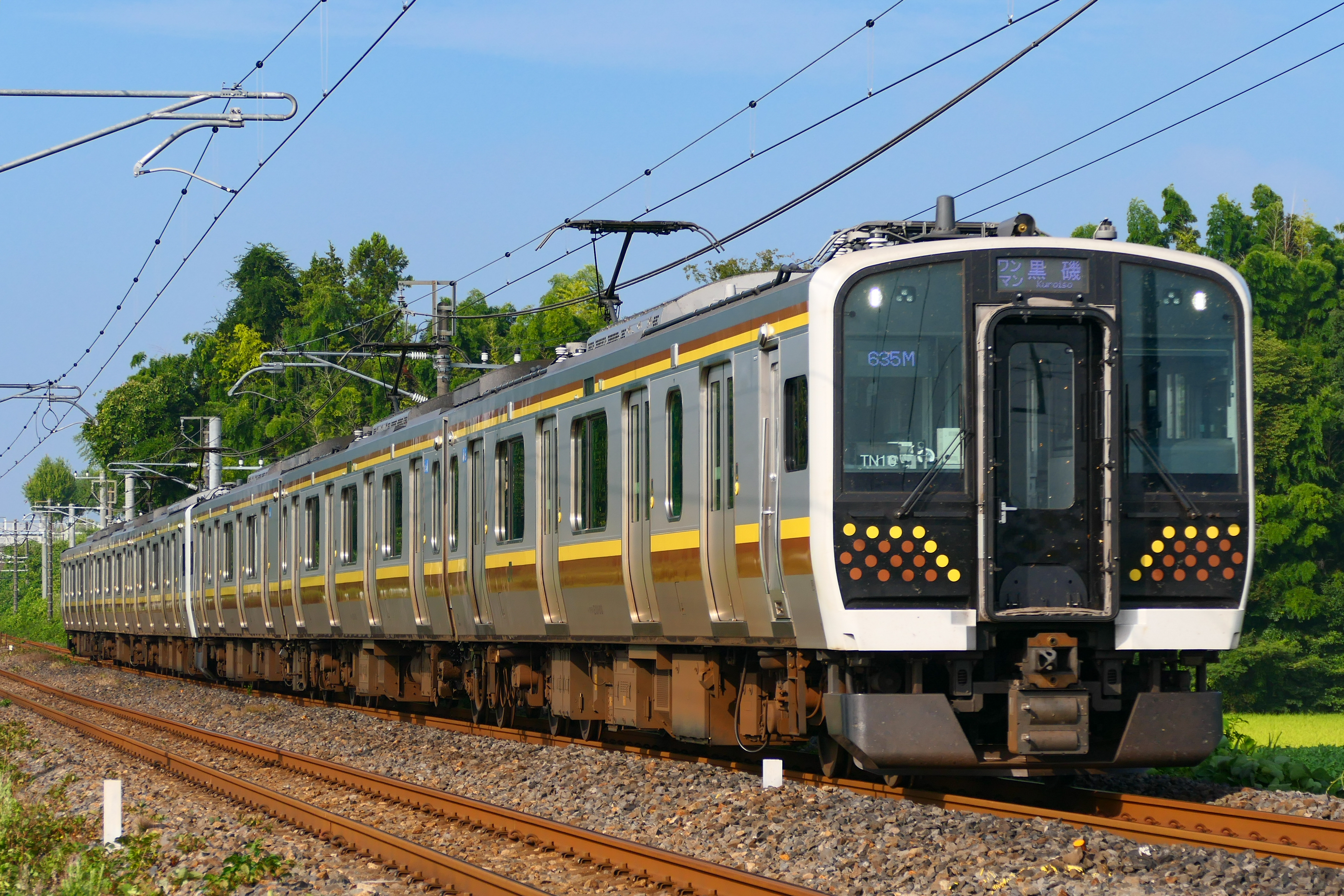
E131系600番台
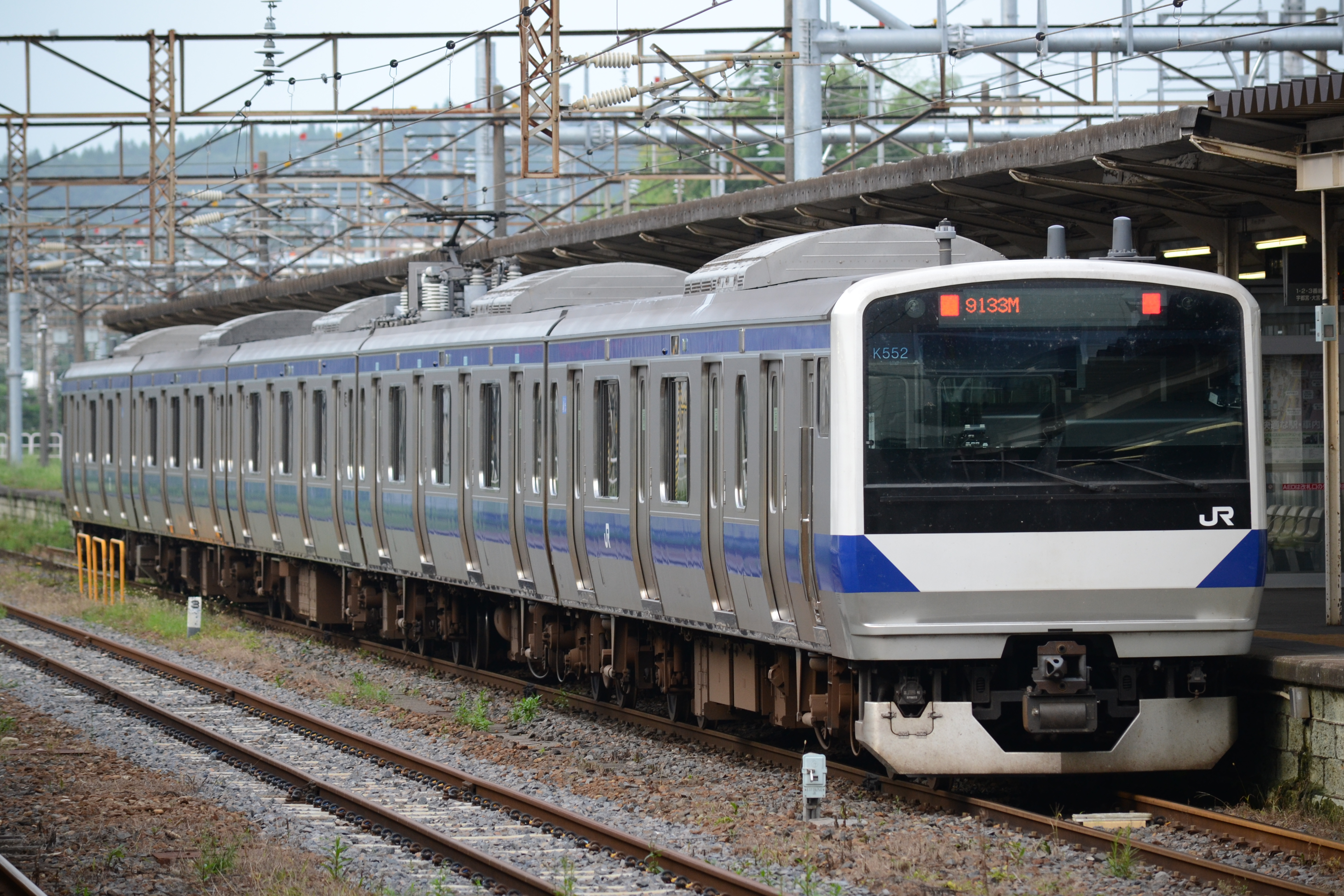
E531系
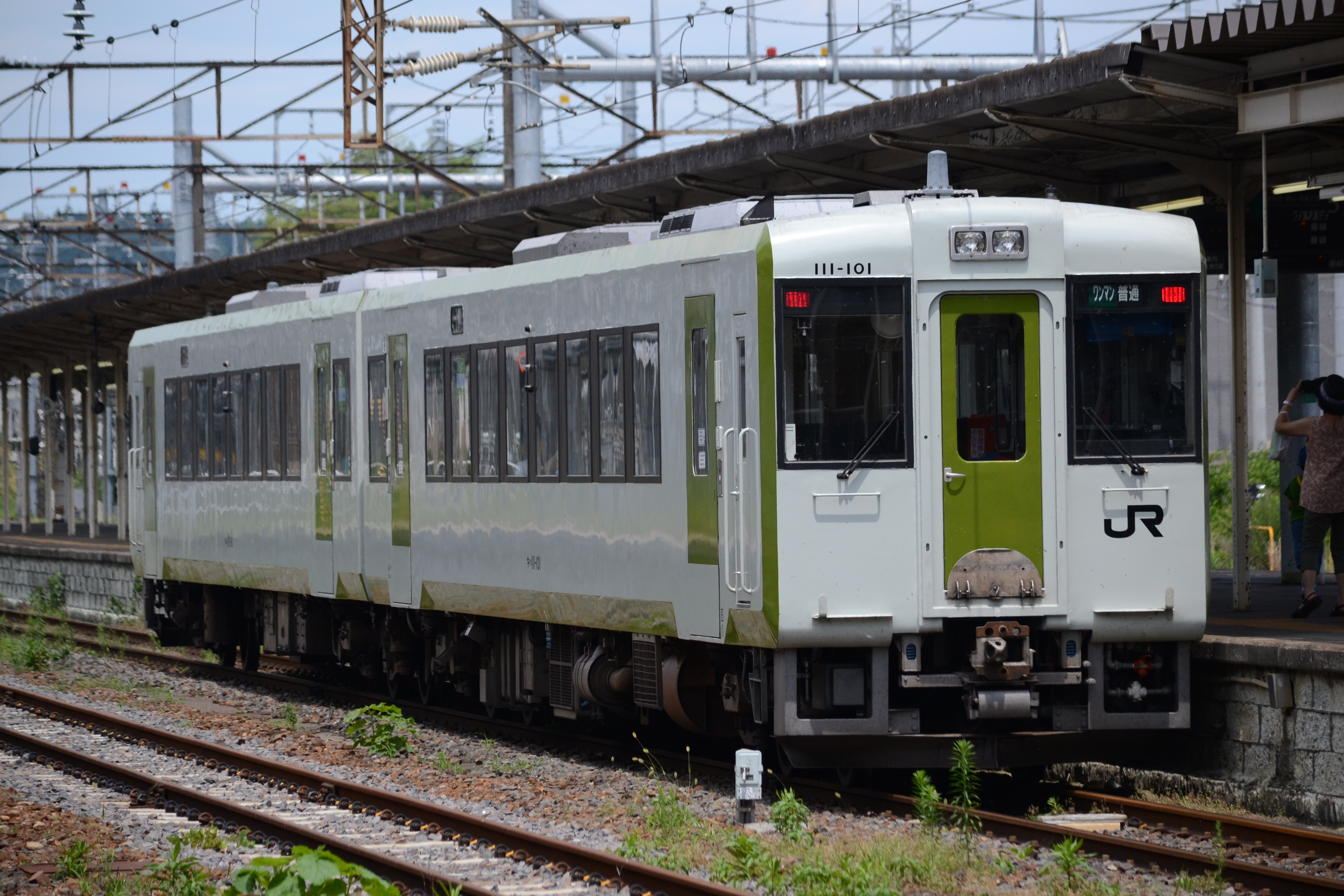
キハ110系
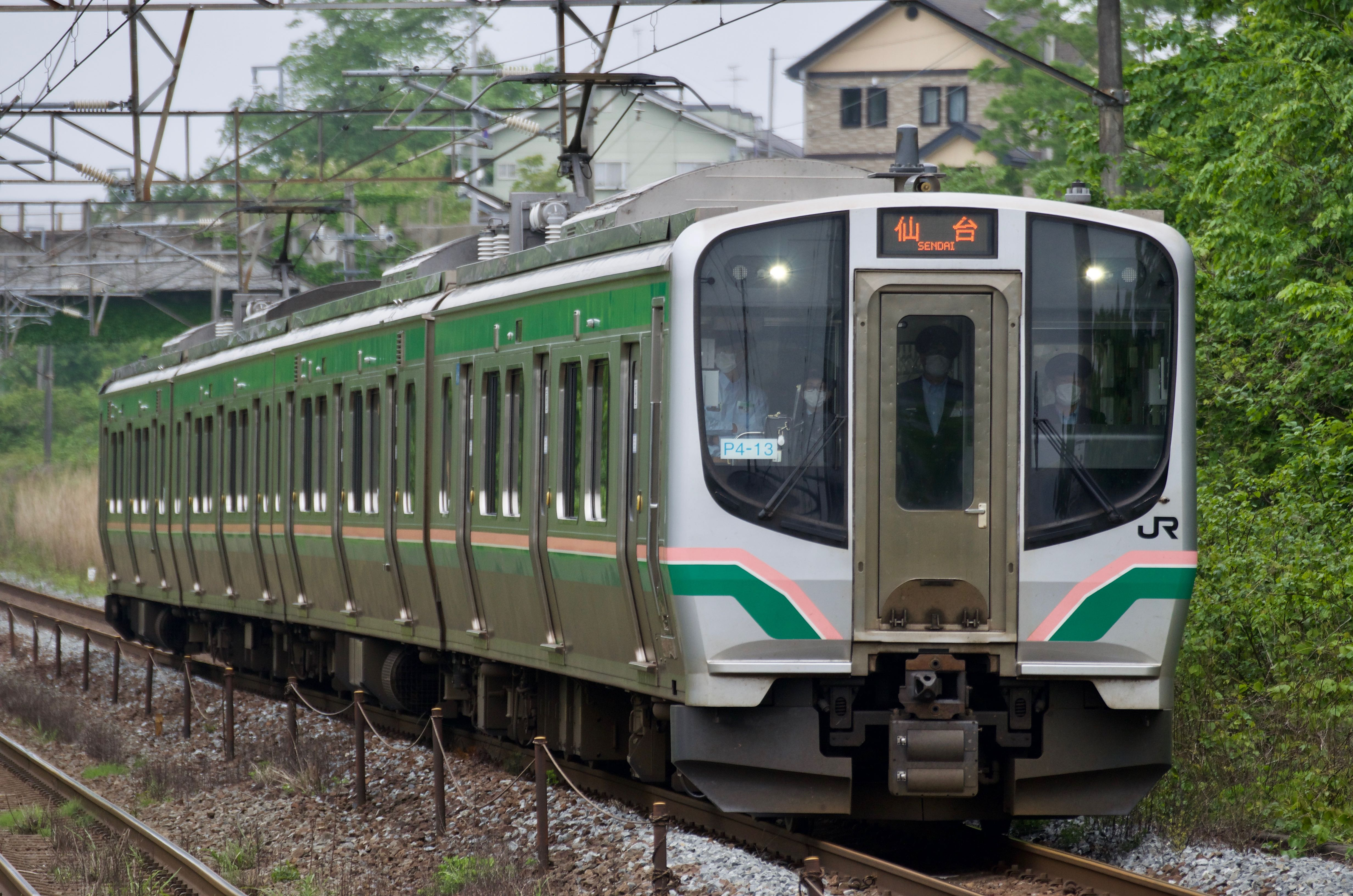
E721系
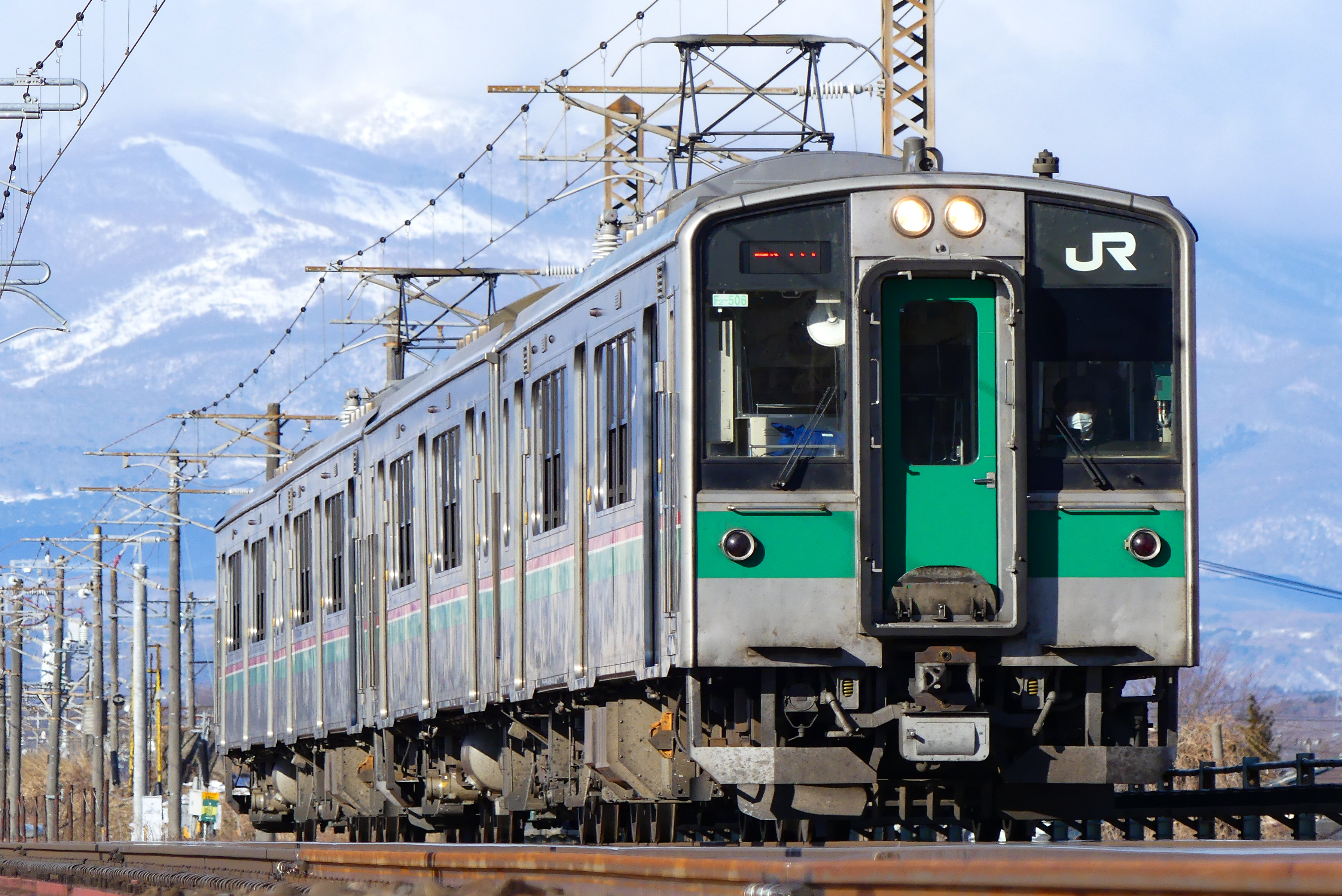
701系（仙台地区）
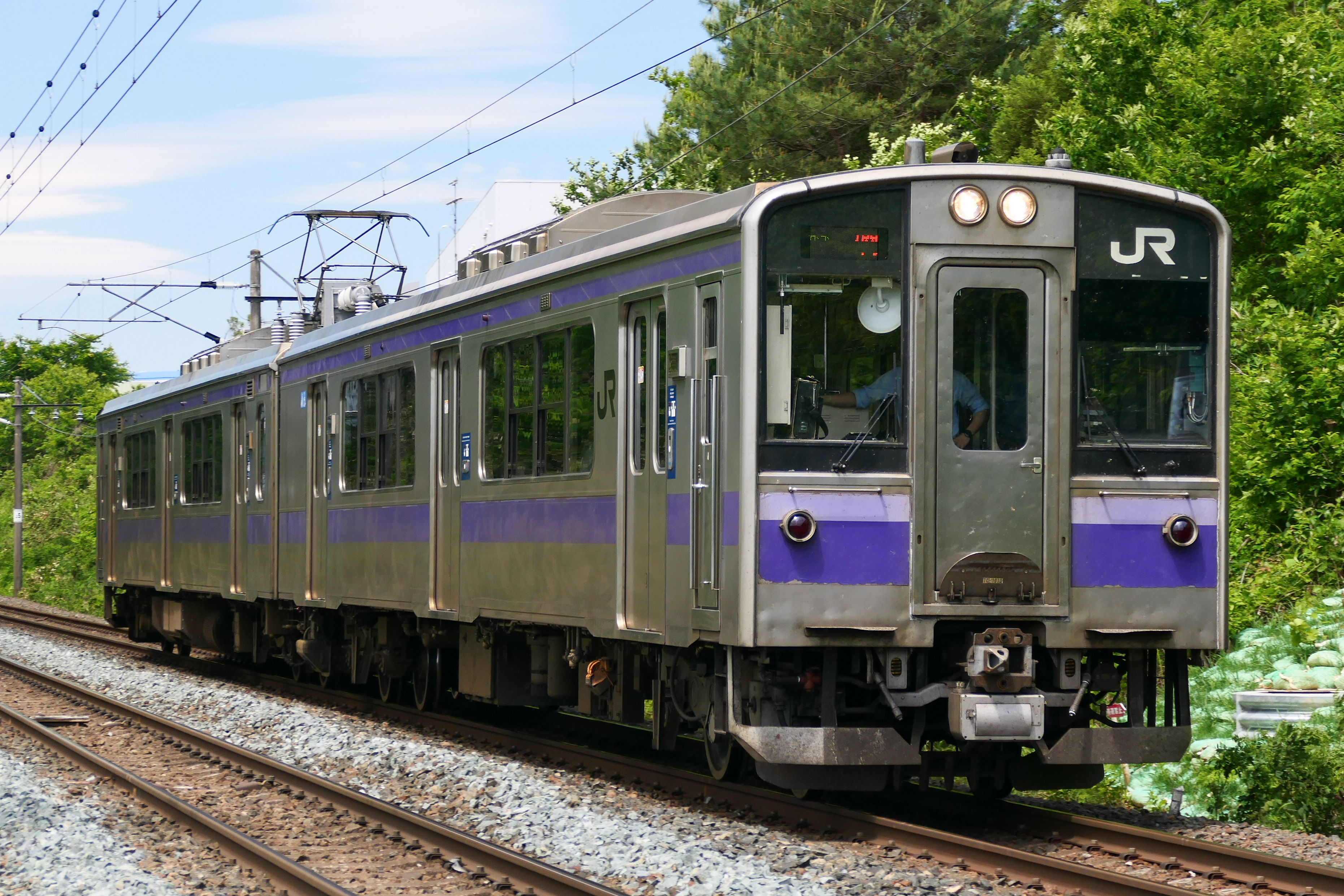
701系（盛岡地区）

### 機関車
特記ないものは貨物列車で運用。
- 交直流電気機関車 - 全区間を通して運用
  - EH500形
  - EF81形 - 配給列車などで運用
- 交流電気機関車 - 黒磯駅以北の交流区間で運用
  - ED75形 - 配給列車で運用
- 直流電気機関車 - 黒磯駅以南の直流区間（宇都宮線区間）で運用
  - EF66形
  - EF210形
  - EF65形 - 東北本線内では臨時運用と代走のみの運用
  - EH200形 - 高崎線直通の貨物列車で運用
- ディーゼル機関車
  - DD200形 - 石巻線直通の貨物列車などで運用

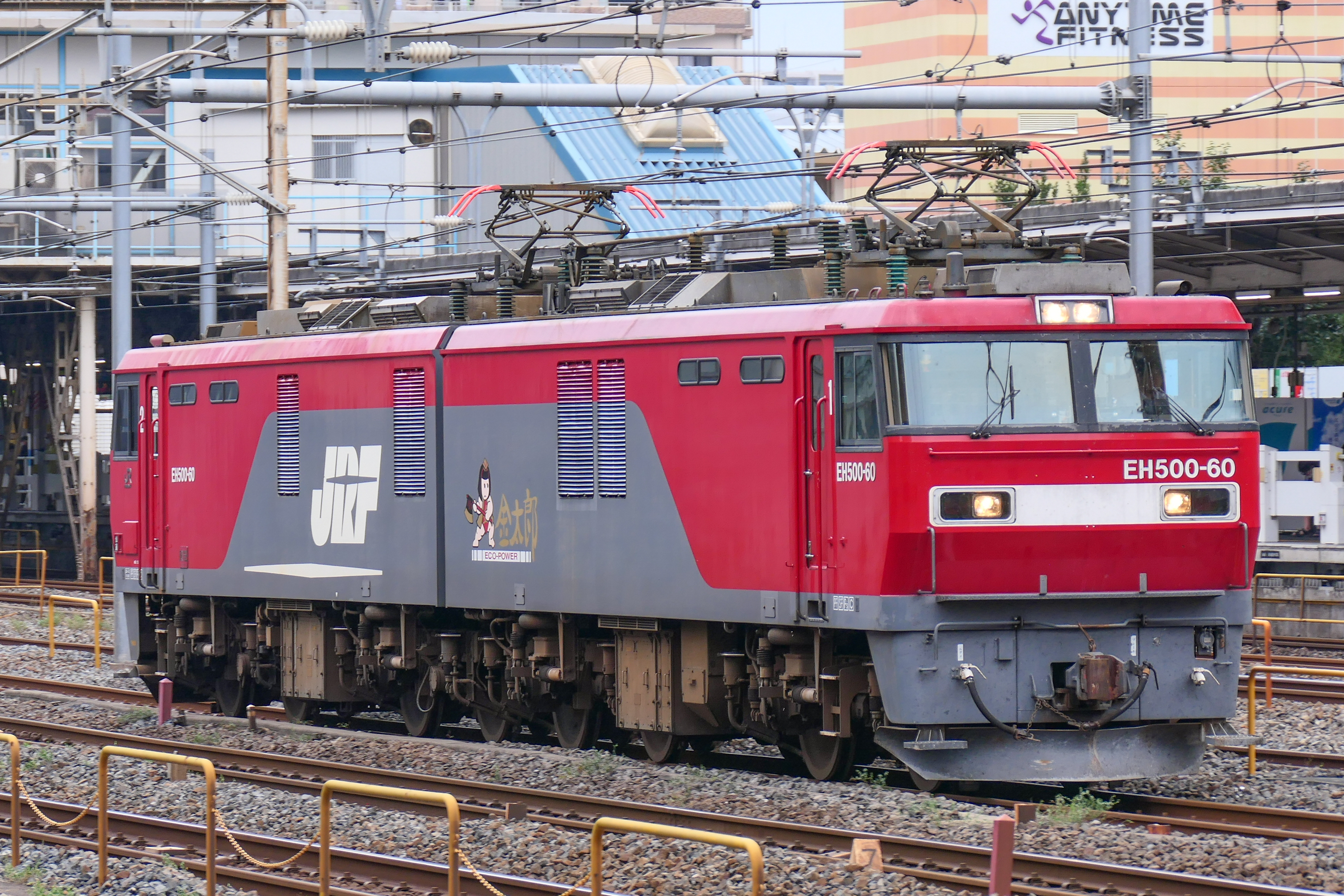
EH500形
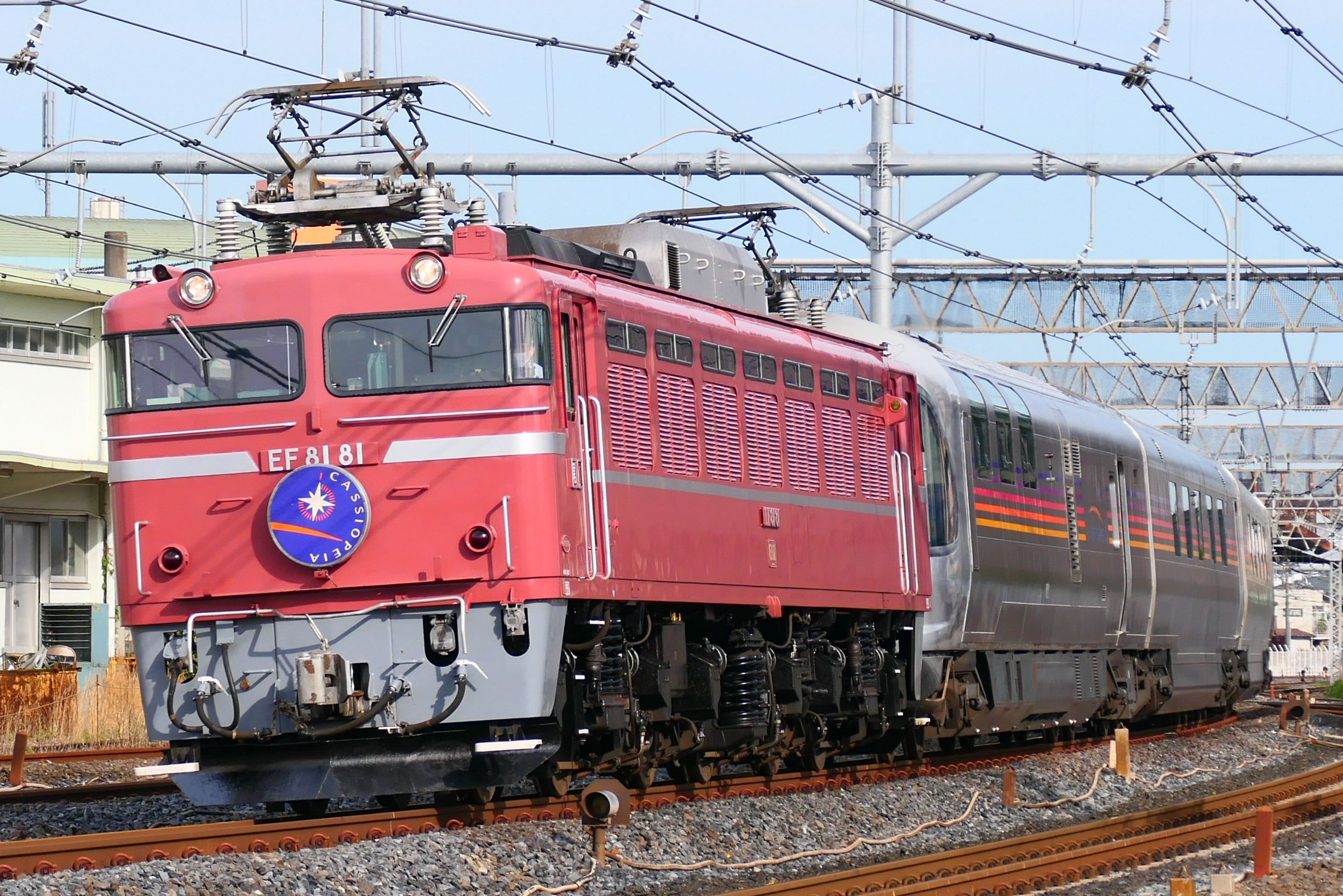
EF81形
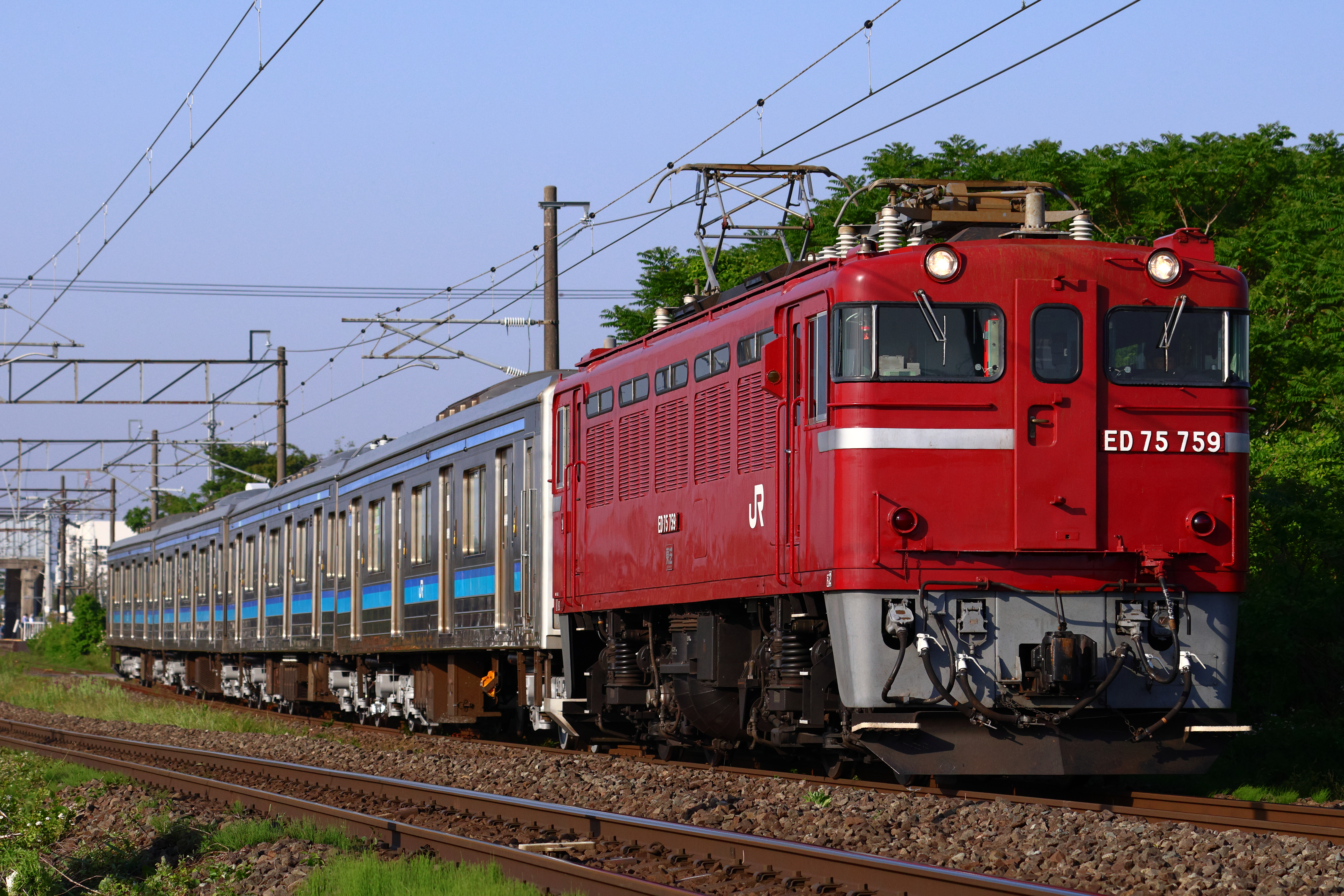
ED75形
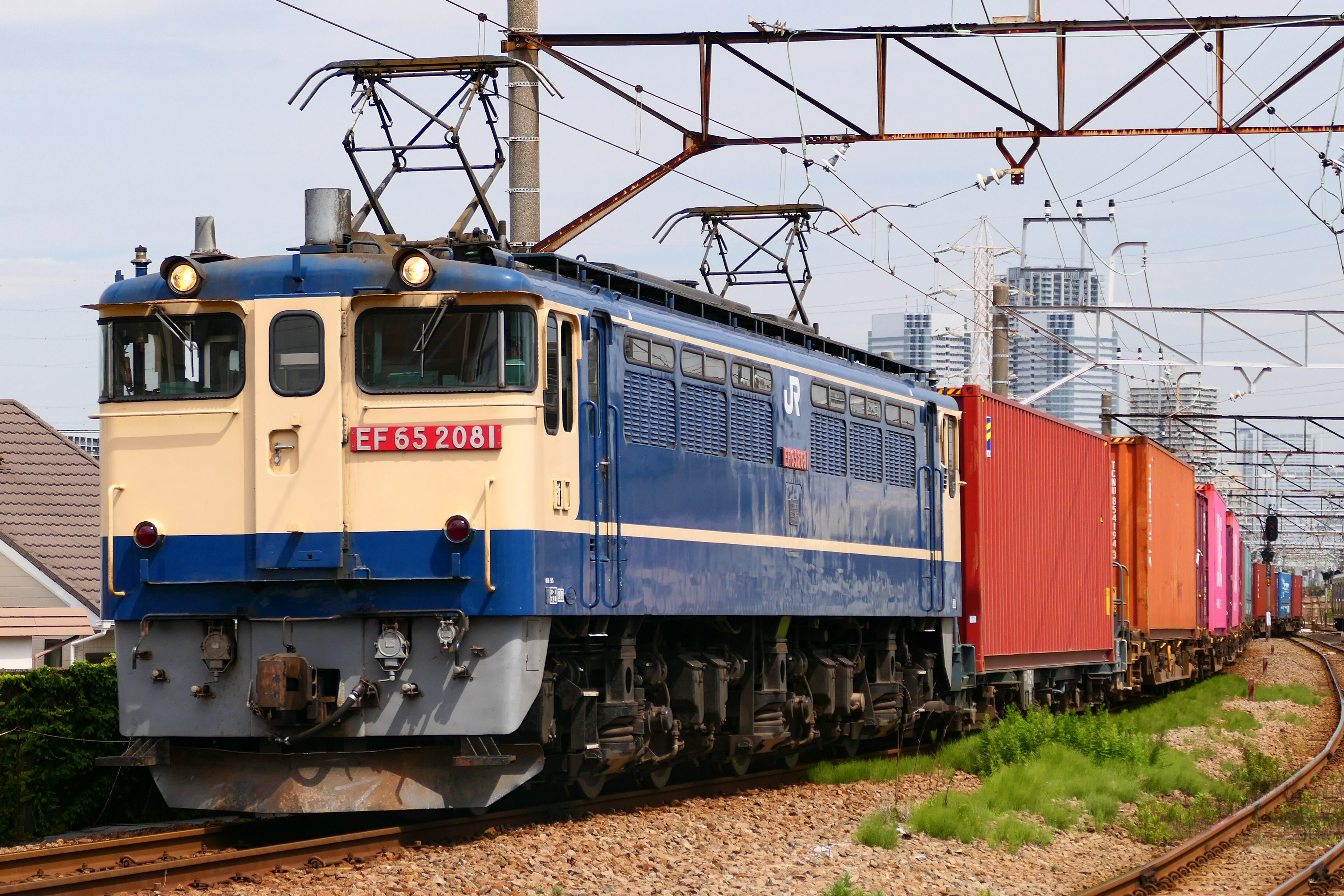
EF65形
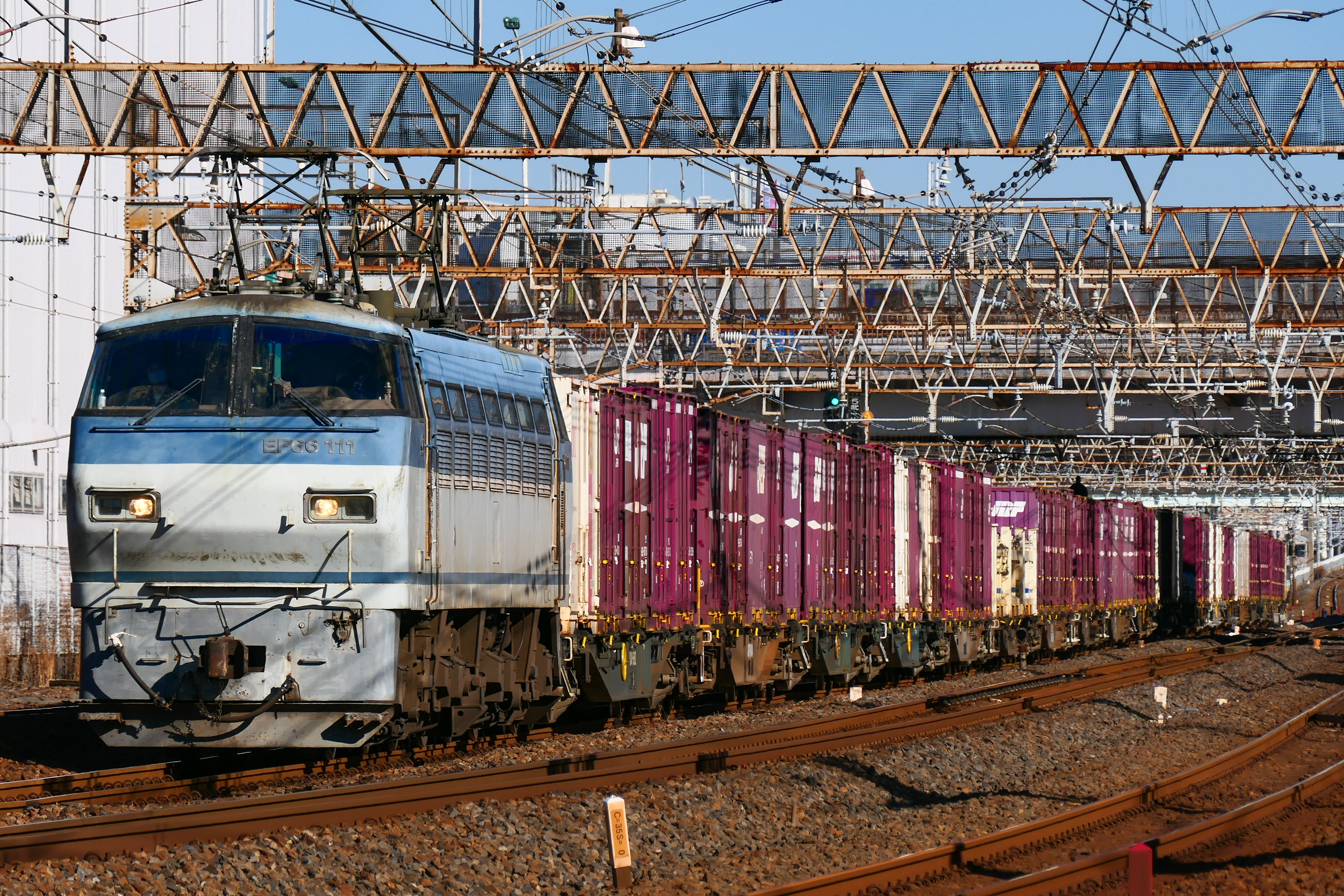
EF66形
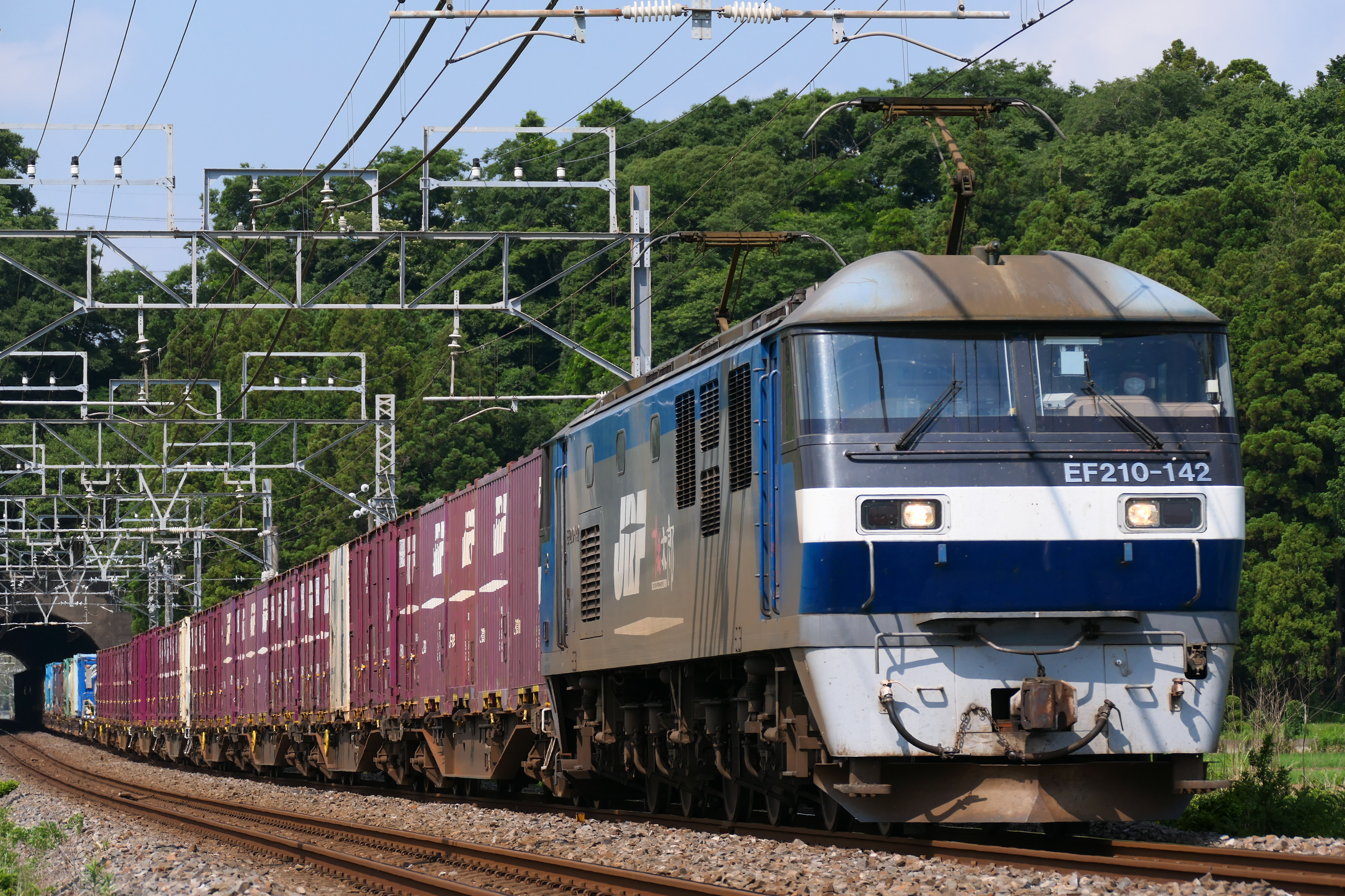
EF210形
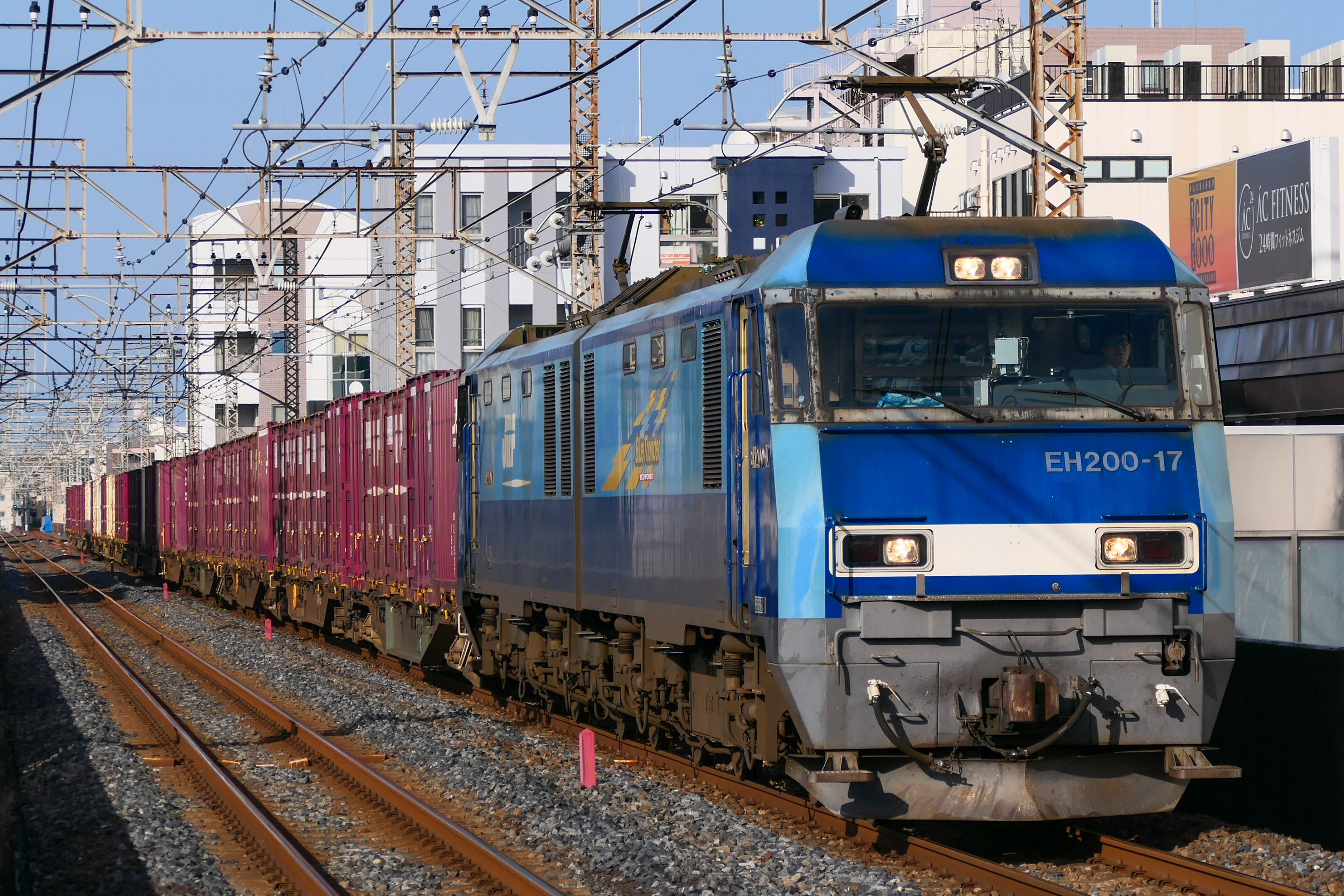
EH200形
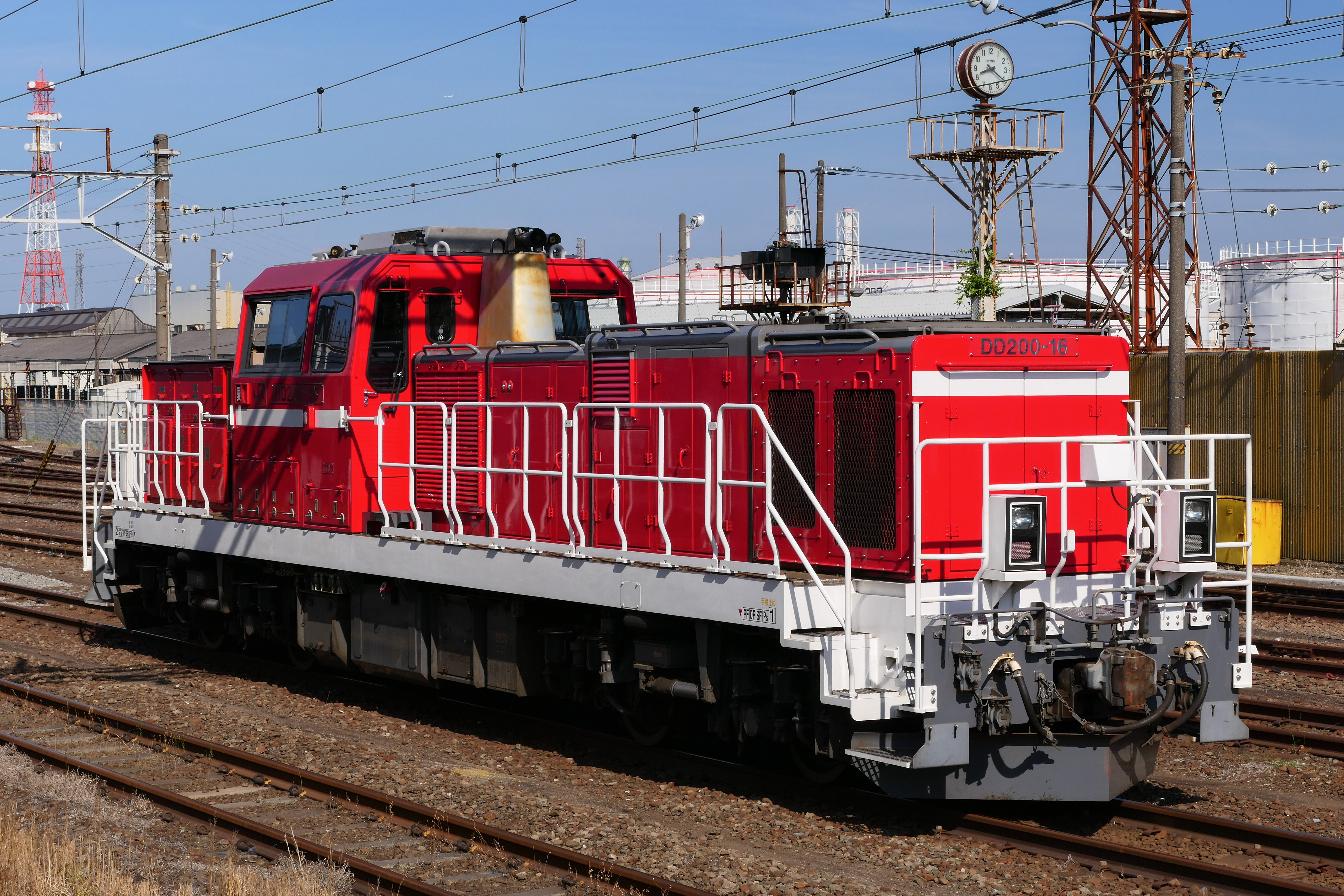
DD200形

## データ

### 路線データ
- 管轄・路線距離（営業キロ）： 全長572.0 km（支線含む）
  - 東日本旅客鉄道（第一種鉄道事業者）：
    - 東京駅 - 盛岡駅 535.3 km[† 16]
    - 日暮里駅 - 尾久駅 - 赤羽駅 7.6 km
    - 赤羽駅 - 武蔵浦和駅 - 大宮駅 18.0 km（埼京線）
    - 長町駅 - 仙台貨物ターミナル駅 - 東仙台駅 6.6 km（通称：宮城野貨物線）
    - 岩切駅 - 利府駅 4.2 km（通称：利府支線）
    - 松島駅 - 高城町駅間 0.3 km（通称：仙石線・東北本線接続線）

  - 日本貨物鉄道（第二種鉄道事業者）：
    - 田端駅 - 盛岡駅 (528.2 km)
    - 長町駅 - 仙台貨物ターミナル駅 - 東仙台駅 (6.6 km)
- 軌間：1067 mm
- 駅数：
  - 旅客駅：145駅（支線含む。起終点駅および仙台貨物ターミナル駅を除く）
    - 東北本線所属の旅客駅に限定した場合、上記駅数から東京駅（東海道本線所属[30]）・神田駅（中央本線所属[30]）・高城町駅（仙石線所属[30]）を除外した142駅となる。また、名目上旅客併設駅だが実態は貨物専用となっている仙台貨物ターミナル駅を加えると143駅となる。

  - 貨物駅：5駅（仙台貨物ターミナル駅以外の旅客併設駅を除く）
- 複線区間：
  - 複々線以上：
    - 東京駅 - 大宮駅間
    - 日暮里駅 - 尾久駅間

  - 複単線：
    - 東仙台駅 - 東仙台信号場間

  - 複線：
    - 大宮駅 - 東仙台駅間
    - 東仙台信号場 - 盛岡駅間
    - 尾久駅 - 赤羽駅間
    - 赤羽駅 - 武蔵浦和駅 - 大宮駅間
    - 長町駅 - 仙台貨物ターミナル駅 - 東仙台駅間

  - 単線：いずれの区間も支線
    - 岩切駅 - 利府駅間
    - 松島駅 - 高城町駅間
- 電化区間：松島駅 - 高城町駅間を除く全線
  - 直流1,500 V：
    - 東京駅 - 黒磯駅間
    - 日暮里駅 - 尾久駅 - 赤羽駅間
    - 赤羽駅 - 武蔵浦和駅 - 大宮駅間

  - 交流20,000 V 50 Hz：
    - 黒磯駅 - 盛岡駅間
    - 長町駅 - 仙台貨物ターミナル駅 - 東仙台駅間
    - 岩切駅 - 利府駅間

  - デッドセクション：黒磯駅 - 高久駅間、車上切替式
- 閉塞方式
  - 東京駅 - 田端駅 - 大宮駅間の電車線（山手線・京浜東北線）
列車間の間隔を確保する装置（鉄道に関する技術上の基準を定める省令の解釈基準第54条第2項第2号に規定される、一段ブレーキ制御方式の自動列車制御装置）による方法[† 17]
  - 赤羽駅 - 武蔵浦和駅 - 大宮駅間（埼京線）
列車間の間隔を確保する装置（鉄道に関する技術上の基準を定める省令の解釈基準第54条第2項第3号に規定される、車上設備により列車の位置に応じた列車の運転速度を指示する制御情報を発生させる方式の自動列車制御装置）による方法[† 18]
  - 利府支線：特殊自動閉塞式（軌道回路検知式）
  - 上記以外：自動閉塞式
- 保安装置[77]
  - D-ATC
    - 東京駅 - 田端駅 - 大宮駅間の電車線（山手線・京浜東北線）

  - ATACS
    - 赤羽駅 - 武蔵浦和駅 - 大宮駅間（埼京線）

  - ATS-P
    - 東京駅 - 日暮里駅 - 尾久駅 - 赤羽駅 - 黒磯駅
    - 田端信号場駅 - 赤羽駅 - 大宮駅間（東北貨物線）

  - ATS-Ps
    - 白石駅 - 小牛田駅間

  - ATS-SN
    - 黒磯駅 - 白石駅間
    - 小牛田駅 - 盛岡駅間
    - 長町駅 - 仙台貨物ターミナル駅 - 東仙台駅間
    - 岩切駅 - 利府駅間
- 最高速度：
  - 東京駅 - 盛岡駅間 120 km/h
  - 田端信号場駅 - 赤羽駅間（東北貨物線） 95 km/h
  - 赤羽駅 - 大宮駅間（東北貨物線） 120 km/h
  - 長町駅 - 仙台貨物ターミナル駅 - 東仙台駅間（宮城野貨物線） 100 km/h
  - 岩切駅 - 利府駅間（利府支線） 95 km/h
- 運転指令所：
  - 東京駅 - 黒磯駅間 東京総合指令室（東京駅 - 那須塩原駅間ATOS）
  - 黒磯駅 - 石越駅間 仙台総合指令室 (CTC)
  - 石越駅 - 盛岡駅間 盛岡総合指令室 (CTC)
  - 田端信号場駅 - 大宮駅間（東北貨物線） 東京総合指令室 (ATOS)
  - 長町駅 - 仙台貨物ターミナル駅 - 東仙台信号場間（宮城野貨物線） 仙台総合指令室 (CTC)
  - 岩切駅 - 利府駅間（利府支線） 仙台総合指令室 (CTC)
    - 運転取扱駅（駅が信号を制御、運行を管理）：黒磯駅、郡山駅、福島駅、小牛田駅、一ノ関駅、盛岡駅
    - 準運転取扱駅（入換時は駅が信号を制御）：岩沼駅、仙台貨物ターミナル駅
- 旅客運賃・乗車券関連
  - 旅客運賃体系：電車特定区間を除いて幹線運賃
  - 東京近郊区間（旅客営業規則による）：東京駅 - 黒磯駅間（尾久駅経由の支線および武蔵浦和駅経由の支線〈埼京線〉を含む）
  - 仙台近郊区間（旅客営業規則による）：矢吹駅 - 平泉駅間、岩切駅 - 利府駅、松島駅 - 高城町駅間
  - 電車特定区間：東京駅 - 大宮駅間（尾久駅経由の支線および武蔵浦和駅経由の支線〈埼京線〉を含む）
    - 東京駅 - 田端駅間は東京山手線内にも含まれる。

  - IC乗車カード対応区間：
    - Suica首都圏エリア：東京近郊区間に同じ
    - Suica仙台エリア：矢吹駅 - 小牛田駅間、一ノ関駅、平泉駅、岩切駅 - 利府駅間、松島駅 - 高城町駅間
    - Suica盛岡エリア：北上駅 - 盛岡駅間

JR東日本の各支社の管轄区間は、以下のようになっている。
- 赤羽駅以南、埼京線 赤羽駅 - 浮間舟渡駅間：首都圏本部
- 川口駅 - 豊原駅間、埼京線 戸田公園駅 - 大宮駅間：大宮支社
- 白坂駅 - 石越駅間（宮城野貨物線含む）、利府支線、仙石線・東北本線接続線：東北本部
- 油島駅 - 盛岡駅間：盛岡支社

### 利用状況
各年度の平均通過人員（人/日）は以下のとおりである。

#### 全区間
| 年度                   | 平均通過人員（人/日） | 出典   |
| 年度                   | 全区間                | 出典   |
| ---------------------- | --------------------- | ------ |
| 2011年度（平成23年度） | 77,463                | [ 78 ] |
| 2012年度（平成24年度） | 78,867                | [ 78 ] |
| 2013年度（平成25年度） | 80,401                | [ 78 ] |
| 2014年度（平成26年度） | 79,492                | [ 78 ] |
| 2015年度（平成27年度） | 81,516                | [ 78 ] |
| 2016年度（平成28年度） | 82,275                | [ 79 ] |
| 2017年度（平成29年度） | 83,778                | [ 79 ] |
| 2018年度（平成30年度） | 84,567                | [ 79 ] |
| 2019年度（令和元年度） | 84,442                | [ 80 ] |
| 2020年度（令和02年度） | 59,395                | [ 80 ] |
| 2021年度（令和03年度） | 62,477                | [ 80 ] |
| 2022年度（令和04年度） | 69,654                | [ 80 ] |
| 2023年度（令和05年度） | 74,906                | [ 81 ] |

#### 東京駅 - 黒磯駅間
| 年度                   | 平均通過人員（人/日）                                         | 平均通過人員（人/日） | 平均通過人員（人/日） | 平均通過人員（人/日） | 出典   |
| 年度                   | 東京 - 大宮（王子経由、尾久経由） 赤羽 - 大宮（武蔵浦和経由） | 大宮 - 古河           | 古河 - 宇都宮         | 宇都宮 - 黒磯         | 出典   |
| ---------------------- | ------------------------------------------------------------- | --------------------- | --------------------- | --------------------- | ------ |
| 2011年度（平成23年度） | 577,799                                                       | 155,293               | 43,372                | 14,686                | [ 78 ] |
| 2012年度（平成24年度） | 585,193                                                       | 156,374               | 44,633                | 15,322                | [ 78 ] |
| 2013年度（平成25年度） | 595,011                                                       | 158,091               | 46,073                | 16,033                | [ 78 ] |
| 2014年度（平成26年度） | 590,537                                                       | 155,179               | 45,144                | 15,486                | [ 78 ] |
| 2015年度（平成27年度） | 609,348                                                       | 157,680               | 46,451                | 15,413                | [ 78 ] |
| 2016年度（平成28年度） | 618,066                                                       | 156,515               | 46,343                | 15,284                | [ 79 ] |
| 2017年度（平成29年度） | 630,228                                                       | 157,963               | 47,551                | 15,988                | [ 79 ] |
| 2018年度（平成30年度） | 637,751                                                       | 157,897               | 48,203                | 16,011                | [ 79 ] |
| 2019年度（令和元年度） | 636,098                                                       | 155,366               | 48,033                | 16,391                | [ 80 ] |
| 2020年度（令和02年度） | 446,909                                                       | 102,717               | 29,720                | 12,845                | [ 80 ] |
| 2021年度（令和03年度） | 461,677                                                       | 113,040               | 34,502                | 14,012                | [ 80 ] |
| 2022年度（令和04年度） | 514,206                                                       | 128,345               | 40,369                | 14,958                | [ 80 ] |
| 2023年度（令和05年度） | 553,296                                                       | 138,338               | 44,516                | 15,835                | [ 81 ] |

#### 黒磯駅 - 一ノ関駅間
| 年度                   | 平均通過人員（人/日） | 平均通過人員（人/日） | 平均通過人員（人/日） | 平均通過人員（人/日） | 平均通過人員（人/日） | 平均通過人員（人/日） | 平均通過人員（人/日） | 平均通過人員（人/日） | 平均通過人員（人/日） | 平均通過人員（人/日） | 出典   |
| 年度                   | 黒磯 - 新白河         | 新白河 - 郡山         | 郡山 - 福島           | 福島 - 白石           | 白石 - 岩沼           | 岩沼 - 仙台           | 仙台 - 松島・高城町   | 松島 - 小牛田         | 小牛田 - 一ノ関       | 岩切 - 利府           | 出典   |
| ---------------------- | --------------------- | --------------------- | --------------------- | --------------------- | --------------------- | --------------------- | --------------------- | --------------------- | --------------------- | --------------------- | ------ |
| 2011年度（平成23年度） | 1,990                 | 5,814                 | 9,948                 | 5,574                 | 14,540                | 40,357                | 21,794                | 9,908                 | 2,245                 | 5,228                 | [ 78 ] |
| 2012年度（平成24年度） | 2,451                 | 6,544                 | 10,677                | 6,057                 | 15,523                | 42,855                | 22,812                | 10,674                | 2,475                 | 5,479                 | [ 78 ] |
| 2013年度（平成25年度） | 2,824                 | 7,034                 | 11,303                | 6,393                 | 15,988                | 44,473                | 23,240                | 11,052                | 2,630                 | 5,595                 | [ 78 ] |
| 2014年度（平成26年度） | 2,557                 | 6,698                 | 11,006                | 6,076                 | 15,490                | 44,301                | 22,522                | 10,341                | 2,454                 | 5,591                 | [ 78 ] |
| 2015年度（平成27年度） | 2,397                 | 6,566                 | 10,968                | 5,910                 | 15,523                | 44,926                | 24,807                | 10,256                | 2,212                 | 5,718                 | [ 78 ] |
| 2016年度（平成28年度） | 2,253                 | 6,416                 | 10,770                | 5,745                 | 15,385                | 45,313                | 25,880                | 10,057                | 2,180                 | 5,586                 | [ 79 ] |
| 2017年度（平成29年度） | 2,410                 | 6,539                 | 10,845                | 5,931                 | 15,518                | 46,500                | 26,032                | 9,833                 | 2,187                 | 5,704                 | [ 79 ] |
| 2018年度（平成30年度） | 2,348                 | 6,523                 | 10,860                | 5,932                 | 15,506                | 46,821                | 26,298                | 9,790                 | 2,203                 | 5,785                 | [ 79 ] |
| 2019年度（令和元年度） | 2,923                 | 7,028                 | 11,211                | 6,471                 | 15,913                | 47,333                | 26,272                | 9,908                 | 2,424                 | 5,627                 | [ 80 ] |
| 2020年度（令和02年度） | 2,620                 | 5,837                 | 8,711                 | 4,798                 | 11,851                | 35,847                | 19,629                | 7,567                 | 2,050                 | 4,309                 | [ 80 ] |
| 2021年度（令和03年度） | 3,087                 | 6,518                 | 9,884                 | 5,532                 | 13,161                | 38,199                | 21,350                | 8,150                 | 2,339                 | 4,967                 | [ 80 ] |
| 2022年度（令和04年度） | 3,402                 | 7,063                 | 10,579                | 6,549                 | 14,519                | 42,138                | 23,215                | 8,693                 | 2,571                 | 5,257                 | [ 80 ] |
| 2023年度（令和05年度） | 3,616                 | 7,550                 | 11,239                | 6,681                 | 15,392                | 45,176                | 24,941                | 9,246                 | 2,769                 | 5,501                 | [ 81 ] |

#### 一ノ関駅 - 盛岡駅間
| 年度                   | 平均通過人員（人/日） | 平均通過人員（人/日） | 出典   |
| 年度                   | 一ノ関 - 北上         | 北上 - 盛岡           | 出典   |
| ---------------------- | --------------------- | --------------------- | ------ |
| 2011年度（平成23年度） | 4,418                 | 12,052                | [ 78 ] |
| 2012年度（平成24年度） | 4,697                 | 12,487                | [ 78 ] |
| 2013年度（平成25年度） | 4,858                 | 12,749                | [ 78 ] |
| 2014年度（平成26年度） | 4,858                 | 12,459                | [ 78 ] |
| 2015年度（平成27年度） | 4,444                 | 11,986                | [ 78 ] |
| 2016年度（平成28年度） | 4,421                 | 11,951                | [ 79 ] |
| 2017年度（平成29年度） | 4,422                 | 12,001                | [ 79 ] |
| 2018年度（平成30年度） | 4,362                 | 11,863                | [ 79 ] |
| 2019年度（令和元年度） | 4,581                 | 11,814                | [ 80 ] |
| 2020年度（令和02年度） | 3,956                 | 9,961                 | [ 80 ] |
| 2021年度（令和03年度） | 4,191                 | 10,287                | [ 80 ] |
| 2022年度（令和04年度） | 4,442                 | 10,732                | [ 80 ] |
| 2023年度（令和05年度） | 4,652                 | 11,020                | [ 81 ] |

## 駅一覧
（貨）は貨物専用駅。それ以外の駅で◆・◇・■を付した駅は貨物取扱駅を表す（◇は定期貨物列車の発着なし、■はオフレールステーション）

### 現存区間

#### 東京駅 - 黒磯駅間
ここではこの区間に存在する全駅の駅名と主要な駅（主に支線・他路線の分岐点や運行上の拠点駅）のキロ程のみを記す。各駅のキロ程・停車駅・接続路線・所在地などの詳細については各運行系統記事（上野東京ライン・宇都宮線・高崎線・湘南新宿ライン・埼京線・京浜東北線・山手線）を参照。なお田端信号場駅 - 大宮駅間の貨物施設に関しては東北貨物線を参照。
() 内は起点からの営業キロ
本線
東京駅 (0.0 km) - 神田駅 (1.3 km) - 秋葉原駅 (2.0 km) - 御徒町駅 - 上野駅 (3.6 km) - 鶯谷駅 - 日暮里駅 (5.8 km) - 西日暮里駅 - 田端駅・田端信号場駅 (7.1 km) - 上中里駅 - 王子駅 - 東十条駅 - 赤羽駅 (13.2 km) - 川口駅 - 西川口駅 - 蕨駅 - 南浦和駅 (22.5 km) - 浦和駅 - 北浦和駅 - 与野駅 - さいたま新都心駅 - （大宮操車場） - 大宮駅 (30.3 km) - 土呂駅 - 東大宮駅 - 蓮田駅 - 白岡駅 - 新白岡駅 - 久喜駅 (48.9 km)- 東鷲宮駅◇ - 栗橋駅 - 古河駅 - 野木駅 - 間々田駅 - 小山駅◇ (80.6 km) - 小金井駅 - 自治医大駅 - 石橋駅 - （貨）宇都宮貨物ターミナル駅 - 雀宮駅 - 宇都宮駅◇ (109.5 km) - 岡本駅 - 宝積寺駅◇ (121.2 km) - 氏家駅 - 蒲須坂駅 - 片岡駅 - 矢板駅■ - 野崎駅 - 西那須野駅 - 那須塩原駅 - 黒磯駅 (163.3 km)
支線（尾久経由）
日暮里駅 (0.0 km) - 尾久駅 (2.6 km) - 赤羽駅 (7.6 km)
支線（武蔵浦和経由・埼京線）
赤羽駅 (0.0 km) - 北赤羽駅 - 浮間舟渡駅 - 戸田公園駅 - 戸田駅 - 北戸田駅 - 武蔵浦和駅 (10.6 km) - 中浦和駅 - 南与野駅 - 与野本町駅 - 北与野駅 - 大宮駅 (18.0 km)

#### 黒磯駅 - 一ノ関駅間
- 仙：特定都区市内制度における「仙台市内」の駅
- 累計営業キロは東京駅からの距離
- 停車駅
  - 普通…すべての旅客駅に停車
  - 快速…●：全列車停車、▲：一部の列車が停車、｜：全列車通過、||：ホームを経由しない
    - 仙台空港線直通の快速および、仙石東北ラインの快速列車の詳細は路線記事をそれぞれ参照

| 電化方式 | 駅名                       | 営業キロ | 営業キロ | 快速               | 快速           | 接続路線・備考                                                                                          | 所在地        | 所在地          | 所在地          |
| 電化方式 | 駅名                       | 駅間     | 累計     | 仙台空港アクセス線 | 仙石東北ライン | 接続路線・備考                                                                                          | 所在地        | 所在地          | 所在地          |
| -------- | -------------------------- | -------- | -------- | ------------------ | -------------- | --- | ------------- | --------------- | --------------- |
| 直流     | 黒磯駅                     | -        | 163.3    |                    |                | 東日本旅客鉄道：東北本線（■宇都宮線 宇都宮方面）                                                        | 栃木県        | 那須塩原市      | 那須塩原市      |
| 交流     | 高久駅                     | 4.0      | 167.3    |                    |                | | 栃木県        | 那須郡 那須町   | 那須郡 那須町   |
| 交流     | 黒田原駅                   | 4.2      | 171.5    |                    |                | | 栃木県        | 那須郡 那須町   | 那須郡 那須町   |
| 交流     | 豊原駅                     | 5.2      | 176.7    |                    |                | | 栃木県        | 那須郡 那須町   | 那須郡 那須町   |
| 交流     | 白坂駅                     | 5.3      | 182.0    |                    |                | | 福島県        | 白河市          | 白河市          |
| 交流     | 新白河駅◇                  | 3.4      | 185.4    |                    |                | 東日本旅客鉄道： 東北新幹線                                                                             | 福島県        | 西白河郡 西郷村 | 西白河郡 西郷村 |
| 交流     | 白河駅                     | 2.8      | 188.2    |                    |                | | 福島県        | 白河市          | 白河市          |
| 交流     | 久田野駅                   | 4.7      | 192.9    |                    |                | | 福島県        | 白河市          | 白河市          |
| 交流     | 泉崎駅                     | 4.5      | 197.4    |                    |                | | 福島県        | 西白河郡        | 泉崎村          |
| 交流     | 矢吹駅                     | 6.0      | 203.4    |                    |                | | 福島県        | 西白河郡        | 矢吹町          |
| 交流     | 鏡石駅                     | 5.4      | 208.8    |                    |                | | 福島県        | 岩瀬郡 鏡石町   | 岩瀬郡 鏡石町   |
| 交流     | 須賀川駅                   | 6.3      | 215.1    |                    |                | | 福島県        | 須賀川市        | 須賀川市        |
| 交流     | 安積永盛駅◇                | 6.7      | 221.8    |                    |                | 東日本旅客鉄道：■水郡線                                                                                 | 福島県        | 郡山市          | 郡山市          |
| 交流     | （貨）郡山貨物ターミナル駅 | 1.6      | 223.4    |                    |                | | 福島県        | 郡山市          | 郡山市          |
| 交流     | 郡山駅◆                    | 3.3      | 226.7    |                    |                | 東日本旅客鉄道： 東北新幹線・■磐越東線・■磐越西線                                                       | 福島県        | 郡山市          | 郡山市          |
| 交流     | 日和田駅                   | 5.7      | 232.4    |                    |                | | 福島県        | 郡山市          | 郡山市          |
| 交流     | 五百川駅                   | 4.5      | 236.9    |                    |                | | 福島県        | 本宮市          | 本宮市          |
| 交流     | 本宮駅                     | 3.8      | 240.7    |                    |                | | 福島県        | 本宮市          | 本宮市          |
| 交流     | 杉田駅                     | 5.9      | 246.6    |                    |                | | 福島県        | 二本松市        | 二本松市        |
| 交流     | 二本松駅                   | 3.7      | 250.3    |                    |                | | 福島県        | 二本松市        | 二本松市        |
| 交流     | 安達駅                     | 4.2      | 254.5    |                    |                | | 福島県        | 二本松市        | 二本松市        |
| 交流     | 松川駅◇                    | 5.0      | 259.5    |                    |                | | 福島県        | 福島市          | 福島市          |
| 交流     | 金谷川駅                   | 4.5      | 264.0    |                    |                | | 福島県        | 福島市          | 福島市          |
| 交流     | 南福島駅                   | 5.4      | 269.4    |                    |                | | 福島県        | 福島市          | 福島市          |
| 交流     | 福島駅                     | 3.4      | 272.8    |                    |                | 東日本旅客鉄道： 東北新幹線・■山形新幹線・■奥羽本線（山形線） 阿武隈急行：阿武隈急行線 福島交通：飯坂線 | 福島県        | 福島市          | 福島市          |
| 交流     | 矢野目信号場               | -        | 277.4    |                    |                | （阿武隈急行線との施設上での分岐点）                                                                    | 福島県        | 福島市          | 福島市          |
| 交流     | 東福島駅■                  | 6.0      | 278.8    |                    |                | | 福島県        | 福島市          | 福島市          |
| 交流     | 伊達駅                     | 3.1      | 281.9    |                    |                | | 福島県        | 伊達市          | 伊達市          |
| 交流     | 桑折駅                     | 4.0      | 285.9    |                    |                | | 福島県        | 伊達郡          | 桑折町          |
| 交流     | 藤田駅                     | 3.4      | 289.3    |                    |                | | 福島県        | 伊達郡          | 国見町          |
| 交流     | 貝田駅                     | 5.6      | 294.9    |                    |                | | 福島県        | 伊達郡          | 国見町          |
| 交流     | 越河駅                     | 3.7      | 298.6    |                    |                | | 宮城県        | 白石市          | 白石市          |
| 交流     | 白石駅                     | 8.2      | 306.8    | 仙台空港線直通     |                | | 宮城県        | 白石市          | 白石市          |
| 交流     | 東白石駅                   | 4.2      | 311.0    | 仙台空港線直通     |                | | 宮城県        | 白石市          | 白石市          |
| 交流     | 北白川駅                   | 4.3      | 315.3    | 仙台空港線直通     |                | | 宮城県        | 白石市          | 白石市          |
| 交流     | 大河原駅                   | 4.8      | 320.1    | 仙台空港線直通     |                | | 宮城県        | 柴田郡          | 大河原町        |
| 交流     | 船岡駅                     | 3.0      | 323.1    | 仙台空港線直通     |                | | 宮城県        | 柴田郡          | 柴田町          |
| 交流     | 槻木駅                     | 4.6      | 327.7    | 仙台空港線直通     |                | 阿武隈急行：阿武隈急行線                                                                                | 宮城県        | 柴田郡          | 柴田町          |
| 交流     | 岩沼駅◆                    | 6.5      | 334.2    | 仙台空港線直通     |                | 東日本旅客鉄道：■常磐線                                                                                 | 宮城県        | 岩沼市          | 岩沼市          |
| 交流     | 館腰駅                     | 3.7      | 337.9    | 仙台空港線直通     |                | | 宮城県        | 名取市          | 名取市          |
| 交流     | 名取駅◇                    | 3.5      | 341.4    | ●                  |                | 仙台空港鉄道：■仙台空港線（仙台空港アクセス線）                                                         | 宮城県        | 名取市          | 名取市          |
| 交流     | 南仙台駅 仙                | 2.7      | 344.1    | ｜                 |                | | 宮城県        | 仙台市          | 太白区          |
| 交流     | 太子堂駅 仙                | 2.2      | 346.3    | ｜                 |                | | 宮城県        | 仙台市          | 太白区          |
| 交流     | 長町駅 仙                  | 1.0      | 347.3    | ｜                 |                | 仙台市地下鉄：■南北線 (N15) 東日本旅客鉄道：東北本線貨物支線（宮城野貨物線）                            | 宮城県        | 仙台市          | 太白区          |
| 交流     | 仙台駅 仙                  | 4.5      | 351.8    | ●                  | ●              | 東日本旅客鉄道： 東北新幹線・■仙山線・■仙石線 仙台市地下鉄：■南北線 (N10)・■東西線 (T07)                | 宮城県        | 仙台市          | 青葉区          |
| 交流     | 東仙台駅 仙                | 4.0      | 355.8    |                    | ▲              | 東日本旅客鉄道：東北本線貨物支線（宮城野貨物線）                                                        | 宮城県        | 仙台市          | 宮城野区        |
| 交流     | 東仙台信号場               | -        | 357.5    |                    | ｜             | | 宮城県        | 仙台市          | 宮城野区        |
| 交流     | 岩切駅 仙◇                 | 4.1      | 359.9    |                    | ▲              | 東日本旅客鉄道：■東北本線支線（利府線）                                                                 | 宮城県        | 仙台市          | 宮城野区        |
| 交流     | 陸前山王駅                 | 2.3      | 362.2    |                    | ▲              | 仙台臨海鉄道：臨海本線（貨物線）                                                                        | 宮城県        | 多賀城市        | 多賀城市        |
| 交流     | 国府多賀城駅               | 1.3      | 363.5    |                    | ▲              | | 宮城県        | 多賀城市        | 多賀城市        |
| 交流     | 塩釜駅                     | 1.7      | 365.2    |                    | ●              | 東日本旅客鉄道：■仙石東北ライン（高城町・石巻方面）                                                     | 宮城県        | 塩竈市          | 塩竈市          |
| 交流     | 松島駅                     | 10.0     | 375.2    |                    | \|\|           | 東日本旅客鉄道：東北本線（仙石線・東北本線接続線） （仙石東北ラインの列車が分岐する駅だが停車しない）   | 宮城県        | 宮城郡 松島町   | 宮城郡 松島町   |
| 交流     | 愛宕駅                     | 2.0      | 377.2    |                    | 仙石線直通     | | 宮城県        | 宮城郡 松島町   | 宮城郡 松島町   |
| 交流     | 品井沼駅                   | 4.4      | 381.6    |                    | 仙石線直通     | | 宮城県        | 宮城郡 松島町   | 宮城郡 松島町   |
| 交流     | 鹿島台駅                   | 5.0      | 386.6    |                    | 仙石線直通     | | 宮城県        | 大崎市          | 大崎市          |
| 交流     | 松山町駅                   | 4.9      | 391.5    |                    | 仙石線直通     | | 宮城県        | 大崎市          | 大崎市          |
| 交流     | 小牛田駅                   | 3.5      | 395.0    |                    | 仙石線直通     | 東日本旅客鉄道：■石巻線・■気仙沼線・■陸羽東線                                                           | 宮城県        | 遠田郡 美里町   | 遠田郡 美里町   |
| 交流     | 田尻駅                     | 6.1      | 401.1    |                    | 仙石線直通     | | 宮城県        | 大崎市          | 大崎市          |
| 交流     | 瀬峰駅                     | 6.7      | 407.8    |                    | 仙石線直通     | | 宮城県        | 栗原市          | 栗原市          |
| 交流     | 梅ケ沢駅                   | 3.7      | 411.5    |                    | 仙石線直通     | | 宮城県        | 登米市          | 登米市          |
| 交流     | 新田駅                     | 4.7      | 416.2    |                    | 仙石線直通     | | 宮城県        | 登米市          | 登米市          |
| 交流     | 石越駅                     | 7.3      | 423.5    |                    | 仙石線直通     | | 宮城県        | 登米市          | 登米市          |
| 交流     | 油島駅                     | 3.5      | 427.0    |                    | 仙石線直通     | | 岩手県 一関市 | 岩手県 一関市   | 岩手県 一関市   |
| 交流     | 花泉駅                     | 4.2      | 431.2    |                    | 仙石線直通     | | 岩手県 一関市 | 岩手県 一関市   | 岩手県 一関市   |
| 交流     | 清水原駅                   | 3.2      | 434.4    |                    | 仙石線直通     | | 岩手県 一関市 | 岩手県 一関市   | 岩手県 一関市   |
| 交流     | 有壁駅                     | 3.4      | 437.8    |                    | 仙石線直通     | | 宮城県 栗原市 | 宮城県 栗原市   | 宮城県 栗原市   |
| 交流     | 一ノ関駅◇                  | 7.3      | 445.1    |                    | 仙石線直通     | 東日本旅客鉄道： 東北新幹線・■東北本線（盛岡方面）・■大船渡線                                           | 岩手県 一関市 | 岩手県 一関市   | 岩手県 一関市   |

1. ↑  水郡線の路線の終点は安積永盛駅だが、列車はすべて郡山駅へ乗り入れる。
2. ↑  一部列車は仙台駅まで乗り入れる。
3. ↑  路線としての終点は岩沼駅だが、旅客列車はすべて仙台駅まで乗り入れる。
4. ↑  仙台空港アクセス線の列車はすべて仙台駅発着である。
5. ↑  昼を除き仙台方面へ乗り入れる。
6. ↑  気仙沼線の路線の起点は石巻線前谷地駅だが、列車は多くが小牛田駅へ乗り入れている。

- 2023年度の時点で、JR東日本自社による乗車人員集計[82] の除外対象となる駅（完全な無人駅。年度途中に無人となった駅を含む）は、高久駅・豊原駅・白坂駅・久田野駅・泉崎駅・日和田駅・五百川駅・杉田駅・貝田駅・越河駅・東白石駅・北白川駅・陸前山王駅・愛宕駅・田尻駅・梅ケ沢駅・新田駅・石越駅・油島駅・花泉駅・清水原駅・有壁駅である。
- 次の市区町村も通るが、駅はない。
  - 福島県安達郡大玉村（本宮駅 - 杉田駅間）
  - 宮城県仙台市若林区（長町駅 - 仙台駅間）
  - 宮城県宮城郡利府町（塩釜駅 - 松島駅間）
  - 宮城県栗原市（新田駅 - 石越駅間）
- 郡山貨物ターミナル - 郡山間に郡山南駅（仮称）設置計画がある[83]。

#### 一ノ関駅 - 盛岡駅間
- 全区間交流電化
- 累計営業キロは東京駅からの距離
- 停車駅
  - 普通…すべての旅客駅に停車
  - 快速＝快速「はまゆり」…●：全列車停車、○：53・54号のみ停車、｜：全列車通過
    - 全列車釜石線釜石駅発着。釜石線内の停車駅は路線記事または列車記事を参照
- この区間は全駅岩手県内に所在

| 駅名                       | 営業キロ | 営業キロ | 快速 | 接続路線・備考                                                                                             | 所在地          | 所在地          |
| 駅名                       | 駅間     | 累計     | 快速 | 接続路線・備考                                                                                             | 所在地          | 所在地          |
| -------------------------- | -------- | -------- | ---- | --- | --------------- | --------------- |
| 一ノ関駅◇                  | -        | 445.1    |      | 東日本旅客鉄道： 東北新幹線・■東北本線（仙台方面）・■大船渡線                                              | 一関市          | 一関市          |
| 山ノ目駅                   | 2.9      | 448.0    |      | | 一関市          | 一関市          |
| 平泉駅                     | 4.3      | 452.3    |      | | 西磐井郡 平泉町 | 西磐井郡 平泉町 |
| 前沢駅                     | 7.6      | 459.9    |      | | 奥州市          | 奥州市          |
| 陸中折居駅                 | 5.2      | 465.1    |      | | 奥州市          | 奥州市          |
| 水沢駅◆                    | 5.0      | 470.1    |      | | 奥州市          | 奥州市          |
| 金ケ崎駅                   | 7.6      | 477.7    |      | | 胆沢郡 金ケ崎町 | 胆沢郡 金ケ崎町 |
| 六原駅■                    | 3.4      | 481.1    |      | | 胆沢郡 金ケ崎町 | 胆沢郡 金ケ崎町 |
| 北上駅◇                    | 6.4      | 487.5    |      | 東日本旅客鉄道： 東北新幹線・■北上線                                                                       | 北上市          | 北上市          |
| 村崎野駅                   | 4.7      | 492.2    |      | | 北上市          | 北上市          |
| 花巻駅                     | 7.8      | 500.0    | ●    | 東日本旅客鉄道：■釜石線（盛岡駅まで直通あり）                                                              | 花巻市          | 花巻市          |
| 花巻空港駅◇                | 5.7      | 505.7    | ○    | | 花巻市          | 花巻市          |
| 石鳥谷駅                   | 5.7      | 511.4    | ○    | | 花巻市          | 花巻市          |
| 日詰駅                     | 5.4      | 516.8    | ○    | | 紫波郡          | 紫波町          |
| 紫波中央駅                 | 1.8      | 518.6    | ○    | | 紫波郡          | 紫波町          |
| 古館駅                     | 2.9      | 521.5    | ○    | | 紫波郡          | 紫波町          |
| 矢幅駅                     | 3.6      | 525.1    | ●    | | 紫波郡          | 矢巾町          |
| （貨）盛岡貨物ターミナル駅 | 3.7      | 528.8    | ｜   | | 盛岡市          | 盛岡市          |
| 岩手飯岡駅                 | 0.8      | 529.6    | ○    | | 盛岡市          | 盛岡市          |
| 仙北町駅                   | 3.9      | 533.5    | ○    | | 盛岡市          | 盛岡市          |
| 盛岡駅                     | 1.8      | 535.3    | ●    | 東日本旅客鉄道： 東北新幹線・■秋田新幹線・■田沢湖線・■山田線・■花輪線 IGRいわて銀河鉄道：■いわて銀河鉄道線 | 盛岡市          | 盛岡市          |

- 2023年度の時点で、JR東日本自社による乗車人員集計[82] の除外対象となる駅（完全な無人駅。年度途中に無人となった駅を含む）は、山ノ目駅・陸中折居駅・六原駅・村崎野駅・花巻空港駅・石鳥谷駅・日詰駅・古館駅・仙北町駅である。
- 村崎野 - 花巻間に新駅設置の要望がある[84]。

#### 支線
() 内は起点からの営業キロ
利府線
岩切駅 (0.0) - 新利府駅 (2.5) - 利府駅 (4.2)
- 全区間交流電化・単線

仙石線・東北本線接続線
松島駅 (0.0) - 高城町駅 (0.3)
- 全区間非電化・単線
- 松島駅には仙石線・東北本線接続線のホームが設けられないため、本線との乗換駅は仙台寄りの隣の駅である塩釜駅となる。

| 駅名                       | 営業キロ | 営業キロ | 接続路線                         | 所在地   | 所在地 |
| 駅名                       | 駅間     | 累計     | 接続路線                         | 所在地   | 所在地 |
| -------------------------- | -------- | -------- | -------------------------------- | -------- | ------ |
| 長町駅                     | -        | 0.0      | 東日本旅客鉄道：東北本線（本線） | 太白区   |        |
| （貨）仙台貨物ターミナル駅 | 3.8      | 3.8      |                                  | 宮城野区 |        |
| 東仙台駅                   | 2.8      | 6.6      | 東日本旅客鉄道：東北本線（本線） | 宮城野区 |        |

- この区間は全駅宮城県仙台市内に所在。
- 仙台駅で夜間工事が行われた際（特に東北新幹線工事の行われた1970年代後半が中心であった）、「はくつる」・「ゆうづる」・「北斗星」・「カシオペア」・「八甲田」といった仙台駅を深夜に発着、または通過する夜行列車が同駅を避けてこの貨物線を経由して運転を行ったことがある。このとき、仙台停車が必要とされた列車は、長町駅に停車していた。

### 廃止区間
1897年廃止区間
宇都宮駅 - 古田駅 - 長久保駅 - 矢板駅
1946年休止区間（貨物支線）
浪打駅 - 堤川駅
1962年廃止区間
利府駅 - 赤沼信号場 - （旧）松島駅 - 品井沼駅
1968年廃止区間
野内駅 - 浪打駅 - 浦町駅 - 青森駅
1971年廃止区間（貨物支線、須賀線）
王子駅 - 須賀駅
1974年廃止区間（貨物支線）
宮城野駅 - 仙台市場駅
2014年廃止区間（貨物支線、北王子線）
田端信号場駅 - 北王子駅

#### 経営移管区間
- 新幹線延伸によって第三セクターに移管された区間。盛岡駅 - 目時駅間がIGRいわて銀河鉄道、目時駅 - 青森駅間は青い森鉄道（運行）・青森県（保有）へ移管されている。設置駅・駅名は移管前日時点のもの。
- () 内の数値は盛岡駅 - 八戸駅間の経営分離以前に使用されていた東京駅からの営業キロ（主要駅と会社境界駅のみ記載）
- この区間の現状の詳細については「いわて銀河鉄道線」「青い森鉄道線」を参照

2002年12月1日移管区間
盛岡駅 (535.3) - 厨川駅 - 滝沢駅 - 渋民駅 - 好摩駅 (556.6) - 岩手川口駅 - 沼宮内駅（現在のいわて沼宮内駅）(567.3) - 御堂駅 - 奥中山駅（現在の奥中山高原駅） - 小繋駅 - 小鳥谷駅 - 一戸駅 - 二戸駅 (606.1) - 斗米駅 - 金田一温泉駅 - 目時駅 (617.3) - 三戸駅 (622.8) - 諏訪ノ平駅 - 剣吉駅 - 苫米地駅 - 北高岩駅 - 八戸駅 (643.2)
2010年12月4日移管区間
八戸駅 (643.2) - （貨）八戸貨物駅 - 陸奥市川駅 - 下田駅 - 向山駅 - 三沢駅 (664.2) - 小川原駅 - 上北町駅 - 乙供駅 - 千曳駅 - 野辺地駅 (694.6) - 狩場沢駅 - 清水川駅 - 小湊駅 - 西平内駅 - 浅虫温泉駅 - 野内駅 - 矢田前駅 - 小柳駅 - 東青森駅 - 青森信号場 - 青森駅 (739.2)

### 廃駅
廃止区間にあったものを除く。
- 行人塚駅：1944年11月11日廃止、長町 - 三百人町間
- 三百人町駅：1944年11月11日廃止、行人塚 - 仙台間
- 小田原東丁駅：1944年11月11日廃止、仙台 - 東仙台間

### 廃止信号場
廃止区間にあったもの、駅に変更されたものを除く。
- 田端北部信号所：廃止日不明（大正年間?）、田端 - 上中里間
- 小谷場信号所：1921年10月1日廃止、蕨 - 南浦和間
- 砂信号場：1932年5月1日廃止、土呂 - 東大宮間
- 桜田信号場：1932年5月1日廃止、東鷲宮 - 栗橋間
- 中田信号場(1)：1932年5月1日廃止、栗橋 - 古河間
- 中田信号場(2)：1952年9月26日廃止、栗橋 - 古河間
- 蛇尾川信号場：廃止日不明、西那須野 - 東那須野（現：那須塩原）間
- 黒川信号場：1920年11月5日廃止、黒田原 - 豊原間
- 中目信号場：1966年9月28日廃止、越河 - 白石間
- 津田仮信号場：1911年12月19日廃止、白石 - 大河原間
- 北塩釜信号場：1962年4月15日廃止、塩釜 - 松島間
- 谷地中信号場：1948年7月1日廃止、小牛田 - 田尻間
- 畑岡信号場：1950年10月1日廃止、新田 - 石越間
- 真柴信号場：1957年9月28日廃止、有壁 - 一ノ関間
- 衣川信号場：1966年4月21日廃止、平泉 - 前沢間
- 北上信号場：（旧）北上操車場、1987年1月廃止、六原 - 北上間
- 飯豊信号場：1952年11月16日廃止、村崎野 - 花巻間
- 長根信号場：1968年4月26日廃止、厨川 - 巣子間
- 吉谷地信号場：1949年9月15日廃止、御堂 - 奥中山（現：奥中山高原）間
- 西岳信号場：1966年9月26日廃止、奥中山（現：奥中山高原） - 小繋間
- 滝見信号場：1967年7月25日廃止、小繋 - 小鳥谷間
- 鳥越信号場：1968年6月11日廃止、一戸 - 北福岡（現：二戸）間
- 梅内信号場：1968年7月20日廃止、目時 - 三戸間
- 姉沼信号場：1968年8月3日廃止、小川原 - 上北町間
- 石文信号場：1968年8月5日廃止、乙供 - 千曳間
- 土屋信号場：1966年9月24日廃止、西平内 - 浅虫（現：浅虫温泉）間

### 過去の接続路線
- 白河駅：白棚線（元白棚鉄道）
- 郡山駅：三春馬車鉄道
- 松川駅：川俣線
- 福島駅：福島交通飯坂東線
- 伊達駅：福島交通飯坂東線
- 大河原駅：仙南温泉軌道
- 槻木駅：角田軌道
- 名取駅：増東軌道
- 長町駅：
  - 仙南交通（元秋保電気鉄道）
  - 仙台市交通局（仙台市電）
- 仙台駅：仙台市交通局（仙台市電）
- 陸前山王駅：塩釜線
- （旧）松島駅：松島電車
- 松山町駅：松山人車軌道
- 小牛田駅：古川馬車鉄道
- 瀬峰駅：宮城バス（元仙北鉄道）登米線・仙北鉄道築館線
- 石越駅：くりはら田園鉄道線 - 2007年4月1日廃止
- 水沢駅：胆江軌道
- 花巻駅：岩手中央バス（元花巻電鉄）花巻温泉線・花巻電鉄鉛線

IGR転換区間
- 好摩駅：花輪線

青い森鉄道転換区間
- 八戸駅（南部鉄道営業当時は尻内駅）：
  - 八戸線
  - 南部鉄道 - 1969年3月27日廃止
- 三沢駅：十和田観光電鉄線 - 2012年4月1日廃止
- 千曳駅：南部縦貫鉄道線（1968年8月4日まで）
- 野辺地駅
  - 大湊線
  - 南部縦貫鉄道線（1968年8月5日から） - 1997年5月6日休止、2002年8月1日廃止